# Сестрорецкий инструментальный завод
Сестроре́цкий инструментальный завод имени С. П. Воскова (бывший Сестрорецкий оружейный завод) — основан по указу Петра I. Строительство началось в июне 1721 года, открыт 27 января 1724 года. С мая 2008 года территория завода начала освобождаться для многоэтажного типового строительства.

## История

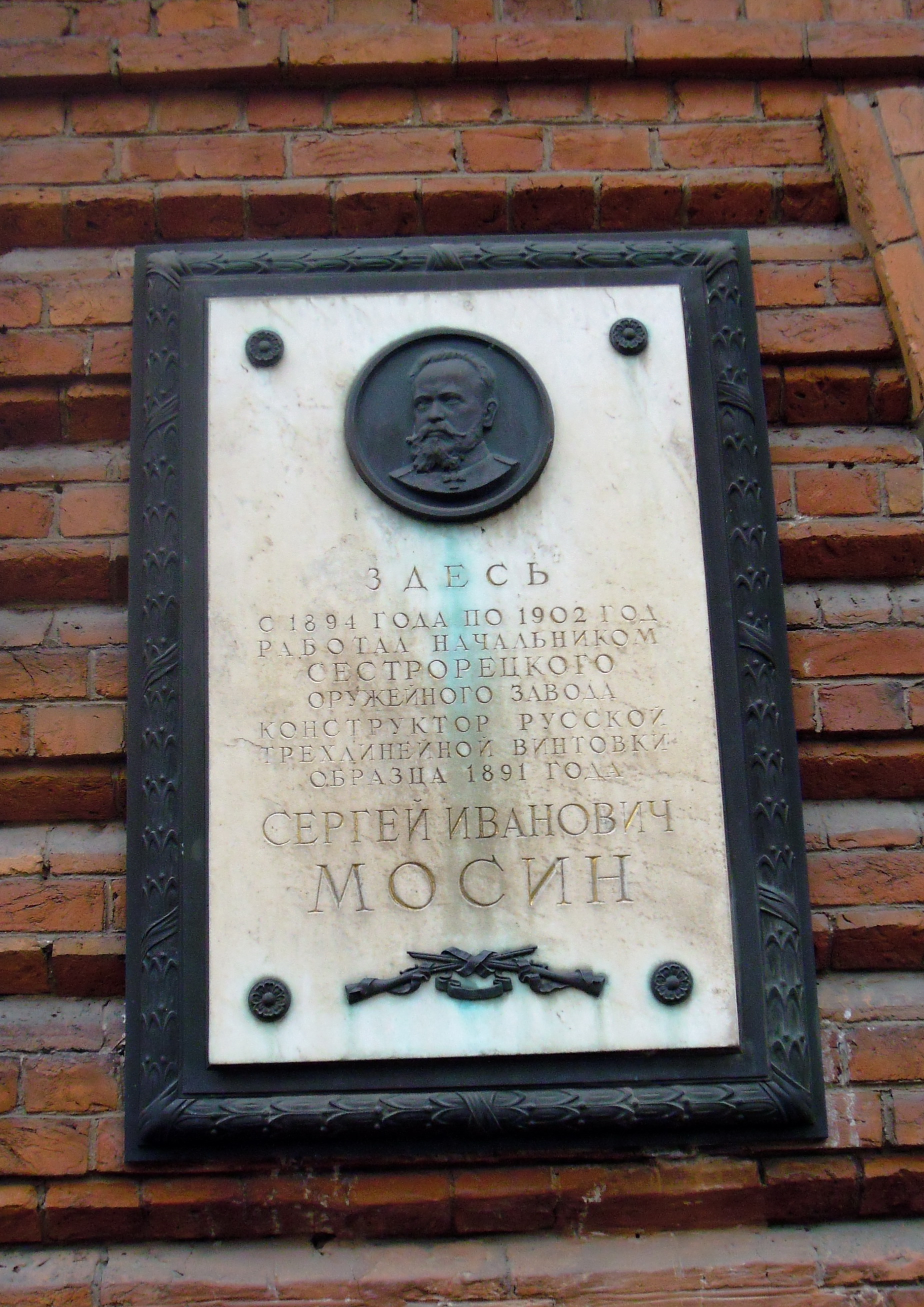
Памятная доска на здании управления СИЗ

В 1894—1902 годах начальником завода был Сергей Иванович Мосин, изобретатель знаменитой русской «трёхлинейки» образца 1891 года. На заводе также работали создатели автоматического оружия В. А. Дегтярёв, Ф. В. Токарев, В. Г. Фёдоров и другие. В 1922 завод изменил профиль производства с оружейного на инструментальный, в том же году заводу было присвоено имя председателя завкома, революционера С. П. Воскова. В 1971 завод был награждён орденом Октябрьской Революции.
В 2007 году был начат проект реконструкции зданий завода под жильё. На территории завода площадью 13,9 га планируется строительство жилой зоны, спортивного центра, школы, супермаркета, ресторанов и кафе. Стоимость проекта оценивается в 180 млн долларов.
В 2008 году началось осуществление этого проекта: торги на право аренды двух участков (площадью 133 097 м² и 257 658 м²) проходили с начальной цены в 180 млн рублей до 255 млн рублей.
Победителем торгов стала компания «Запад-Ф».
Перебазированием завода будет заниматься Sestra River Developments.
К 2012 году в промышленной зоне «Конная Лахта» на участке 16,5 га планируется создать индустриальный парк для перебазирования производства Сестрорецкого инструментального завода
Будущая площадь зданий будущего индустриального парка составляет 93 тыс. м².
Стоимость работ оценивается в $140 млн..
На освободившейся территории завода будет построен общественно-деловой и жилой комплекс «Петровский арсенал».
На площади около 27 га будут возведены строения общей площадью 152 тыс. м².
10.12.2012 года дирекция завода сообщила Депутатам Муниципального Совета г. Сестрорецка о состоянии дел на заводе, в том числе:

В рамках реализации проекта «Петровский Арсенал»: 1) разработан проект инженерной подготовки территории для каждой очереди строительства, в составе: сводного плана инженерных сетей, транспортной схемы с раскладкой инженерных сетей, генерального плана; 2) корректируется ранее выполненный проект многофункционального комплекса с целью разбивки на очереди строительства и сдачи рабочего проекта в экспертизу по очередям; 3) разрабатывается рабочий проект на осуществление технологического присоединения к электрическим сетям ЛенЭнерго; 4) разрабатывается проект котельной установки и проект подводящего газопровода; 5) определяется подрядчик для объектов инженерной и транспортной инфраструктуры; 6) планируется произвести работы по благоустройству территории, прилегающей к бывшему зданию заводоуправления в весенне-летний период 2013 года, в связи с подготовкой к празднованию 300-летнего юбилея города Сестрорецка в 2014 году.

## Список объектов на территории завода
| Логотип конкурса «Вики любит памятники» | Объект культурного наследия: № 7810300002 |

| Логотип конкурса «Вики любит памятники» | Объект культурного наследия: № 7810300007 |

| Логотип конкурса «Вики любит памятники» | Объект культурного наследия: № 7810300009 |

| Логотип конкурса «Вики любит памятники» | Объект культурного наследия: № 7810300010 |

| Логотип конкурса «Вики любит памятники» | Объект культурного наследия: № 7810300011 |

В комплекс зданий памятника промышленной архитектуры из красного кирпича, возведённых до 1917 года, не включены сохранившиеся в удовлетворительном состоянии здания цеха № 10 и здание ПТУ № 2(120) имени С. И. Мосина.

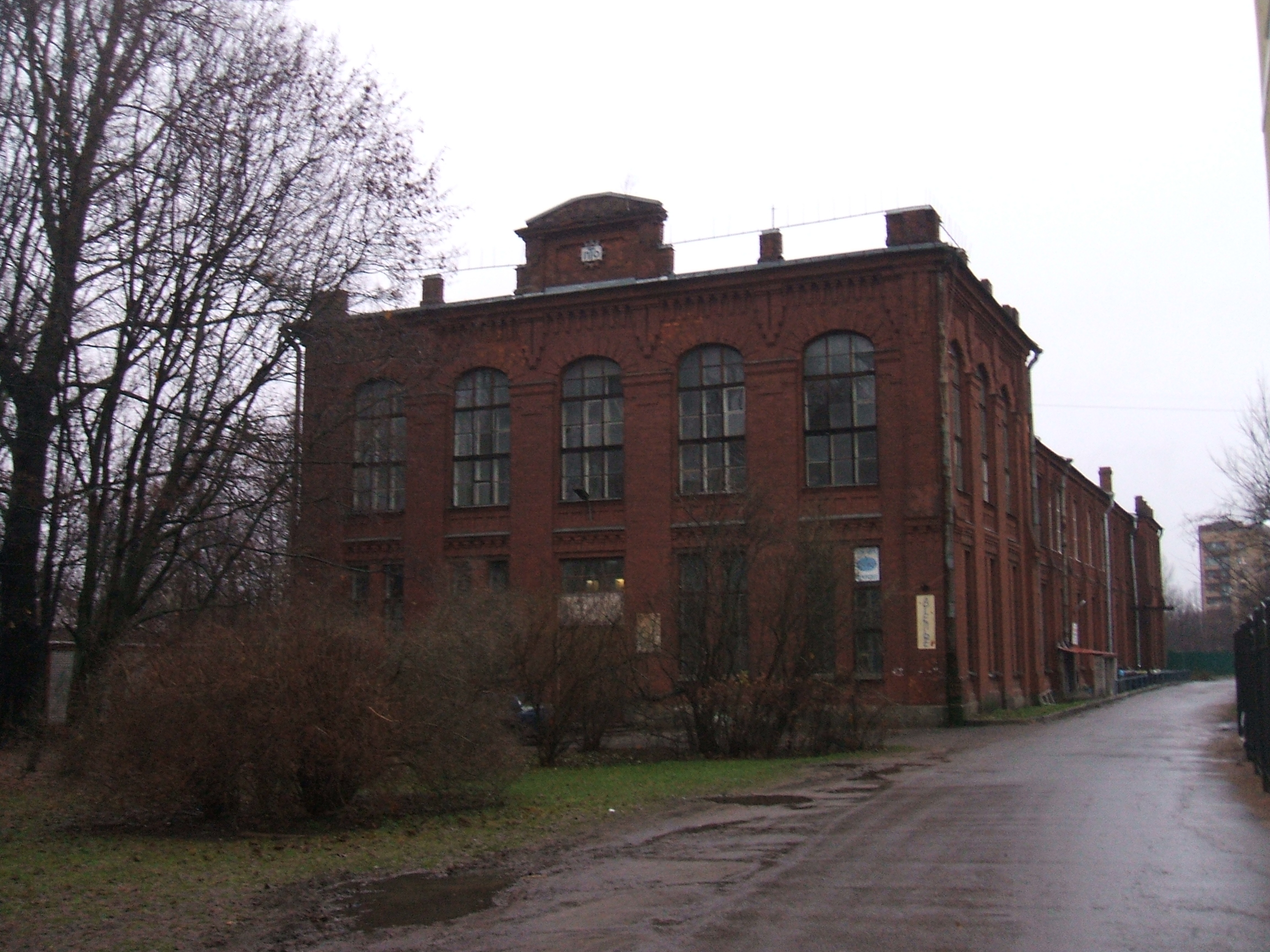
Оружейная ремесленная школа (ПТУ)
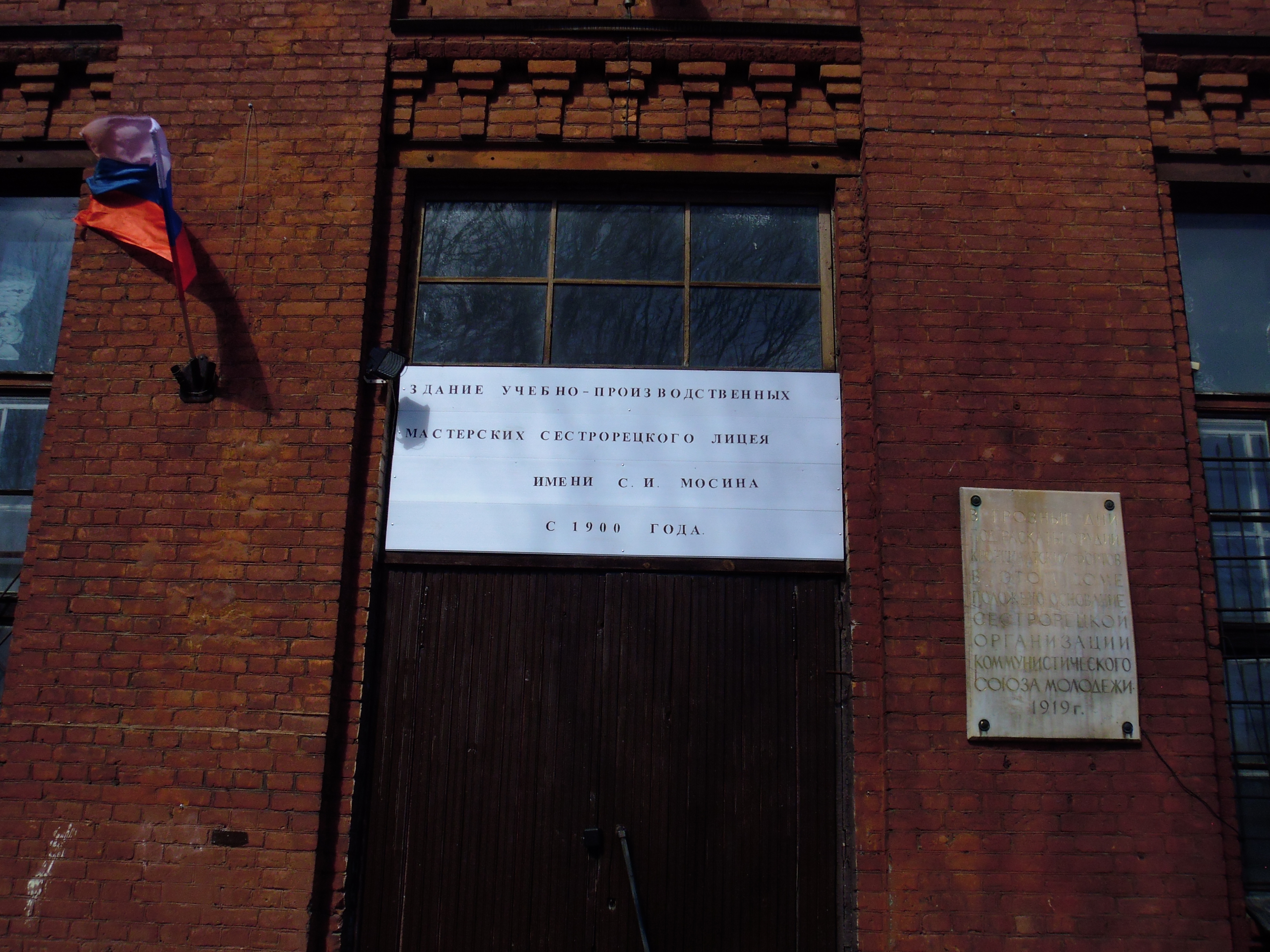
ПТУ имени С.И. Мосина в 2015 году
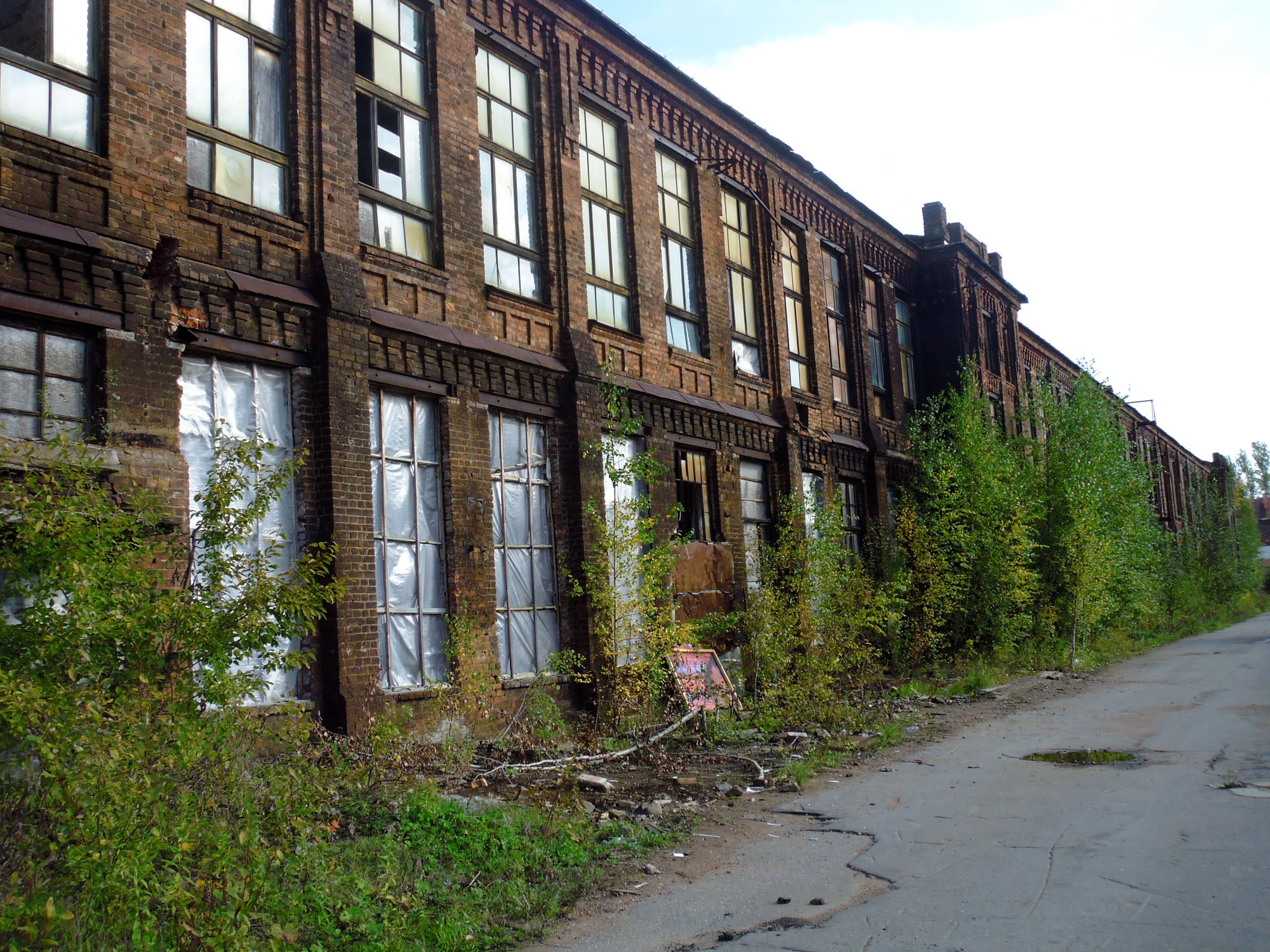
10 цех в 2014 году

## Хронология
До Петра I в России производство оружия велось в небольших объёмах. Оно было не однотипное, разнокалиберное, хотя и по качеству лучше иностранного. Армия вела крупные боевые действия и при этом не была обеспечена отечественным оружием.

### XVIII век
Первое упоминание о этом месте «Бой на реке Сестра» относится к 1703 году, когда Пётр I лично преследовал войска шведского генерала Крониорта, который лесами и болотами бежал за Выборг. Данная территория входила в шведскую деревню Куоккала. Упоминавшееся в шведских хрониках местечко Сестребек находилось на пересечении реки Сестра и Выборгской дороги (ныне Верхне-Выборгское шоссе).

#### 1710-е
1710 — Пётр I снаряжает команду офицеров осмотреть места на реке Сестре для закладки завода.
1712 — строительство первого крупнейшего в России Тульского оружейного завода.
1714, 20 сентября — распоряжение Петра I о строительстве Сестрорецкого оружейного завода. Обозревая окрестности р. Сестры, которые заинтересовали его во время похода на Выборг, царь остановил своё внимание на крутом повороте с юго-востока на северо-запад в четырёх верстах от впадения в Финский залив, приказал на этом месте построить плотину и при ней завод. На предполагаемом месте плотины установил флаг.
1719 — приказ Петра I построить в устье реки Сестры гавань для обеспечения дешёвого сообщения с Сестрорецком. В этом же году оружейному заводу приписаны леса в окружности около 200 вёрст (от Петербурга до Выборга) со всеми землями деревнями и крестьянами.
1719 — В Дубках строится трёхэтажный дворец.

#### 1720-е
1720 — с Олонецких заводов вызван «плотинный мастер Венедикт Беэр» со своим сыном для строительства на реке Сестре плотины, установку водяных машин и изготовление якорей и ружей.
1721 — начало строительства оружейного завода прибывшим вслед за Беэром инженером де Геннингом, который привёз с собой команду строителей с запасом необходимых на первое время строительных материалов. Комиссия, созданная по приказу начальника завода № 61 от 13 мая 1911 г., определила дату основания завода — 29 июня (по ст. стилю). Одновременно с постройкой завода возведена была деревянная церковь св. Николая Чудотворца, которая 4 января 1730 года сгорела и в том же году отстроена деревянною заново.
1722 — построен пороховой завод, производивший 3500 пудов пороха в год. В самом заводе на возвышенном месте близ плотины Пётр I приказал построить для себя деревянный дворец о 12-ти покоях, на этом месте позднее был построен сначала деревянный дом для начальника завода, потом кирпичный одноэтажный, который перестроили после пожара в двухэтажный, сохранившийся до наших дней.
1723 — по морю на больших лодках на завод доставлены машины и технические приспособления с Петровских Олонецких заводов, Ладожской якорной кузницы, Белозёрского завода Москвы, вместе с 546 работниками с семьями. Из Пруссии и Польши прибыли опытные оружейники.
1724 — завершение строительства завода (несколько оружейных мастерских, ствольно-заварная, ствольно-точильная, ствольно-отделочная, станочно-отделочная, якорная, шпикарная, пильная мельница) механизмы в большом количестве были деревянные. Закончено строительство плотин, вододействующих колёс, флютбетов и заполнено водохранилище «Заводской Разлив». 14 января завод поступает в ведение Артиллерии. Именовался он тогда: «Сестрорецкие металлические заводы». Завод состоял из 20 фабрик (мастерских). Ещё на не открытом заводе для парадной лестницы дворца А. Д. Меншикова выковывают перила.
С 1721 по 1726 год были осуществлены главные постройки на заводе. Кроме плотины с руслами здесь было построено 17 деревянных и мазанковых фабрик с 28 вододействующими колёсами, 10 магазейнов и кладовых, жилые дома для рабочих и мастеровых.
Чертежей завода, исполненных В. Генниным, не найдено, но, судя по тому, что он писал в 1720 году, основной первоначальный план принадлежит ему. Мастерские парами располагались вдоль реки, дававшей водную энергию машинам. Расковочная, плющильная и молотовая. В стороне большая литейная, в середине кузница. Пётр мог из своего дворца наблюдать за работой завода.
Посёлок не был включён первоначально в композицию, но застройка его сложилась так, что завод стал постепенно композиционным центром посёлка.
В плане Сестрорецкого завода чётко прослеживается замысел, построенный на двух взаимно перпендикулярных осях, закреплённых большой литейной и дворцом Петра в одном направлении; канцелярией и кордегардией — в другом. По периметру здания сблокированы так, что образовали сплошную ограду производственной площадки со зданием канцелярии во главе и охранными вышками по углам.
Планировка Генина была настолько рациональна, что сохранялась в основных чертах, несмотря на перестройки отдельных зданий, в течение 200 лет и сохранилась до настоящего времени.
К 1724 году были построены: две якорные фабрики, в которых делались большие и малые двурогие и четырёхрогие якоря, валы для лесопильных мельниц, а также предметы, каких в малых кузницах нельзя было отковать; одна домна, из которой выпускался чугун на литьё разных материалов и на приготовление железа и стали; одна стальная фабрика, где приготовлялась сталь для клинков и багинетов (штыков); одна укладная, в которой делался из чугуна уклад для стили; одна шпикарная, в которой делались гвозди разных размеров; одна пильная кузница, где ковались ручные стальные и для лесопильных вододействующих мельниц железные разных размеров пилы; одна проволочная, в которой тянулась разных размеров проволока; одна пильная мельница, где пилили брёвна на доски для напарьев, колёс, щитов, мехов и прочих заводских потребностей; одна меховая, где делались новые и починялись старые деревянные и кожаные меха; одна ствольная заварная для заварки фузейных, пистолетных, мушкетных стволов и багинетов; одна ствольная, точильная, где точили фузейные, пистолетные и мушкетонные стволы; одна ствольная отделочная, где отделывались солдатские фузейные, пистолетные, мушкетонные стволы, штыки и к солдатским шпагам железные эфесы; одна замочная кузница, где ковались к солдатским и офицерским фузеям, пистолетам, мушкетонам замки и приборы; одна отделочная для отделки солдатских фузейных, пистолетных и мушкетонных замков и приборов; одна станочная отделочная, где отделывали станки (ложи) к солдатским фузеям, пистолетам и мушкетонам; одна шпажная, в которой ковали солдатские и офицерские клинки и солдатские эфесы; мазанки ручных работ, где делали офицерские ружья, фузеи, шпаги, кортики, палаши и прочие офицерские приборы и лекарские инструменты; две полерные, где точили и полировали шпажные и кортиковые клинки и багинеты.
1724, 27 января — Пётр I сам лично принимает рапорт об открытии завода. Было построено 20 цехов, 28 вододействующих колеса приводили в движение машины. На открытии были первые 47 человек людей связанных с оружейным делом. Затем Пётр приказывает перевести с Олонецких заводов половину рабочего персонала — 600 с лишним человек.

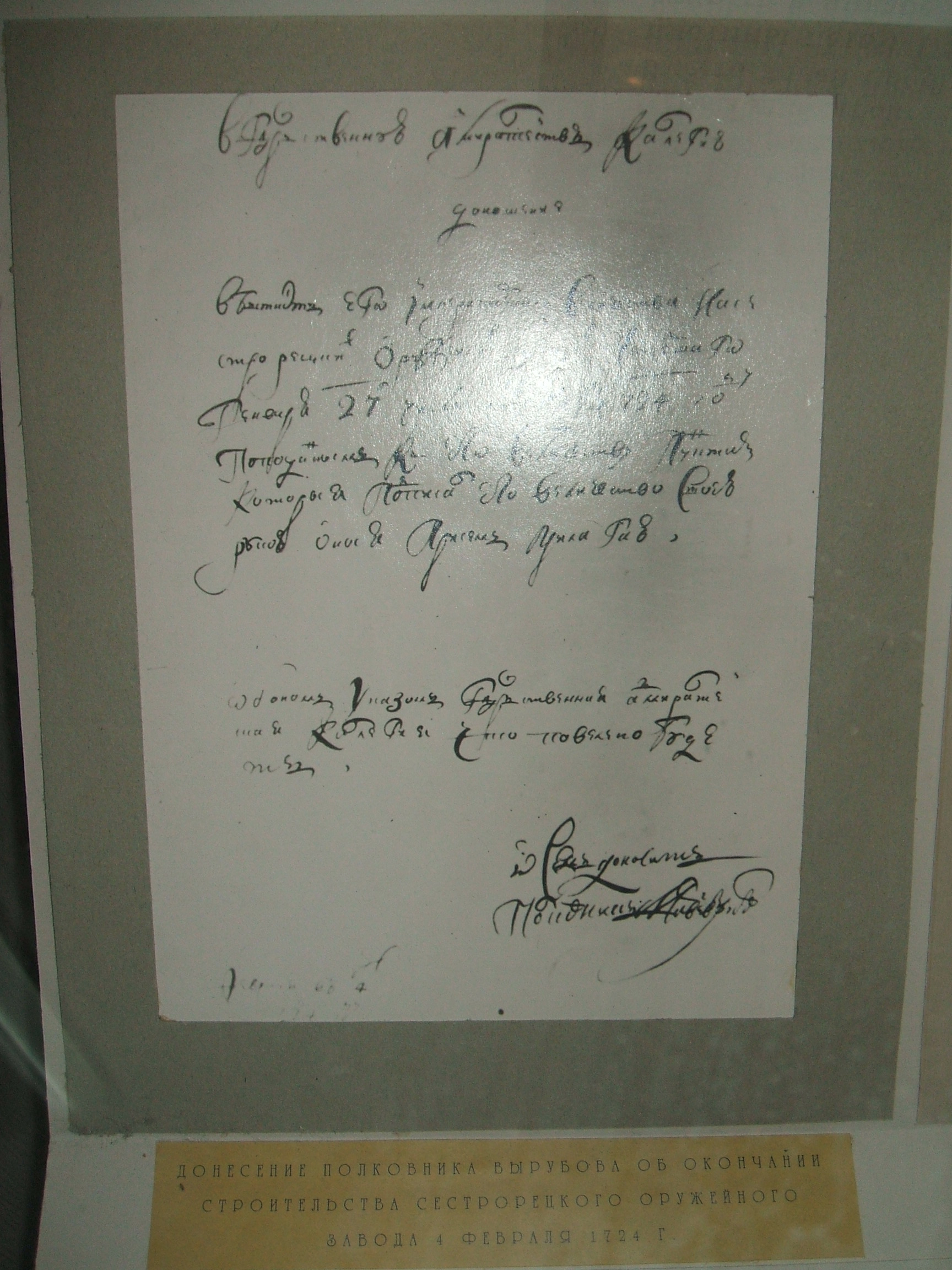
Рапорт полковника Вырубова

1724, 11 февраля — завод передаётся в ведение Адмиралтейства.
1725 — построена деревянная церковь во имя св. апостолов Петра и Павла.
1726 — составлены правила для сестрорецких рыбаков, поселившихся в селении в царствование Петра 1: «Рыбаки, которые ловят рыбу, чтобы им продавать самим на рынке или на своих лодках охочим людям про себя, а откупщикам на продажу, до половины дня, отнюдь никому не продавать, а после полудня продавать всем, а буде который в том пойман, будет, и тот потому же наказан быть имеет».

9 марта (по старому стилю) 1726 года Ян Сапега со своей свитой посетили завод: «В первой кузнице имеется 120 водяных колёс, к каждому колесу особые приставлены люди: ничего более того, только стволы для ружей, каждым колесом четыре ствола из середины высверливают и выделывают. Наверху в той же кузнице тоже водой, поворачивающей колёса, стволы внутри, чтобы никакого изъяна не было, чистят и полируют. Во второй кузнице такой же 80 точил каменных, тоже вращаемых водой, которыми снаружи стволы и другие вещи полируют. В третьей кузнице, ещё большей, более 100 мехов, изобретательностью воды двигаемых, находится, они раздувают огонь, где замки и другие вещи, необходимые для ружей, вырабатывают, в пятой шпаги, рапиры и штыки и т. д. отковывают. В шестой железо отливают. Там стержни в длину на несколько штук благодаря силе изобретательности воды чудесно расширятся. Наверху той же водой проволоку, из тех резаных прутьев вытягивают, толстую, тонкую и наиболее тонкую. В седьмой якоря новые к судам делают, а старые переделывают. Молотами очень большими также силой водяной изобретательности сбивают и вырабатывают, других всех вещей описать и подсчитать невозможно, которые более чем в десяти непомерной величины кузницах, силой изобретательностью водой обрабатывают, не только то, что принадлежит работе с железом, но и на бронзе и сходных металлах, шпагах кавалерийских, охотничьих ножах, ружьях, ножницах и других красивые гранения и полировку продолжают, ружья отделывают, шпаги оправляют и т. д. и другие делают деликатные вещи. Других вновь немало невдалеке от кузницы особых мест, где селитру, серу и различный порох делают. Также лесопилки, которые сразу дюжину тёса распилить могут. А это всё водой, которая из моря под землёй двумя каналами за версту и деле проведена, а двумя каналами из пруда выходит, вода которого вверху над кузницами плывёт, а при каждом колесе спускается, однако лёгким инструментом, когда это необходимо, удержать её можно. И так до второго часа от полудня его милость (граф) развлекался этой прогулкой».

1727 — на крупнейшем, самом передовом заводе в России работает 683 человека. Проблема поставки оружия русской армии была решена.
1 мая 1727 — завод прекращает выпуск оружия и превращается в инструментальную фабрику. В разное время производились медные детали обмундирования войск, выпускались медные деньги, металлорежущие и измерительные инструменты, металлические архитектурные и другие изделия для СПб. Циклические периоды расцвета оружейного производства и его приостановка тесно были связаны с международной обстановкой вокруг России и необходимостью вести военные действия. В то же время стоимость ружей на Сестрорецком заводе была самой высокой в России из-за дальности поставок сырья и не стимулировала стабильные заказы на вооружение.

#### 1730-е

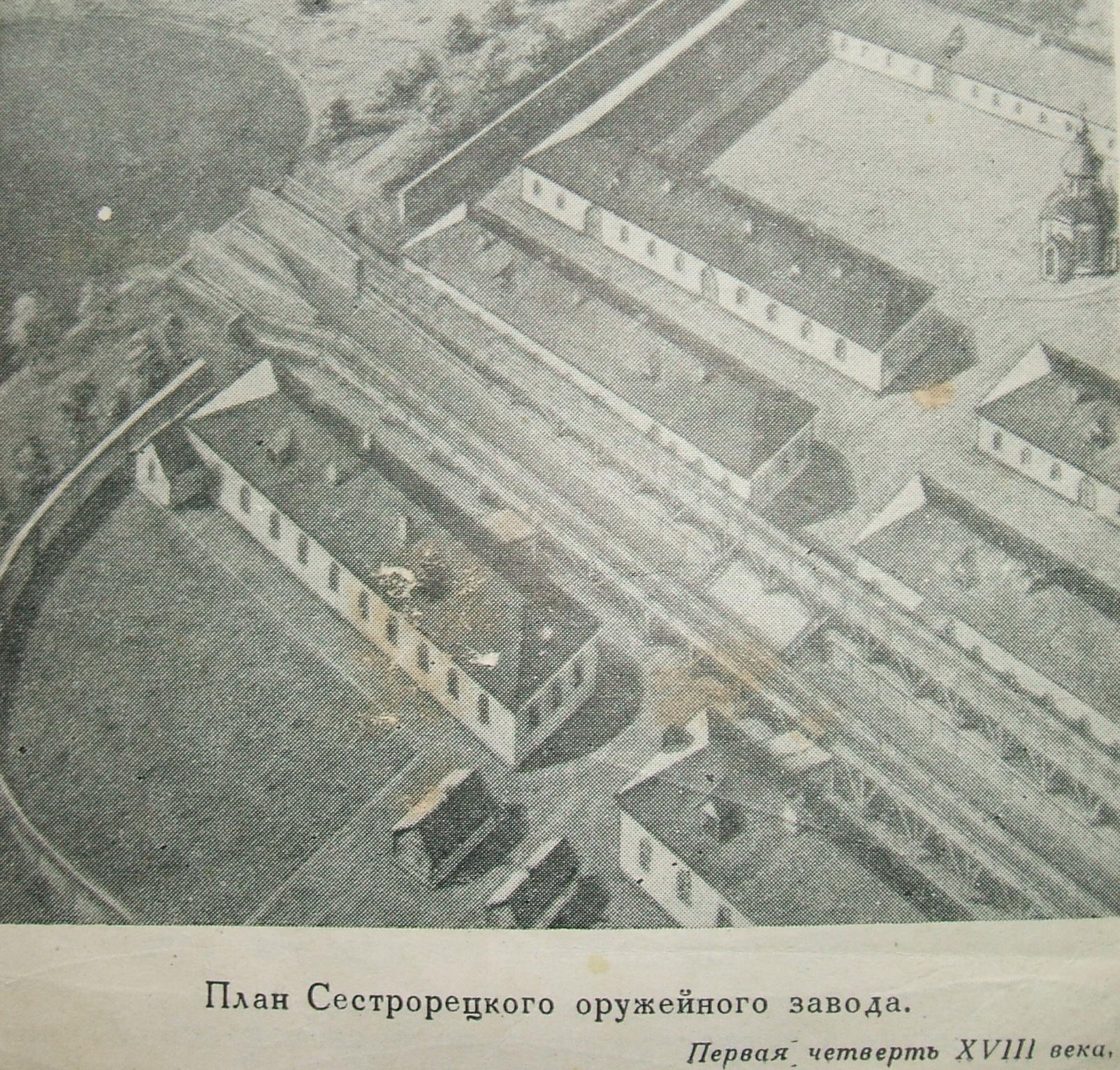

1731 — Андреас Беэр назначен управляющим заводом. Рудоплавильный мастер, изобретатель, экономист. С 1737 года руководитель Тульского оружейного завода. В Санкт-Петербурге заводами руководил Де Геннинг.
1732, 12 июня — завод передаётся в ведение канцелярии Артиллерии и фортификации.
1734  — основано Никольское кладбище. Упразднено в 1881 году, с устройством нового кладбища, в полутора верстах по дороге на Белоостров.
1735 — на завод возвращается Де Геннинг, который возрождает оружейное производство, завод начинает развиваться за счёт строительства Чёрнореченских чугунолитейных заводов, добыче руды на Дыбунских болотах, приписке выборгских крестьян к заводу. Де Геннинг становится царским советником. Заводом стал руководить его сподвижник Беер.
1735 — на Дибуне-болоте, около мызы «Осиновая роща» был выстроен Чернорецкий чугунолитейный завод и Медный Завод, перерабатывающий местную руду, «которая в действии явилась самя добрая». Через 50 лет снабжения завода отличным металлом завод был уничтожен по указу Екатерины II от 25 января 1779 года.
1736—1741 — производится крупномасштабная реконструкция завода, перестраиваются мастерские, в кузнице поставлено 36 горнов, в ствольной мастерской 20 станков, перестроены пильные мельницы, восстановлены оружейные и шпажные мастерские.
1737 — на заводе стали делать медные вещи для обмундирования войск.. Окрестных крестьян обязали для завода делать древесный уголь, добывать болотную руду, заготавливать лес и ремонтировать постройки.

#### 1740-е
1740 — пороховое оборудование передано Охтинским пороховым заводам.
1743-1745 — наплывом льда и ураганом были разрушены до основания Устьрецкая и Дубковская гавани. Под действием морских штормов развалился маяк.
1744, 14 октября — распоряжение о передаче завода в ведение Артиллерии.
1745 — сестрорецкие рыбаки по распоряжению начальника завода обязывались вносить установленную плату за рыбную ловлю в пользу завода.
1746 — завод перепрофилируется только на ремонт оружия.
1748, 4 августа — Дубки и завод посетила императрица Елизавета Петровна. Она собирала плоды с фруктовых деревьев, посаженных Петром. При посещении завода покушав ухи, приготовленной из ершей и корюшки, сестрорецких рыболовных мест, нашла её вкусной, приказав доставлять во дворец к себе обеденному столу. С этой целью по распоряжению заводского начальства был устроен при устье реки Сестры садок, куда приезжали придворные повара для варения ухи и рыбных блюд, доставляемых к столу императрицы.
1749 — для Академии наук восстанавливается «Гольштинский глобус».

#### 1750-е
1750 — по повелению Елизаветы Петровны на заводе была изготовлена серебряная рака для мощей Александра Невского. Под наблюдением Шлаттера из алтайского серебра была отлита художественная рака Александра Невского. Эта рака, весившая 76 пудов, была выполнена в стиле елизаветинского барокко в виде трёхъярусного сооружения, увенчанного барельефным изображением Александра Невского. Хранится с XX века в Эрмитаже.

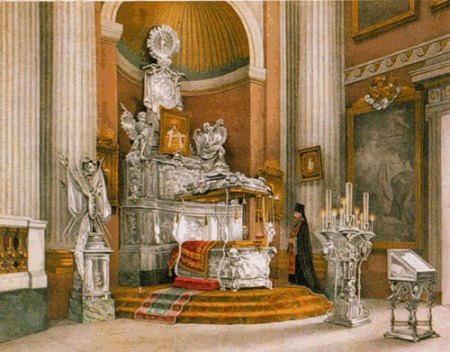
Рака св. Александра Невского

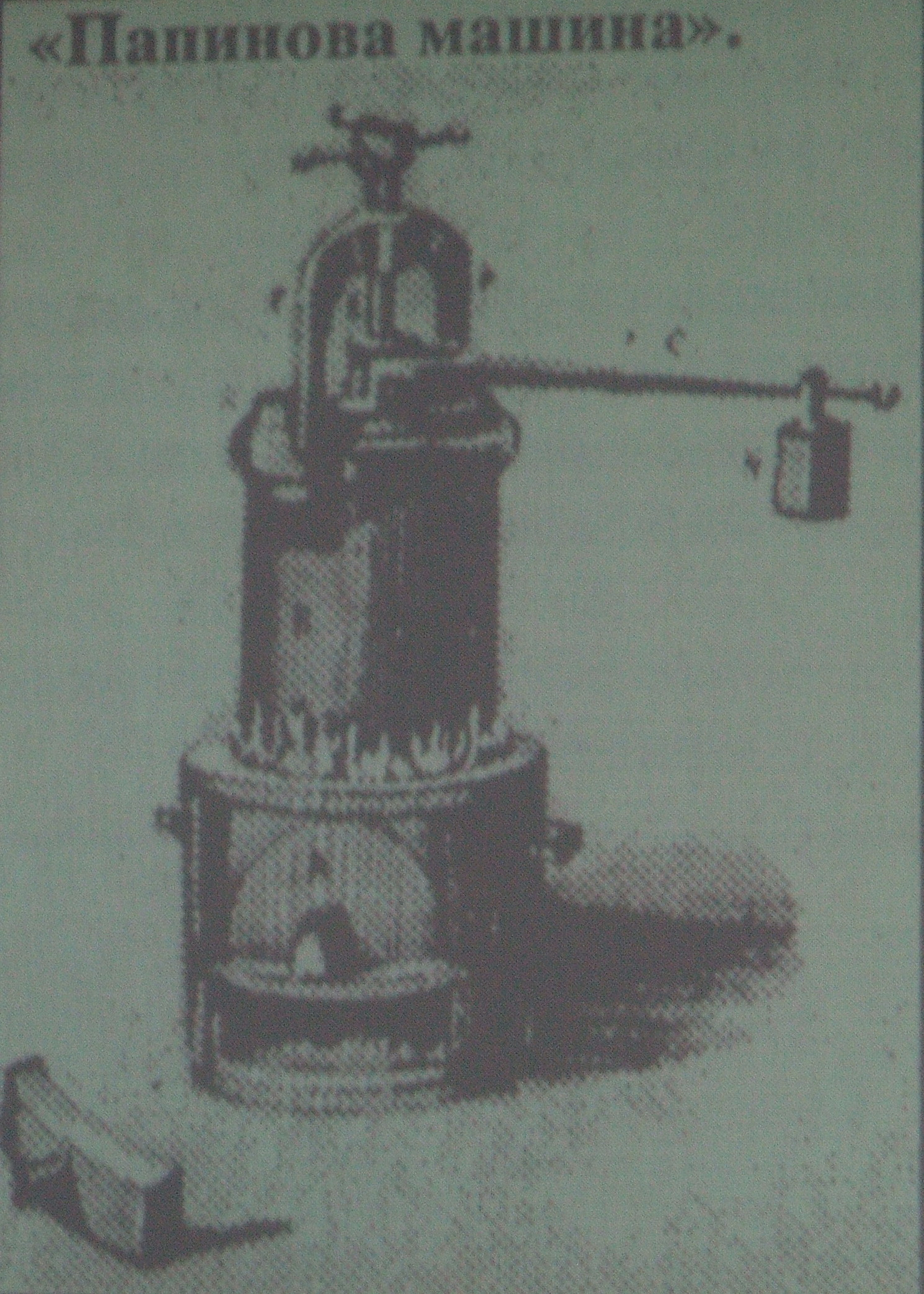
Папинова машина

1752 — завод выполняет заказ Академии наук изготовляет «папинову машину» для химической лаборатории М. В. Ломоносова. Для её получения в 1753 году Ломоносов, Михаил Васильевич побывал на заводе.

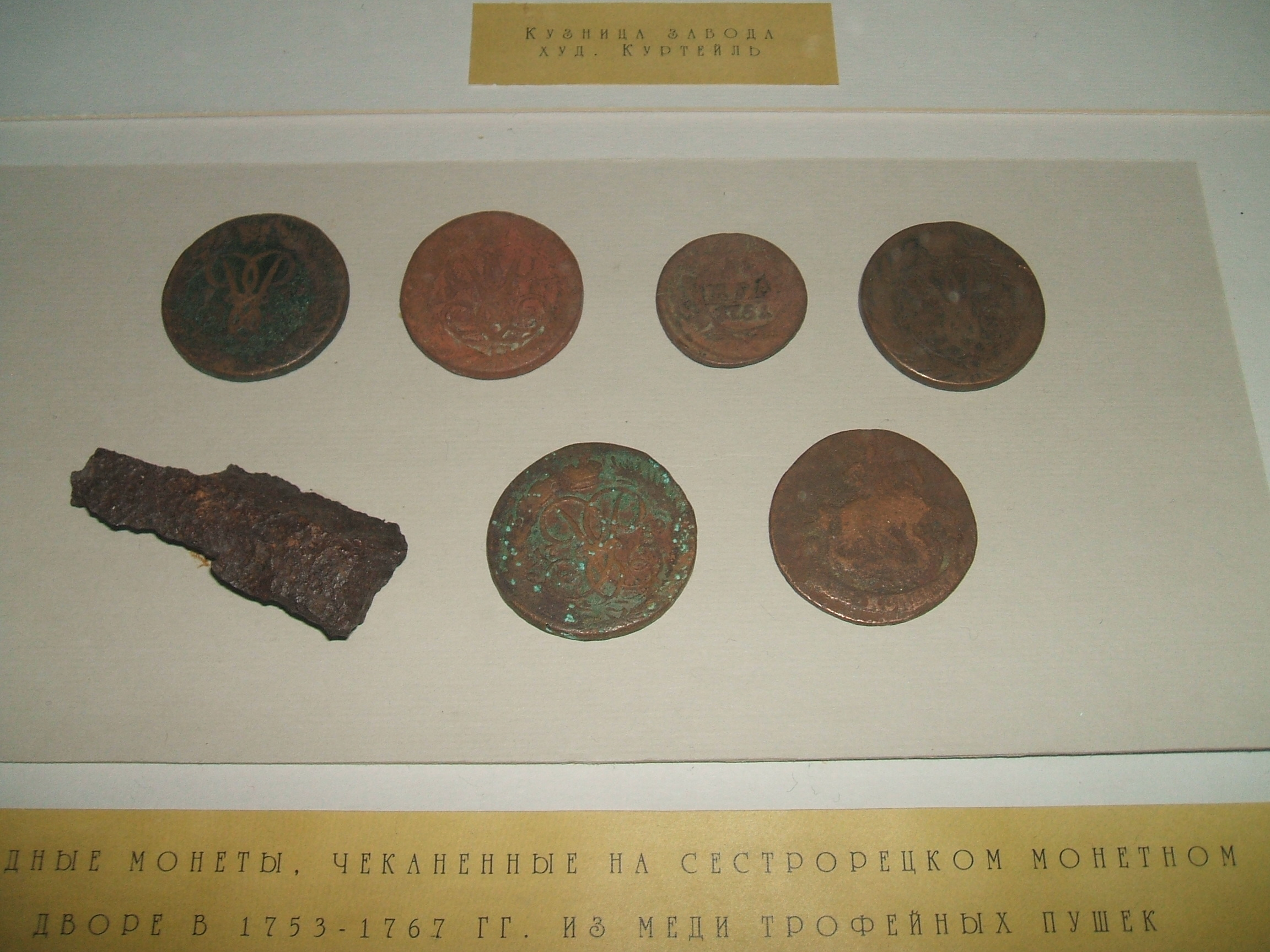
Сестрорецкие деньги

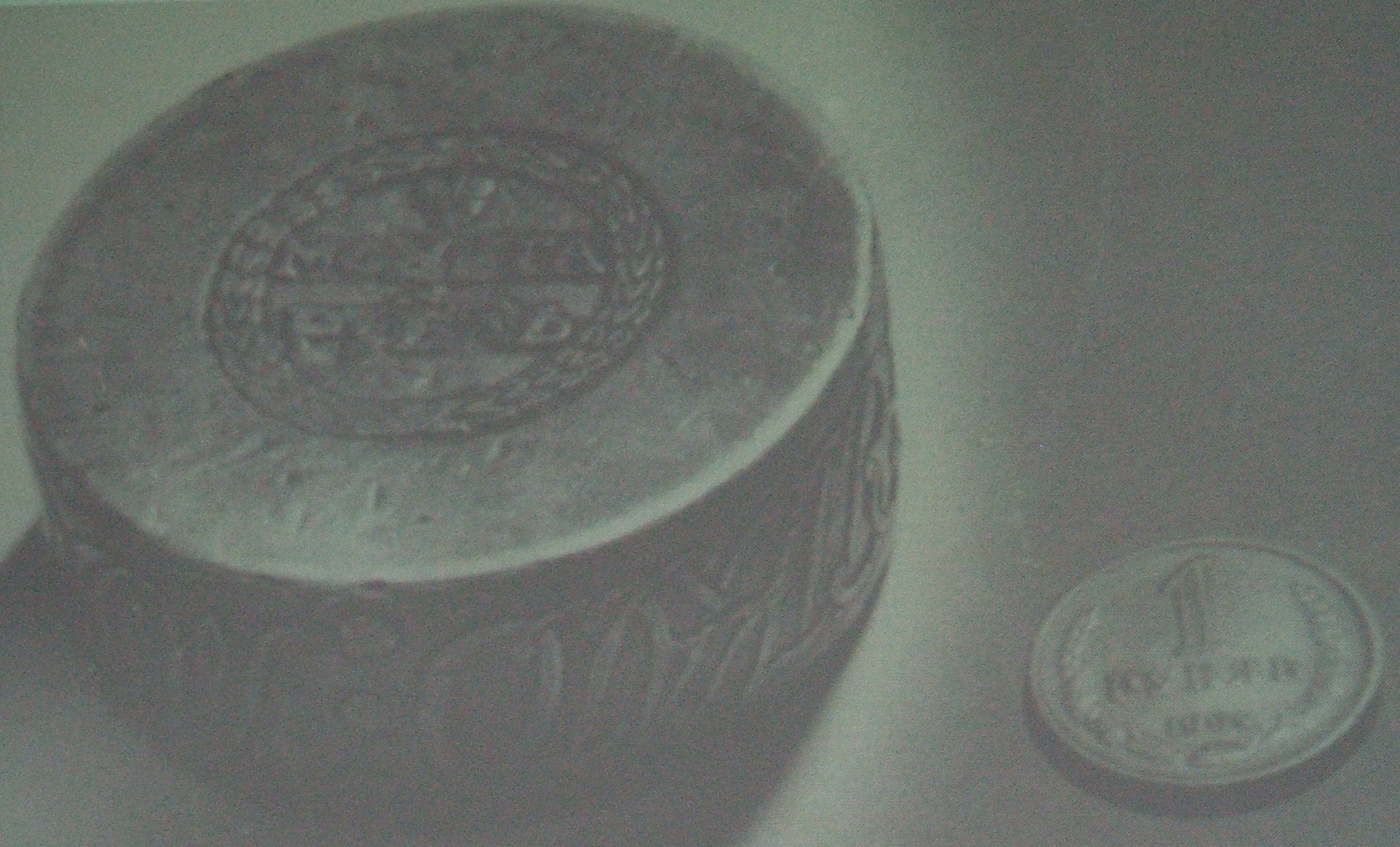
Сестрорецкий рубль

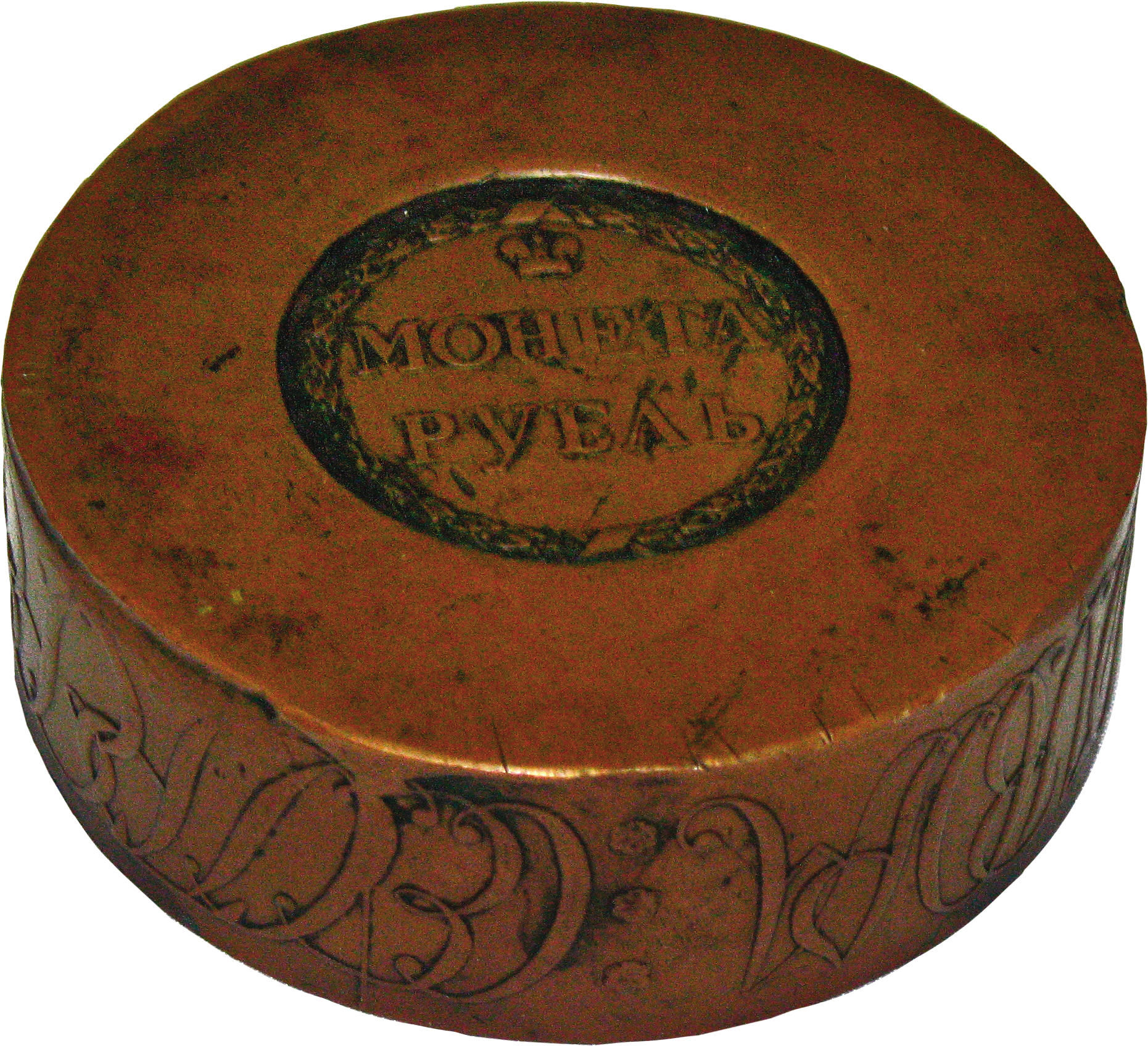
Сестрорецкий рубль 1771 года

1756 — завод передан из Государственной военной коллегии в подчинение генерал-фельдцейхмейстеру. С октября 1756 года по 1766 год завод выпускает медные деньги, при Елизавете Петровне на заводе организован монетный двор, где из негодных орудийных стволов начеканено два миллиона рублей. С XX века Сестрорецкий рубль нумизматическая редкость с большим количеством новоделов. 20 декабря 1770 года президент Берг-Коллегии и Монетного Департамента граф Мусин-Пушкин доложил Сенату о результатах изготовления рублёвой медной монеты и предоставил четыре образца монет. В своём докладе он отметил, что, так как медь была низкого качества, два образца были изготовлены бракованными — с трещинами. Лишь в 1761 году в Сестрорецк было завезено и переплавлено в монету 601 орудие весом 22034 пуда.

#### 1760—70-е
1761 — первая перестройка заводской плотины с руслами
1762 — Дубковский дворец был приспособлен для заводского провиантского магазина.
1766—1777 — Екатерина II передаёт окрестные земли своим фаворитам Орлову и Потёмкину. Завод лишается баз сырья и дешёвых трудовых ресурсов.

#### 1770-е
1774, 31 октября — по указу Екатерины II завод переведён в ведение Канцелярии Главной артиллерии и фортификации.
С 1778 — при управляющем Эйлере Х. Л. реконструкция завода. Кирпич на строительство новых фабрик использовали от разборки дворца Петра I в Дубках. Рост производства оружия для армии и флота и спецзаказов для государственных учреждений, членов царской семьи и частных лиц.
1779 — выстроена деревянная церковь св. чудотворца Николая. В этом же году Чернореченский чугунолитейный завод и рудники, поставлявшие качественный и недорогой металл, из казённого ведомства перешёл в частное владение.

#### 1780-е
1780, июнь 25 — в пожаре сгорели четыре заводских цеха.
1781 — по приказу начальника завода разрушен Дубковский дворец из кирпича его была построена в Сестрорецке церковь во имя святых апостолов Петра и Павла.
1783 — для укрепления Екатерининского канала и реки Фонтанки изготовили чугунные решётки.
1784 — на месте старой деревянной церкви св. Петра и Павла, выстроена новая каменная на частные пожертвования. Иконостас и иконы переданы из церкви св. Илии Пророка, что на Охтинском пороховом заводе.
1785 — при церкви Петра и Павла в Сестрорецке возведена колокольня со шпилем. По проекту Джакомо Кваренги для моста и беседок в Царском Селе отливаются железные части и изготовлены золочённые и медные украшения.

#### 1790-е

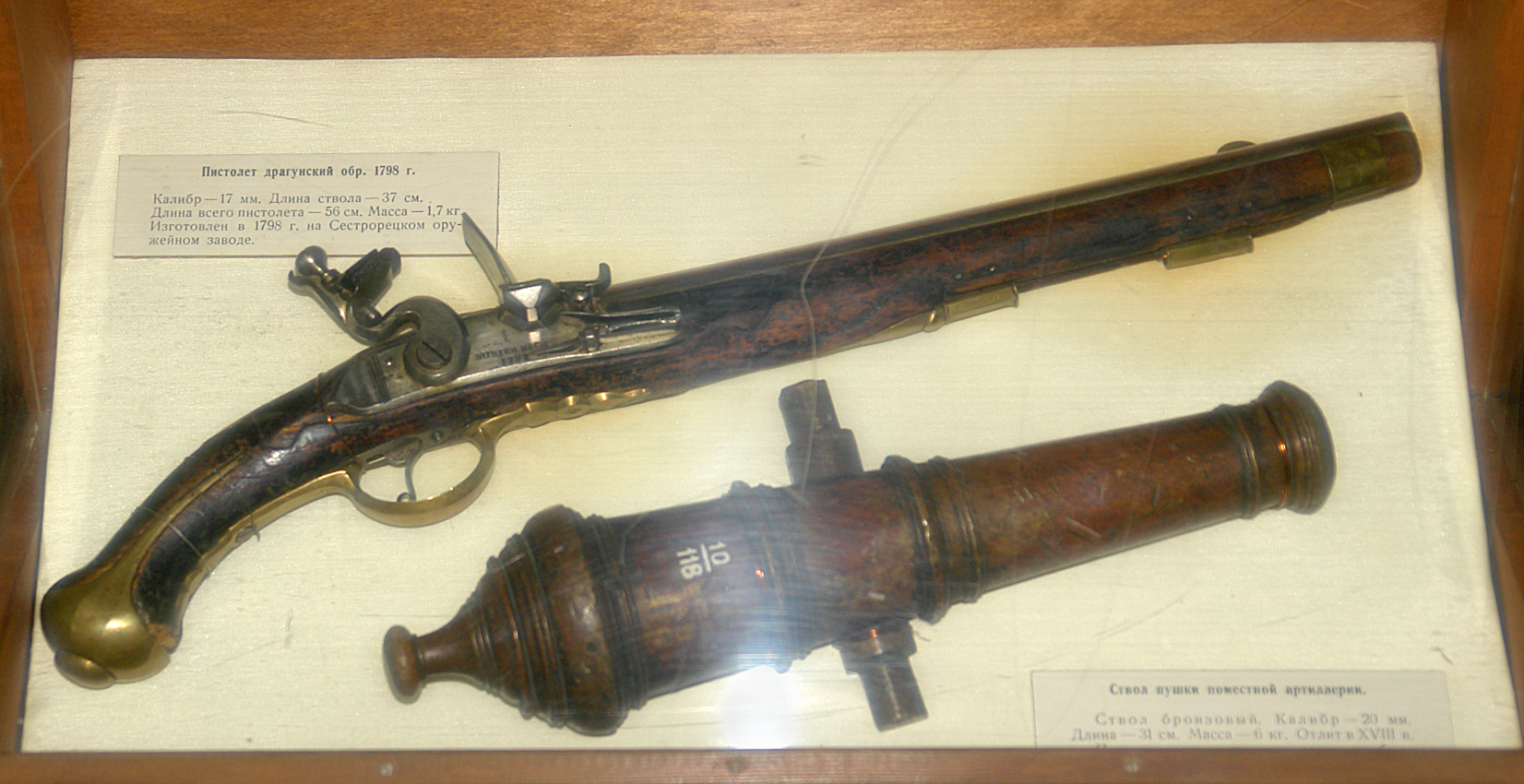
Пистолет драгунский, образца 1798 года.
Калибр — 17 миллиметров.
Длина ствола 37 сантиметров.
Длина всего пистолета — 56 см.
Масса — 1,7 кг.
Изготовлен в 1798 году на Сестрорецком оружейном заводе.

1791 — завод посетил Суворов, Александр Васильевич
1794, весна — половодьем повреждена плотина с руслами, пришедшие в полную негодность: фундаменты сгнили и осели, стены текут, для строительства новой плотины — нет специалистов.
1795 — из кирпича были построены 19 мастерских, магазинов, двухэтажный сарай длиной 148 саженей с тремя башнями, церковь, двухэтажный дом для временного проживания офицеров.
До 1796 — завод выпускает металлические архитектурные и другие изделия для Санкт-Петербурга.
1796 — заказ на изготовление 2400 ружей для Преображенского полка. Через год заказ для Павловского и Гренадерского полков.
1798 — во исполнении Указа Павла I о перевооружении армии заводу поручено изготовить оружие с взаимозаменяемыми деталями и узлами изготовленными по лекалам. В это же время изготавливаются пять ажурных мостов и трое ворот для Таврического сада, 14 железных решёток на окна мраморного зала Зимнего дворца и много мелких заказов для частных лиц: подсвечники, аксессуары к каминам, балконам, окнам и т. д.

### XIX век

#### 1800-е
1802 — Де Воланом составляется новый проект плотины и русел.
1803, 10 февраля — Указ Александра I о переустройстве плотины и весной начались строительные работы.
1803 — создана 1-я пожарная часть.
1804 — под руководством инженера Де Волана построена новая каменная двухпролётная плотина.
1807 — закончена отделка плотины и водоразделительных каналов кирпичом и диким камнем (путиловской плитой). В связи с остановкой турбин, завод до этого года занимался ремонтом отечественного и шведского оружия.
1808 — Начальником завода назначается подполковник Иван Ланкри. По его проекту создаются машины для штамповки, увеличивается количество мастеровых
1809 — распоряжение о формировании инвалидной роты при заводе.

#### 1810-е
1810 — завод передали под управление Артиллерийской экспедиции. К заводской церкви св. Николая пристроили колокольня. Впервые на заводе созданы станки для штамповки. Обновлены станки: токарные, сверлильные, полировочные, резцовые, шустовальные и др. по проектам И.Ланкри.
1811 год — Сестрорецкий завод вошёл в состав Великого княжества Финляндского
1812 — завод стал получать сталь и чугун со своего завода в Райволе (Рощино) — Линдуловское имение. 25 апреля завод отчуждается к Выборгской губернии.
1813 — на заводе работает 1492 человека рабочих, выпустивших в 1812 году 12527 ружей и 1200 пар пистолетов.
1815-1822 — к заводскому госпиталю пристроили шесть новых палат и построили госпитальную баню.

#### 1820-е
1821 — распоряжение о содержании при заводе 200 рекрутов для обучения оружейному мастерству.
1823 — для обслуживания большого количества станков на заводе вводится должность механика.
1826 — оборудование завода признано образцовым и рекомендовано для Тульского и Ижевского заводов.
1829 — впервые создан совет по управлению заводом состоящий из начальника завода, двух его членов, и секретаря.

#### 1830-е
1830 — начало реконструкции водопропускных сооружений (плотин) завода на Сестрорецком Разливе, реке Сестре и Ржавой канаве. Реконструкция велась до 1863 года.

#### 1840-е
1842 — Александровский уезд был передан из состава Великого княжества Финляндского в состав Санкт-Петербургской губернии.
1844 — завод начинает выпуск нового типа оружия: ударного (капсюльного) пехотного оружия. В 1844 г. по возвращении в Россию членом комитета по улучшению штуцеров и ружей был назначен Глинка-Маврин, Борис Григорьевич, отвечавший за выработку на Сестрорецком оружейном заводе образцов ударного ружья для российской армии. По исполнении этого поручения и Высочайшего утверждения в 1845 г. образца пехотного ударного ружья Глинка был командирован на Ижевский оружейный завод для выделки там новых ружей и улучшения оружейного производства вообще.
1845 — Сестрорецкому оружейному арсеналу передан Райволовский железоделательный завод, выдававший ежегодно до 60 тысяч пудов чугуна из местных руд и, таким образом, заменивший уничтоженный в 1779 году Чернорецкий завод.
1846 — на заводе состояло всех чинов 2600 человек, из которых оружейников, учеников и молотобойцев было 972 человека. Завод мог производить 10-12 тысяч ружей. В начале XIX в . на заводе было 400 мастеров, и сверх того к нему было приписано 1800 финских крестьян, которые вместо платежа податей доставляли на завод уголь.
1847 — Была проведена конно-железная дорога от Дубковской пристани (на побережье Финского залива) до завода. Вслед за ней купец Штерк построил в Разливе завод, поставляющий кирпич для плотины.
1849 — учреждена образцовая мастерская, контролирующая выпуск типового единообразного оружия и хранения эталонных измерительных инструментов.
С июня 1849 по сентябрь 1852 года бывший крепостной Иван Овсов и крестьянин Чухломского уезда Костромской губернии Дмитрий Зубов по соглашению с департаментом военных поселений выстроил шоссе к Дубковской пристани (ныне улица Воскова и Дубковское шоссе). Первая ровная грунтовая магистраль протянулась от парадного подъезда завода через заповедную дубовую рощу к набережной Финского залива, протяжённостью 1410 погонных саженей (около трёх километров).

#### 1850-е
1854 — выпуск первых 1111 штук нарезных ружей.
1859 — завод освоил машинный способ производства винтовок. На завод привезены машины из Америки
К этому десятилетию относятся воспоминания Фёдорова Сергея Антоновича, родившегося в 1849 году в семье оружейника Сестрорецкого завода, дед которого был пригнан на работы из Тверской губернии. Воспоминания записаны в 1936 году, когда автору было 87 лет:

Одиннадцатилетним мальчиком поступил на работу в завод и проработал 62 года. Первые мои воспоминания относятся к 1854-1855 годам, когда у берегов Сестрорецка появился английский флот. Орудийная канонада встревожила не только нас, мальчишек, но и всё население. Среди женщин поднялся переполох, плач и крик о наступившей войне. Чугунные ядра с треском стали разрываться в окрестностях. Почти всё тогдашнее население побежало к заводу, где также происходила тревога. Около завода были выстроены солдаты, ожидая рабочих. Шёл невообразимый шум. Вскоре открылись ворота завода, в которых появились рабочие с ружьями, они так же, как и солдаты, выстраивались в ряды. Мы бегали около своих отцов и дядей, а кто около братьев, работающих в заводе. Когда все рабочие были выстроены, впереди солдат раздалась команда, и все побежали к морю. Несмотря на строгие окрики старших и начальства, мы, мальчишки, так же всей гурьбой побежали следом, а кто и рядом со своими отцами. Сзади нас остались плачущие матери. Стрельба из пушек на английских кораблях в это время прекратилась. Не добежав нескольких сажень до берега, получили приказ остановиться. Вперёд послали разведчиков. Нам мальчишкам, тоже хотелось посмотреть на английские корабли. Начальство опасалось высадки войск с кораблей. Вернувшиеся разведчики донесли, что на берегах неприятеля нет, а корабли стоят у большого камня. Тогда начальство разрешило посмотреть «англичанку». Все рабочие, солдаты и мы, мальчишки, поползли к зарослям, какие в то время были в Дубках, к берегу моря, и я впервые увидел большие корабли англичан.
17 лет я переживал крепостное право. Это время было тяжёлым на заводе. За неповиновение, малейшие проступки, по малейшему подозрению пороли не только розгами, били палками, пропуская сквозь строй, и если человек не мог вынести наложенного числа ударов — падал забитый и истекающий кровью, его относили в госпиталь, подлечивали и снова пропускали сквозь строй солдат, чтобы добавить количество оставшихся ударов. Работали от зари до зари — по 13 часов. На работу выходили по барабанному бою барабанщиков. которые около 5 часов утра летом и зимой ходили по улицам и отбивали время выхода на работу. Впоследствии барабаны сменили колокола, но их часто было не слышно, и опаздывающих штрафовали. С течением времени колокол сменился гудком — тоненькой свистулькой. В тёмных и низких мастерских работали с масляными фитилями. Это же конопляное масло употреблялось при сверлении на станках и в пищу рабочим, которые макали ломти хлеба в бочку с маслом или просто жарили картошку. В свободные воскресные дни или праздники рабочие проводили время или в работе или в кабаках, находящихся тут же, недалеко от завода.

#### 1860-е

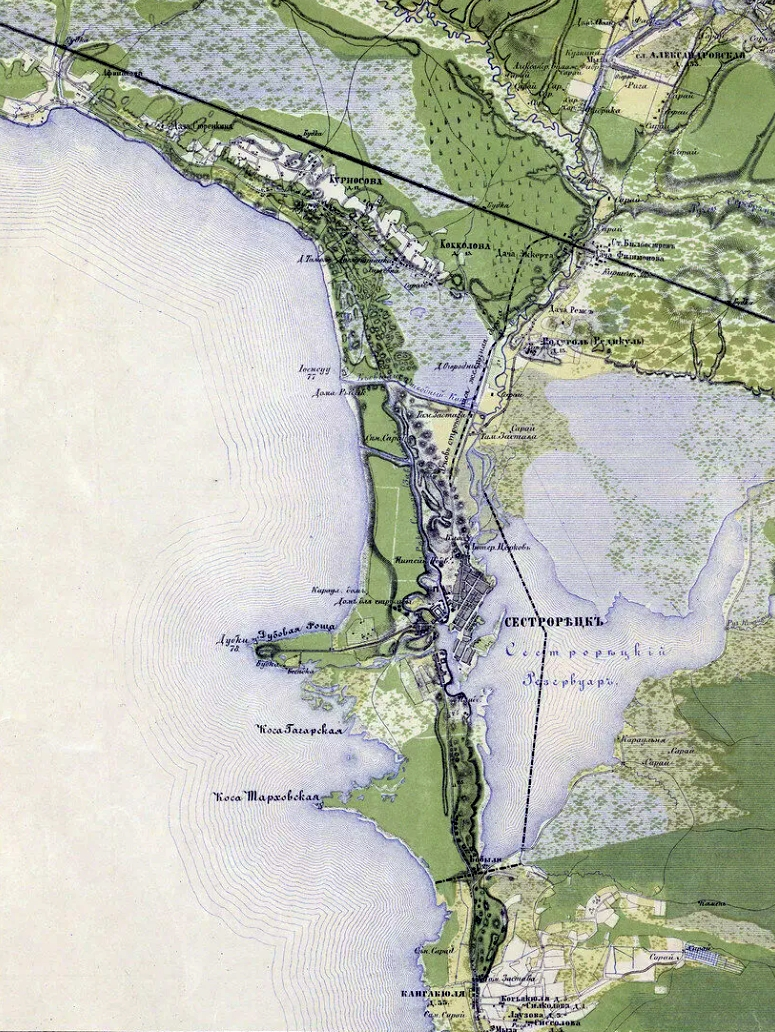
Граница Выборгской губернии княжества Финляндии и СПб губернии России в районе Сестрорецка с 1811 по 1864 гг.

1861 — Сестрорецкий завод с ближнею землёю на пространстве около 12 кв. вёрст, был отделён от Выборгской губернии и присоединён к Петербургской губернии.
1863 — завершена реконструкция водопропускных плотин завода под руководством гидротехника завода Гаусмана.
1864 — Когда в 1864 году территория площадью 14 квадратных километров вокруг Сесторецкого оружейного завода была отделена от Великого княжества Финляндского и присоединена к Санкт-Петербургской губернии, император Александр II пообещал Финляндии Петсамо взамен.  Это было реализовано только в Тартуском мире 1920 года.
1865 — Отношение министра статс-секретаря Великого княжества Финляндского А. Г. Шернваль-Валлена военному министру Д. А. Милютину об освобождении финских крестьян от подёнщины Сестрорецкому оружейному заводу. 5 июля 1865 г, на основании положения о преобразовании оружейных заводов в империи, утверждённых 19 февраля и 8 марта 1861 г. положений о прекращении вообще обязательного труда.
1867 — крепостные заводчане становятся свободными крестьянскими поселенцами. Оружейники завода, подчинявшиеся только заводскому начальству и считавшиеся поселянами с правом военных служителей, были уволены на свободу с переименованием их в сельских обывателей, со всеми правами и преимуществом государственных крестьян.
1867 — на всемирной выставке произведений земледелия, промышленности и художеств в Париже завод получил несколько медалей за выставленные образцы оружия и бронзовую медаль, как один из самых лучших оружейных заводов в Европе.
1868 — Общий пожар в Сестрорецке. Сгорели церкви Петропавловская и Никольская. Пожаром уничтожено около 800 домов и кладбище посёлка Петропавловская церковь перешла из военного ведомства в епархиальное.
1869 — завод выпускает казнозарядные винтовки Терри — Нормана, чеха Кринка и Бердана.

#### 1870-е
1872 Отлит памятник Петру I для Петрозаводска. Автором пьедестала памятника стал академик Ипполит Антонович Монигетти, автор фигуры Петра — академик Иван Николаевич Шредер, ученик Петра Клодта. Памятник изготавливался в Санкт-Петербурге в мастерской Адольфа Моранда и отливался на Сестрорецком заводе.

#### 1880-е
1881 — построена и освящена каменная часовня в центре завода, в память императора Александра II.
1883 — Гоген, Александр Иванович фон окончил академию и поступил на работу архитектором на Сестрорецкий завод, где работал до 1890 года 
1884 — завод стал казённым выпуская 100 тысяч винтовок в год.
1889 — построена водозаборная и водоочистная станция на озере Сестрорецкий Разлив.

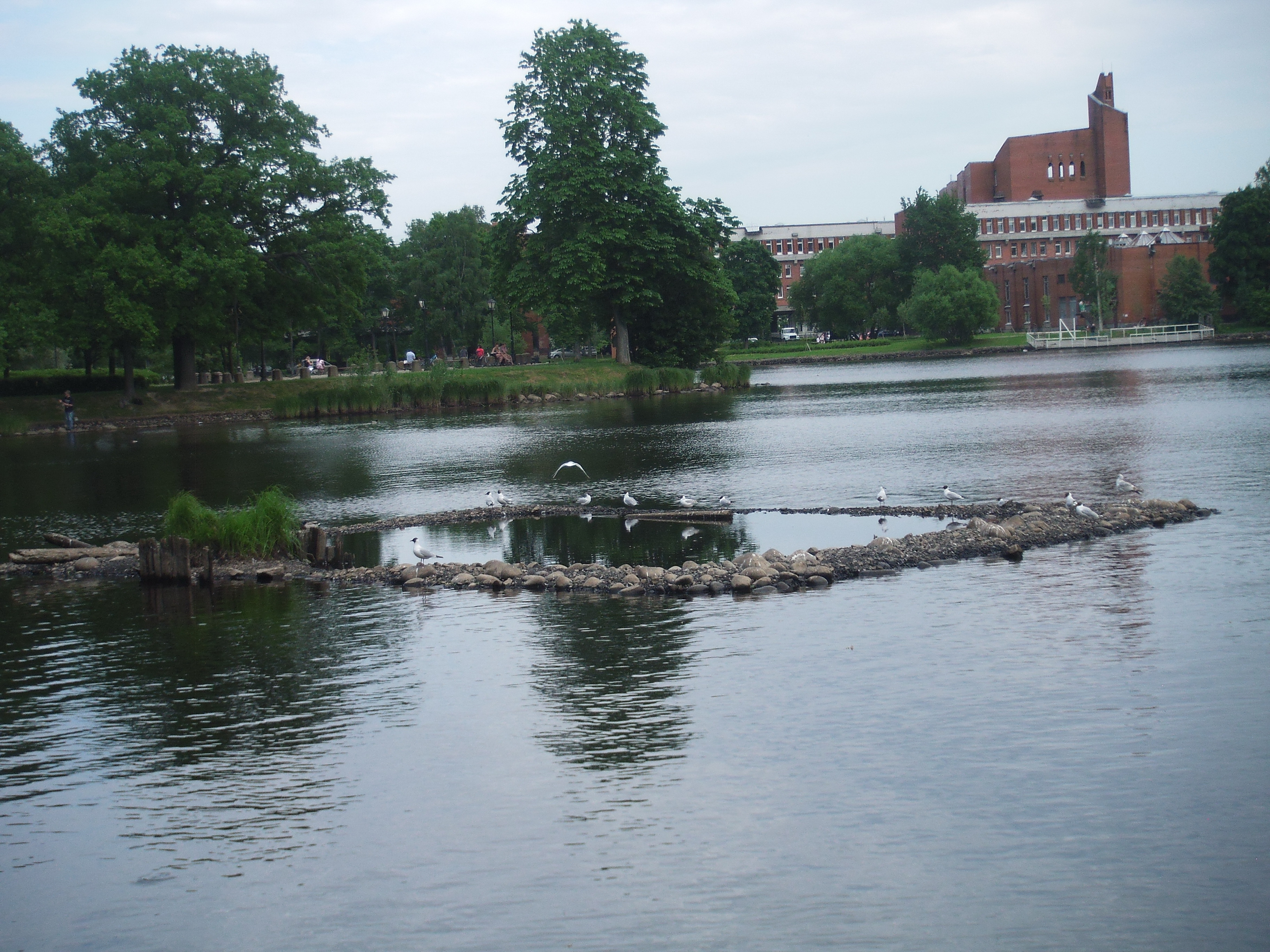
Бывший водозабор СИЗ

#### 1890-е
1891 — на вооружение принята винтовка Сергея Ивановича Мосина «Трёхлинейная винтовка образца 1891 года».
1894 — выпуск первой Трёхлинейной винтовки Мосина. Начало полной реконструкции завода при начальнике С. И. Мосине.
после 1895 — построена собственная ГЭС.
1896 — завод удостоен золотой медали на Всероссийской выставке в Нижнем Новгороде.
1898 — летом будучи слушателем артиллерийской академии проходил практику под руководством С. И. Мосина будущий конструктор автоматического оружия Фёдоров, Владимир Григорьевич.
За два века на заводе также были изготовлены: ограждение парадной лестницы Дворца Меншикова, ворота и ограда Аничкового дворца, в Царском Селе ворота и ограда Екатерининского Дворца, там же мостики и беседки в парке, два мостика в Таврическом саду, ограда Суворовского училища, утраченное надгробие Анны Иоановны из красной меди в Петропавловском Соборе, ограда канала Грибоедова и реки Фонтанки, некоторые мосты.

### XX век
Начало XX века — число станков 875. Количество рабочих 1725 человек. Завод полностью электрифицирован.

#### 1900-е
1900 — начала работать трёхгодичная ремесленная школа.
1902 — закончилось перевооружение армии трёхлинейными винтовками.
1903 — построены турбины в здании гидроэлектростанции
1905 — на заводе создана партийная организация большевиков
1906 — начальник завода Н. Г. Дмитриев-Байцуров издал особое объявление по предприятию относительно пьяного разгула. Он указывал, что молодые рабочие частенько ходили по улицам группами и приставали к прохожим. порой угрожали старшим мастеровым и ему самому. Некий Александр Хлейбович ударил чиновника Кириллина, обвинив его в казнокрадстве, и последний был вынужден просить заводское начальство разрешить ему носить револьвер. Рабочий Андреев сшиб с велосипеда на плотине господина Арсеньева, а неизвестный рабочий угрожал губернскому секретарю Дюкову. Когда в собственном саду Дмитриева-Байцурова был задержан пьяный рабочий, проходившая мимо группа молодых людей потребовала его освободить. В связи с этим начальник завода вынужден был издать распоряжение. по которому хулиганы могли быть уволены с завода без объявления причин.
1908 — по предложению Фёдорова В. Г. на завод из Ораниенбаума переезжает Дегтярёв, Василий Алексеевич, для завершения работ над автоматом Фёдорова.

#### 1910-е

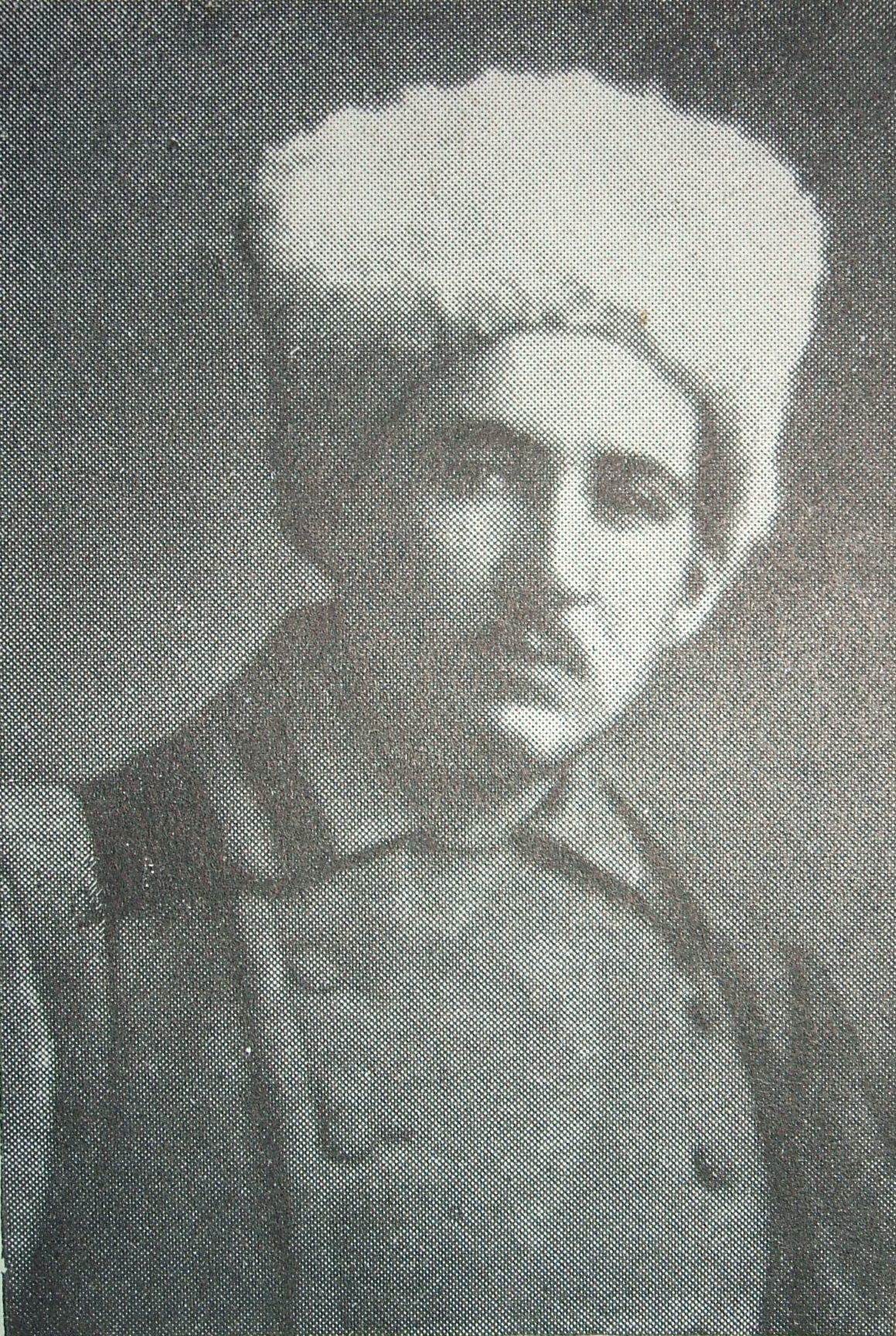
Зоф, Вячеслав Иванович

1911 — разрабатываются системы автоматического оружия Фёдоровым, Токаревым, Рощепеем.
1913 — автоматическое оружие разрабатывает Дегтярёв. Первые ППД (пулемёт пистолет Дегтярёва) делал цех станкостроения, которым руководил Чернышёв Алексей Андреевич, серийное производство было налажено уже в Ленинграде. Ранее на заводе Дегтярёв работал бригадиром слесарей.
1915 — завод выпускал по 9500 винтовок в месяц. Построено здание замочной мастерской, переделано здание магазина под мастерскую, надстроен второй этаж в доме ложевой и магазинной мастерских, продолжены заводская ветка железной дороги и ветка от Белоострова к заводу.
1917 — коллектив завода активно участвует в революционной деятельности Петрограда. Руководит партийной организацией большевиков Зоф, Вячеслав Иванович. До 1917 года Емельянов Н. А. делал машинки для набивки лент к пулемёту «Максим», токарями на изготовлении свёрл и метчиков работали Зоф и Киршанский К. С. — руководители РСДРП на заводе.
1917 — начальником завода назначен Шебунин А. А. За год завод изготовил 110100 штук трёхлинейных винтовок.

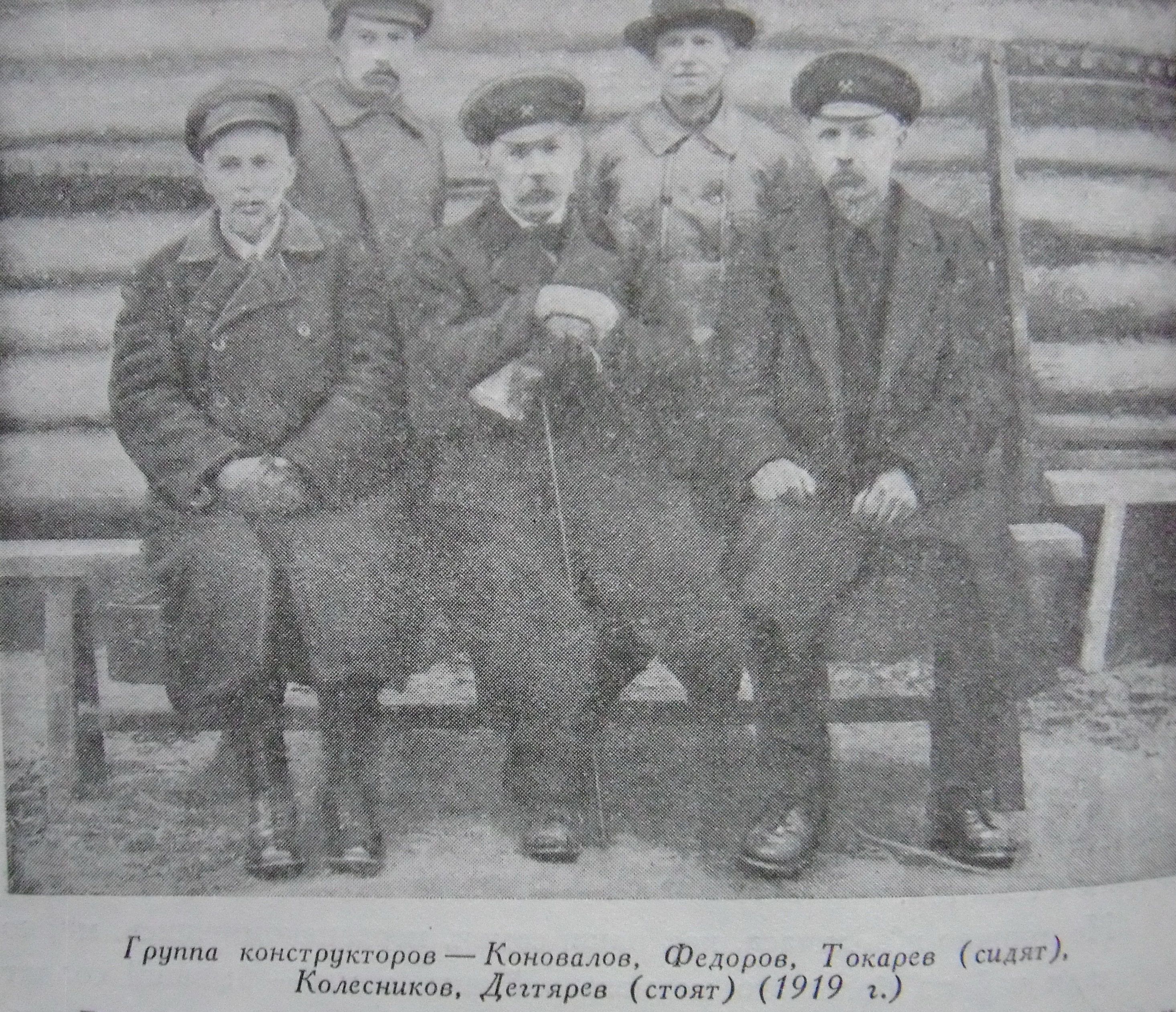
Сестрорецкие конструкторы автоматического оружия перед выездом в Ковров

1918 — на заводе установлено рабочее управление. Должность начальника завода упразднена. Решение «Смольного» о эвакуации производства оружия в глубокий тыл. Завод начал выпуск железнодорожных вагонов. Дегтярёв и Фёдоров уезжают в город Ковров, для организации завода по производству оружия. Начало разрухи. Только в октябре поступли заказы на выпуск оружия в Сестрорецке.
Весной 1918 (протокол заседания заводского комитета от 25 мая 1917 г.) дом и сад бывшего начальника завода переданы для устройства детского сада, доступного детям всего Сестрорецка.
1919 — заказы на выпуск винтовок, карабинов, походных кухонь, котелков, вёдер, кружек, чайников, тарелок, ударники для пулемётов и другие заказы для Красной Армии в гражданской войне. 10 июня завод подвергся налёту финской авиации, на его территорию упали несколько бомб, причинивших небольшие повреждения постройкам.

#### 1920-е
1920 — наряду с заказами Красной Армии завод начал выпуск металлорежущего и измерительного инструмента. Налажен выпуск челноков для швейных машин.
1922 — завод полностью переходит на выпуск режущего и измерительного инструмента.
1923 — налаживается выпуск слесарно-монтажного оборудования. 7 марта заводу присвоено имя С. П. Воскова (первого председателя профсоюзного комитета завода). На Всероссийской сельскохозяйственной выставке изделия завода были удостоены диплома первой степени за отличное качество. С этого года завод окончательно стал называться инструментальным.
1925 — производство завода полностью восстановлено. На заводе трудится 1760 человек. Хозрасчёт. Программа выполняется на 110 %.
1928 — план индустриализации увеличить производство в пять раз.

#### 1930-е
1930 — завод в ведении Всесоюзного инструментального треста . Выпускается только инструмент. Создаётся заготовительный цех, построен гальванический для хромирования.
1932 — создан цех лекал и калибров. Налаживается выпуск микрометров и штангенциркулей. Первая пятилетка выполнена за 2,5 года.
1933 — на заводе построили новый цех: станкостроительный
1934 — завод начал выпуск специализированных токарных станков для производства инструмента особой точности.
1935 — создан станкостроительный цех. Завод переходит в Народный комиссариат станкостроения.
1937—1939 — завод начинает выпускать машину для интегрирования дифферинциальных уравнений.
До ВОВ на заводе была общая трансмиссия, электродвигателей было мало, один общий двигатель и лес приводных ремней к станкам.

#### 1940-е

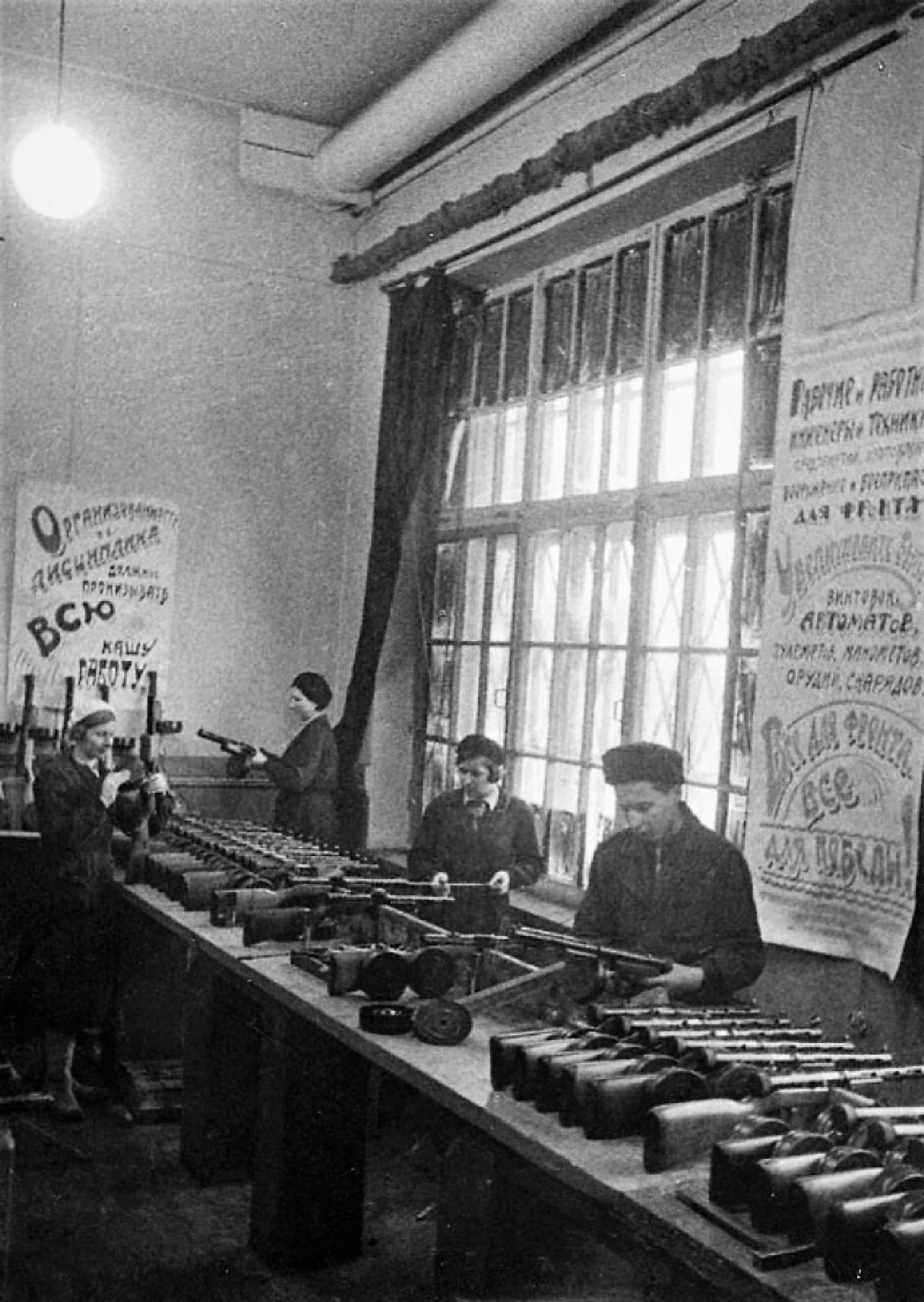
Рабочие ленинградского участка завода собирают пистолеты-пулемёты Дегтярёва. Фото С. Струнникова. 1942

1941 — в связи с началом Великой Отечественной войны и подступом немцев к Ленинграду, было принято решение об эвакуации завода в Новосибирск, где на его базе основан Новосибирский инструментальный завод. Приказ об эвакуации вышел 12 июля, а 14 июля начался демонтаж оборудования на заводе, через три месяца на новом месте, в четырёхэтажном здании бывшей швейно-трикотажной фабрики, между Октябрьской и Коммунистической улицами, эвакуированные цеха начали действовать. 12 августа директором Новосибирского филиала инструментального завода им. Воскова был назначен Гомон Израиль Маркович. Эвакуация проходила под постоянными бомбардировками и артобстрелами. Весь август из Сестрорецка на восток уходили поезда эшелонами товарных вагонов со станками и оборудованием, в конце июля эвакуировали 1410 человек, в том числе 631 работающие, остальные 779 — члены их семей в том числе 446 детей. Первым эшелоном в конце июля руководил Бурмистров В. В., 29 августа через Мгу успели прорваться два последних эшелона, одним из которых руководил Степанов И. Е. На Новосибирском участке завода, уже 17 сентября 1941 года был включён первый станок, в начале октября были готовы к пуску четыре цеха по производству инструмента.
Полностью произвести эвакуацию не удалось, из-за начавшейся блокады Ленинграда. Не успевшее до 29 августа прорваться через кольцо окружения оборудование разместили в Ленинграде, в пустующих корпусах эвакуированного завода «Красный инструментальщик». В сентябре финны захватили Белоостров. Силами партизанского отряда Осовского и народного ополчения, сформированного на базе завода, удалось отбить Белоостров и остановить дальнейшее продвижение врага к Ленинграду на линии старой границы по реке Сестре и водосбросному каналу «Ржавая канава». Ленинградскому участку завода было поручено организовать выпуск нового пистолета-пулемёта В. А. Дегтярёва (ППД). К 25 декабря, изготовлено и передано Ленинградскому фронту 4150 ППД.
Некоторую часть завода на автомашинах и по железной дороге переместили на также эвакуированные в Киров и Свердловск (сейчас Екатеринбург) ленинградские заводы Красный инструментальщик и Электроаппарат (см. Уралэлектроаппарат) соответственно.
1941—1945 — системы завода разморожены. Из оставшихся материалов и оборудования Ленинградский участок завода наладил выпуск пистолета-пулемёта Дегтярёва вручную. Организован стационар для работников, бесперебойно работают столовая. Тем не менее люди умирали от голода. Завод принимал участие в очистке Ленинграда от мусора, льда, снега, нечистот весной 1942 года. На Сестрорецком участке завода не прекращала работать гидроэлектростанция, снабжавшая электричеством военные объекты фортов и Кронштадта, стали работать баня, парикмахерская, ремонтно-пошивочная и сапожная мастерские, прачечная. Около 400 рабочих завода были призваны в ряды Вооружённых сил страны и принимали участие в ВОВ 1941—1945 гг., 237 человек были награждены боевыми орденами, в том числе один Герой СССР, 217 награждены медалями. 114 человек погибли и занесены на памятные плиты памятника, установленного на территории завода , ещё 187 вновь выявленные жертвы ВОВ
1942 год — В связи с прекращением подачи электроэнергии, производство кроме цехов «Красного инструментальщика» организовали в мастерских «Ленэнерго», а когда и их в марте разбомбили, перешли на ремонт отечественного и трофейного оружия. С 17 апреля после подачи электроэнергии завод стал выпускать по 300 автоматов в день. В блокадном Ленинграде с декабря налажен выпуск менее трудоёмкого и материалоёмкого пулемёта Судаева. 7,62 мм Пистолет-пулемёт Судаева ППС-42 и ППС-43.
1943 — на заводе налажен выпуск трёх новых видов вооружения: ППД, пистолета-пулемёта системы Судаева и снаряды для «Катюш». Обеспечены 64 полка Ленинградского фронта и Советской Армии, дошедших до Берлина и Порт-Артура. С четвёртого квартала завод постепенно переходит на производство инструмента, не сокращая выпуск оружия. Новосибирский филиал Сестрорецкого инструментального завода успешно работал, увеличив число работающих с 631 эвакуированного в 1941 году до 705 человек (на февраль 1943 года), за счёт вывезенных по льду Ладоги и вновь принятых на работу.
1946 — на заводе действует только один участок по производству мелких свёрл. Старое оборудование осталось в Новосибирске, а в Сестрорецк вывезли завод «Шток» из Германии.
1947 — вводится в строй цех нестандартного инструмента. Работникам Новосибирского филиала завода, подготовившим себе смену, разрешено вернуться в Ленинград. Пожелали остаться в Новосибирске из 700 работающих более 45 человек.
1948 — реконструкция цехов: литейного, свёрл, плашек.
1949 — завод впервые стал выпускать твердосплавный инструмент.

#### 1950-е
1951 — группа работников завода получает Государственные премии.
1953 — создан цех по выпуску товаров народного потребления: рубанки, шерхебели, пилоразводки, ножовки.
1957 — проводятся мероприятия по механизации и автоматизации работ на основе изобретений и рационализаторских предложений работников завода.

#### 1960-е
1962 год — создаются станки для алмазной промышленности. Выпускается 28 типоразмеров новых режущих инструментов. Продукция завода поставляется в 60 стран мира.
26.07.64 — внеочередная Сессия Совета назначила Васильева М. И. директором СИЗ, освободив его от должности председателя Исполкома Райсовета, назначив председателем Захарова Л. И.
1965 год — сдан в эксплуатацию новый термический цех. Построен новый заготовительный цех, склады. Расширена котельная, которая обеспечивала теплом, как завод, так и город.
1969 год—1972 год — реконструированы корпуса: ремонтный, электросиловой, тепловентиляционный, транспортный, деревообрабатывающий, отремонтированы инженерные сети.

#### 1970-е
1971 год, 18 июня — завод награждён Орденом Октябрьской революции в связи с 250-летием со дня основания.
1970—1980 годы — завод переходит на работу станков с числовым программным управлением (ЧПУ).
1974 год, 20 ноября — дал первый концерт созданный на заводе хор «Русская песня», который продолжает существовать и после закрытия завода (30.10.2009).
1975 год — на средства и по инициативе профсоюзной организации завода установлены три мемориальных объекта (автор Э. Х. Насибулин):
- стела (бетон, чугун, рельеф) установлена на Аллее Героев завода у цеха № 14. Во время открытия памятника был зажжён вечный огонь, который погас в 2008 году. На мемориальных досках увековечены 114 фамилий героев, в том числе имя Героя Советского Союза, рабочего завода Леонида Николаевича Борисова.
- мемориальная доска (мрамор, бронза) рабочему завода Л. Н. Борисову установлена на здании цеха № 6: «Здесь работал Герой Советского Союза Леонид Николаевич Борисов, 1 февраля 1945 года повторивший подвиг Александра Матросова».
- мемориальная доска (мрамор, бронза) рабочему завода Ф. Ф. Чистякову установлена на здании цеха № 8: «Здесь работал Федор Федорович Чистяков комсомолец, погиб в Великой Отечественной войне».

1977 год — на заводе были открыты две мемориальные доски: «В октябре 1917 г. сестрорецкие оружейники в составе двух красногвардейских отрядов 1000 и 1500 человек принимали участие в установлении диктатуры пролетариата в Петрограде»; другая мемориальная доска в честь изобретателей автоматического оружия Фёдорова, Дегтярёва и Токарева.

#### 1980-е
- В 1988 году создан кооператив «Сестрорецкий инструментальщик» в шестом цехе специнструмента. В 1990 году кооператив ликвидирован[47].
- 17 сентября 1989 года — открытие памятника основанию Сестрорецкого оружейного завода (пушки).

#### 1990-е
1990 год — спад производства, как результат последствий перестройки в СССР.
1991 год — зарегистрировано акционерное общество «Сестрорецкий инструментальный завод» (ОАО «СИЗ»). Генеральным директором избран Николай Гейгер.
1994 год — основана компания ООО «ЭФСИ» (Экспериментальная фирма Сестрорецкий инструмент), директор Онишко Алексей Васильевич, занимается проектированием, изготовлением и поставкой специального режущего, мерительного и вспомогательного инструмента для обработки колёсных пар электропоездов Санкт-Петербургского метрополитена и железных дорог России, а также для общего, тяжёлого и энергетического машиностроения, ремонтом, техническим обслуживанием и модернизацией колёсофрезерных станков, поставкой к ним запасных частей. В 2014 году компания получила благодарность Президента России.
1996 год — удостоен международного приза «За технологию и качество».
1999 год — завод реорганизуется в холдинг состоящий из нескольких акционерных обществ на базе цехов выпускавших востребованную продукцию.
2000 год — вышла книга Г. В. Кошелева «Победу помним поимённо» о сестроречанах, работавших на заводе им. С. П. Воскова в годы войны[51].

### XXI век

#### 2000-е
16 сентября 2001 года — открытие памятника С. И. Мосину
2001 год — рост объёмов производства инструмента. ООО укрупнены, их осталось три: 1)специального инструмента; 2)товаров народного потребления, насадным инструментом, блок-матрицами для синтеза искусственных алмазов и т. д.; 3) ООО «Центр-Инструмент» выпускает самый массовый стандартизированный инструмент в объёме 80 % от всей продукции завода. Завод единственный в России где выпускается инструмент для электронной промышленности. Инструмент закупается на всём постсоветском пространстве, в страны Европы, Австралию и др. Завод восстановил уровень 80х годов. Требуется полная модернизация станочного парка, сдерживаемая системой кредитования в стране.
Продолжается спад традиционных производств. Основная статья дохода от котельной, обеспечивающей город теплом. Количество работников снижается до 500 человек. Акционеры практически не получают дивиденды и начинается кампания по скупке — продаже акций.
2003 год — генеральным директором стал Стивен Вейн, владелец одной из компаний-акционеров дочерней структуры американской инвестиционной компании Jensen Group. Он сменил на этом посту Николая Гейгера, который занимает должность исполнительного директора и фактически управляет заводом.
2004 год — единственным производителем инструмента под торговой маркой «СИЗ» остаётся компания ЗАО «СИЗ Пром»
2007 год — ЗАО «СИЗ Пром» находится на стадии перебазирования оборудования из исторических зданий на площадь в 14 га в промзону Конная Лахта, где выделена земля и за счёт городского бюджета будут проложены инженерные коммуникации.
2008 год — начался процесс преобразования заводской территории в многофункциональный общественно-деловой и жилой комплекс. Первым объектом стал отреставрированный «Дом командира завода». По проекту бывшая закрытая и даже местами засекреченная заводская территория станет жилым районом в центре Сестрорецка с сохранением внешнего вида, как всех исторических заводских зданий, так и территории в целом открытой для свободного посещения. 15 августа 2008 года с участием губернатора Санкт-Пербурга был заложен первый камень в строительство этого комплекса. Этот проект реновации промышленных территорий с объёмом инвестиций 467 миллионов долларов включал в себя сохранение зданий, являющихся памятниками архитектуры и приспособление их под новые современные функции.
30 октября 2009 года — оставшимся руководством был дан банкет по случаю закрытия производственной деятельности завода. Все рабочие уволены.

#### 2010-е

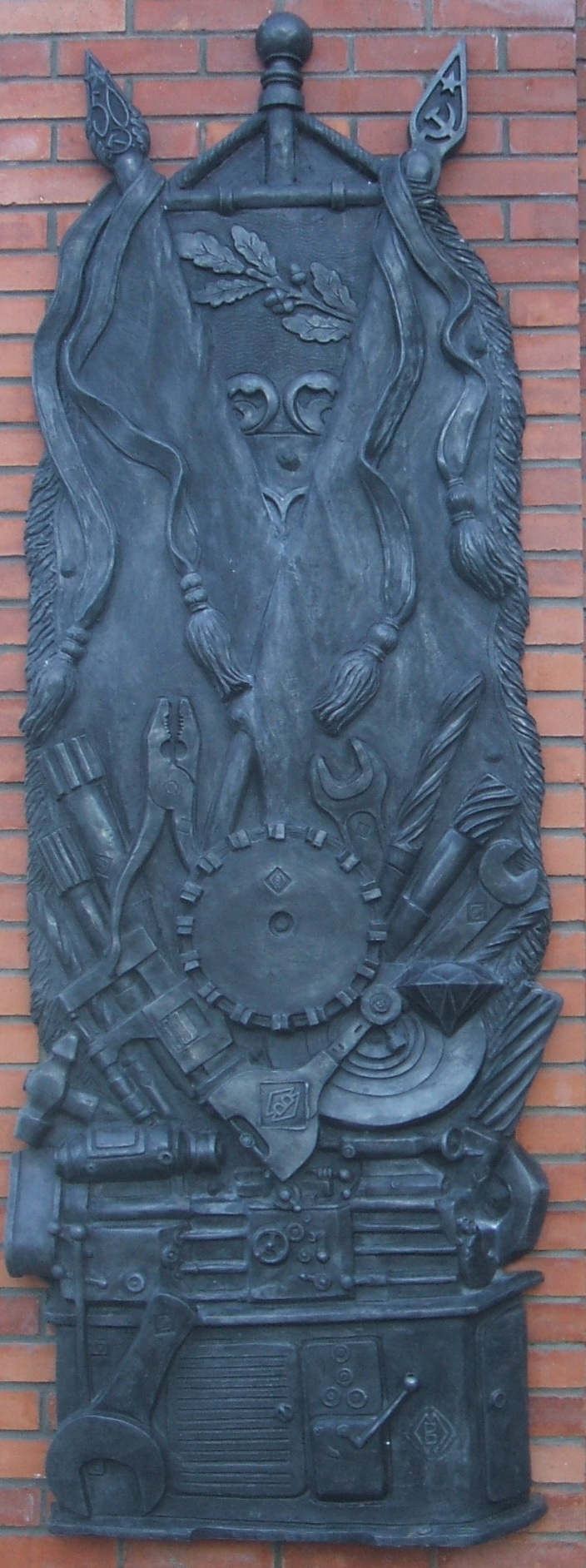
Левый барельеф памятник Рабочему

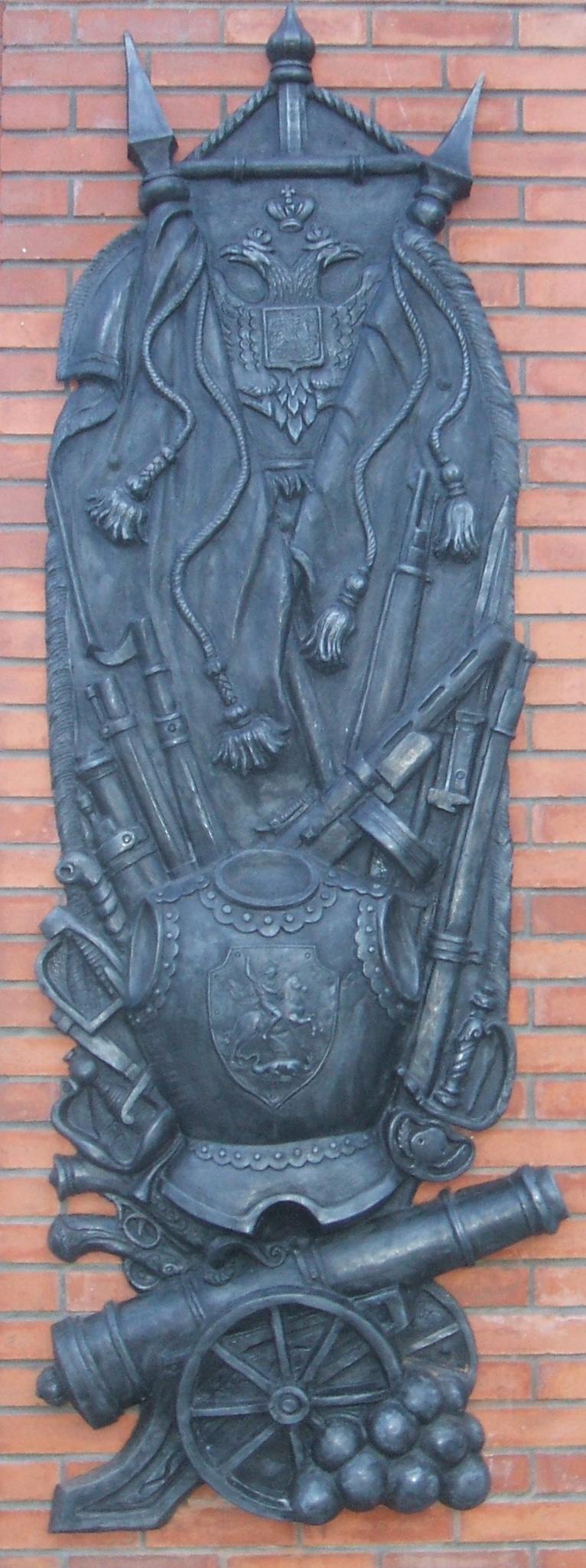
Правый барельеф памятник Рабочему

2010 год — за забором завода арендуют производственные площади 80 крупных западных и отечественных компаний: итальянская «Евромолдинг» (4000 м²), шведская «Линдаб», финские «Lindström» и АО «Таммет», инструментальная «ЭФСИ», СЗТ университет, и т. д. Это создаёт более 270 рабочих мест, и увеличение налоговых поступлений в бюджет.
2011 год — завод и город Сестрорецк широко отметили 290-летие завода, основу которого в 2011 году представляет проект «ВОСКОВ ТЕХНОПАРК», имеющий 40 000 квадратных метров производственных площадей, приведённые в порядок, сдаваемые в аренду на закрытой для свободного въезда территории, которая имеет собственные системы энергообеспечения, отопления, водоснабжения и канализации, с телекоммуникациями любого необходимого уровня

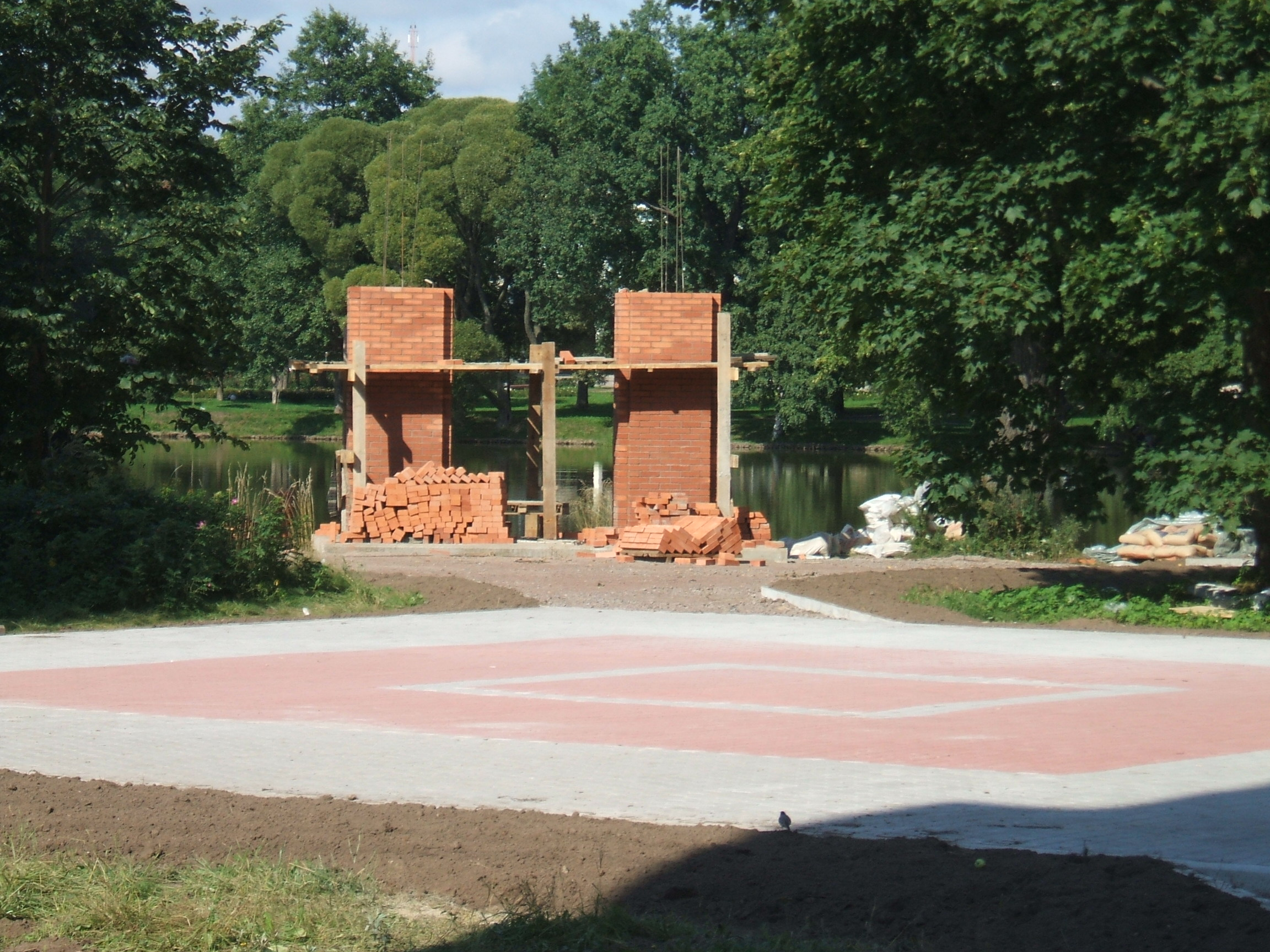
Строительство памятника рабочему СИЗ в 2011 году
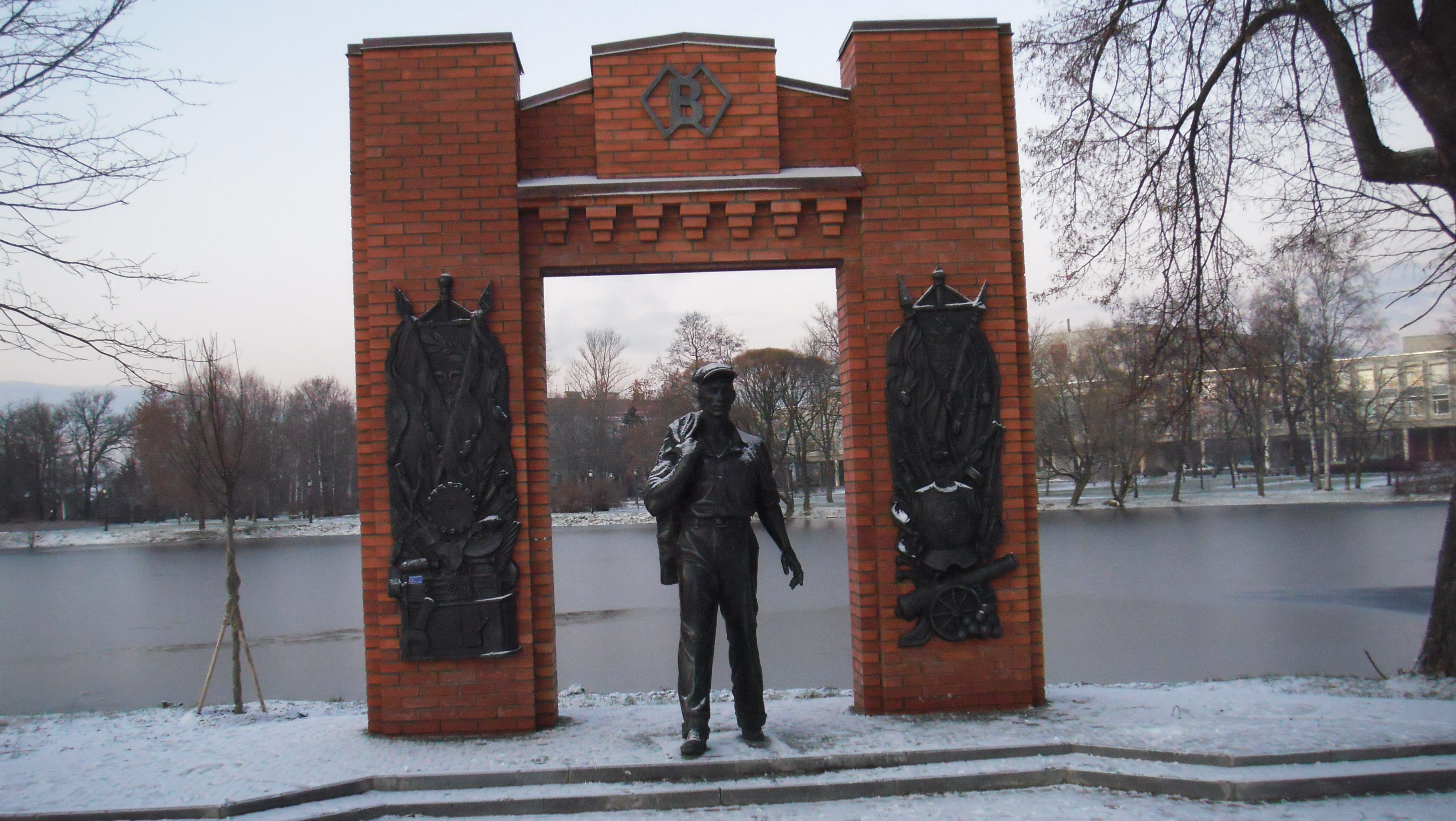
Памятник рабочему
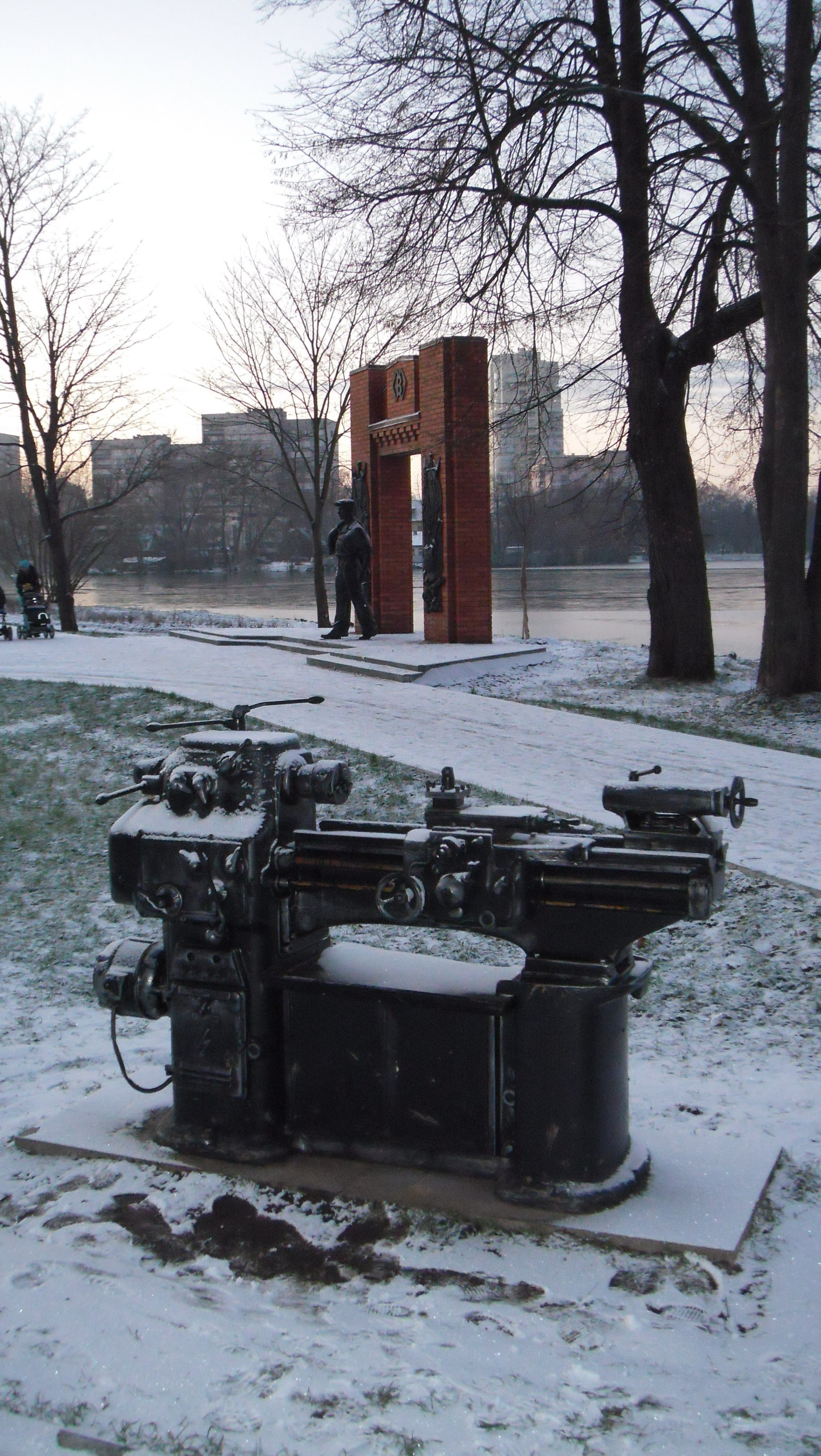
Памятник технопарку
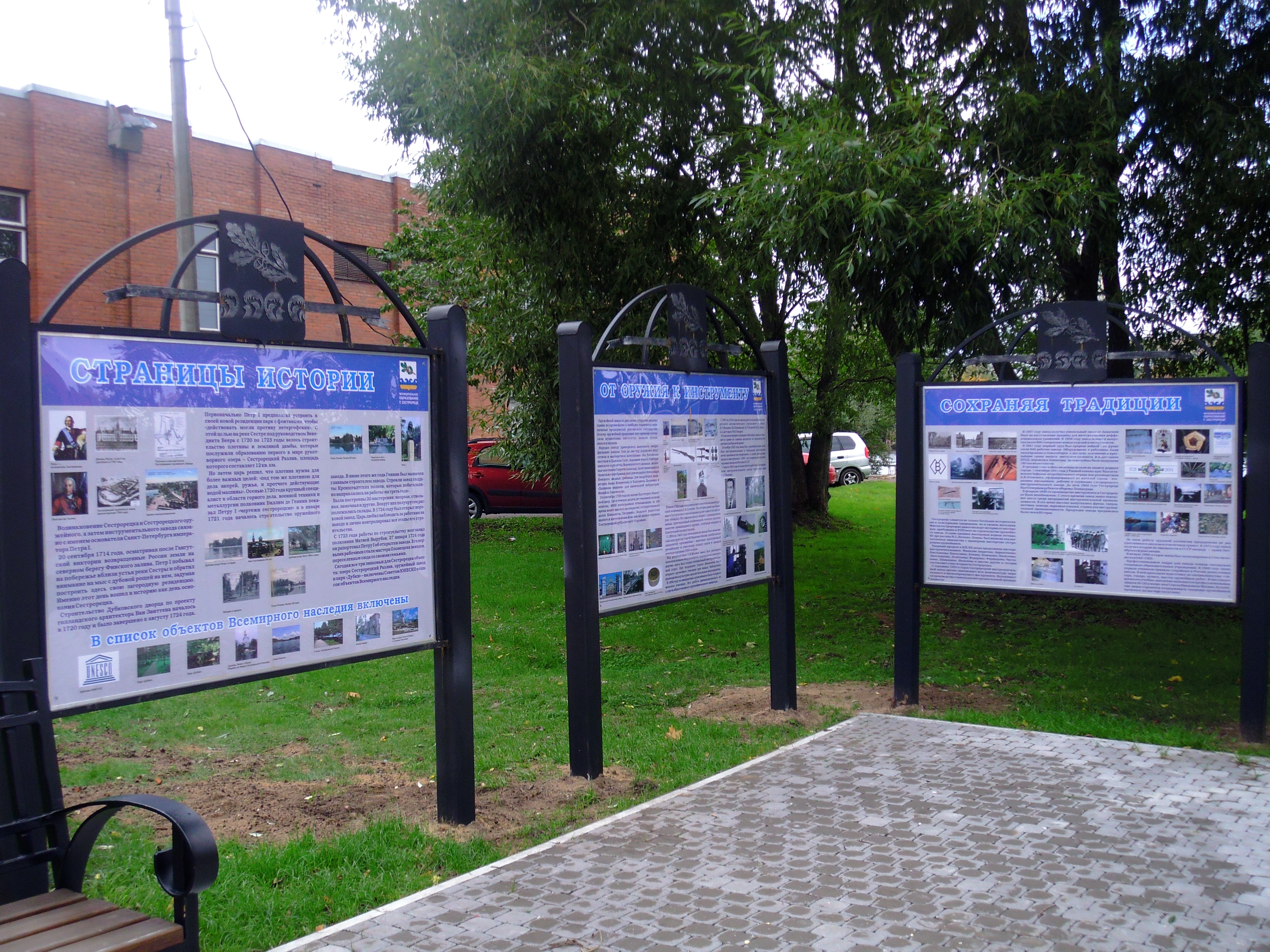
Из истории города и завода

2012 год — планируемый срок завершения строительства жилого комплекса «Петровский арсенал» в северной части (1 этап). Проект так и не получил окончательного одобрения властей СПб, и уже четыре года о нём нет сведений. За это время на территории завода несколько десятков арендаторов занимаются различной деятельностью — от чистки ковров до изготовления подшипников для автомашин.
В рамках реализации проекта «Петровский Арсенал» компания ООО «Сестра Ривер Девелопментс» разработала проект инженерной подготовки территории для каждой очереди строительства, в составе: сводного плана инженерных сетей, транспортной схемы с раскладкой инженерных сетей, генерального плана — разработчик ОАО «Информационные системы»; проект разбивается на очереди строительства, рабочие проекты очередей проходят экспертизу; рабочий проект на присоединение к электрическим сетям разрабатывает Управление энергетических ресурсов (выполнение ТУ ОАО «Ленэнерго»); проект котельной установки и подводящего газопровода разрабатывает компания ООО «Энергосистемы»; выбирается подрядчик для производства работ;
2013 год — планируется провести работы по благоустройству территории, прилегающей к бывшему зданию заводоуправления в весенне-летний период
2014 год — образован инициативный Совет, целью которого является восстановление функционирования завода имени Воскова. Председателем Совета выбран депутат муниципального совета г. Сестрорецка Деревянко М. М. От имени Совета направлено письмо секретарю Совета безопасности РФ Патрушеву Н. П. с просьбой выкупить в государственную собственность полный пакет акций завода и включить его восстановление в программу повышения обороноспособности России. В 300-летний юбилей города Сестрорецка, на территории площадью 2 га Петровского Арсенала, готовится рекреационная зона. В колоритном окружении промышленных зданий появится прогулочная зона и зона отдыха с зелёным газоном, удобными лежаками, свободной зоной wi-fi, летним кинотеатром, библиотекой с читальным залом под открытым небом, экомаркет, арт-галерея и разнообразные кафе. Предусмотрен прокат велосипедов и спортивного инвентаря, а также спортивные поля, столы для настольного тенниса, дорожки для петанка, площадка для городков, мини зоопарк для детей. Готовятся культурные, спортивные и музыкальные фестивали.
2015 год — развитие южной части территории ОАО «СИЗ» (2 этап).

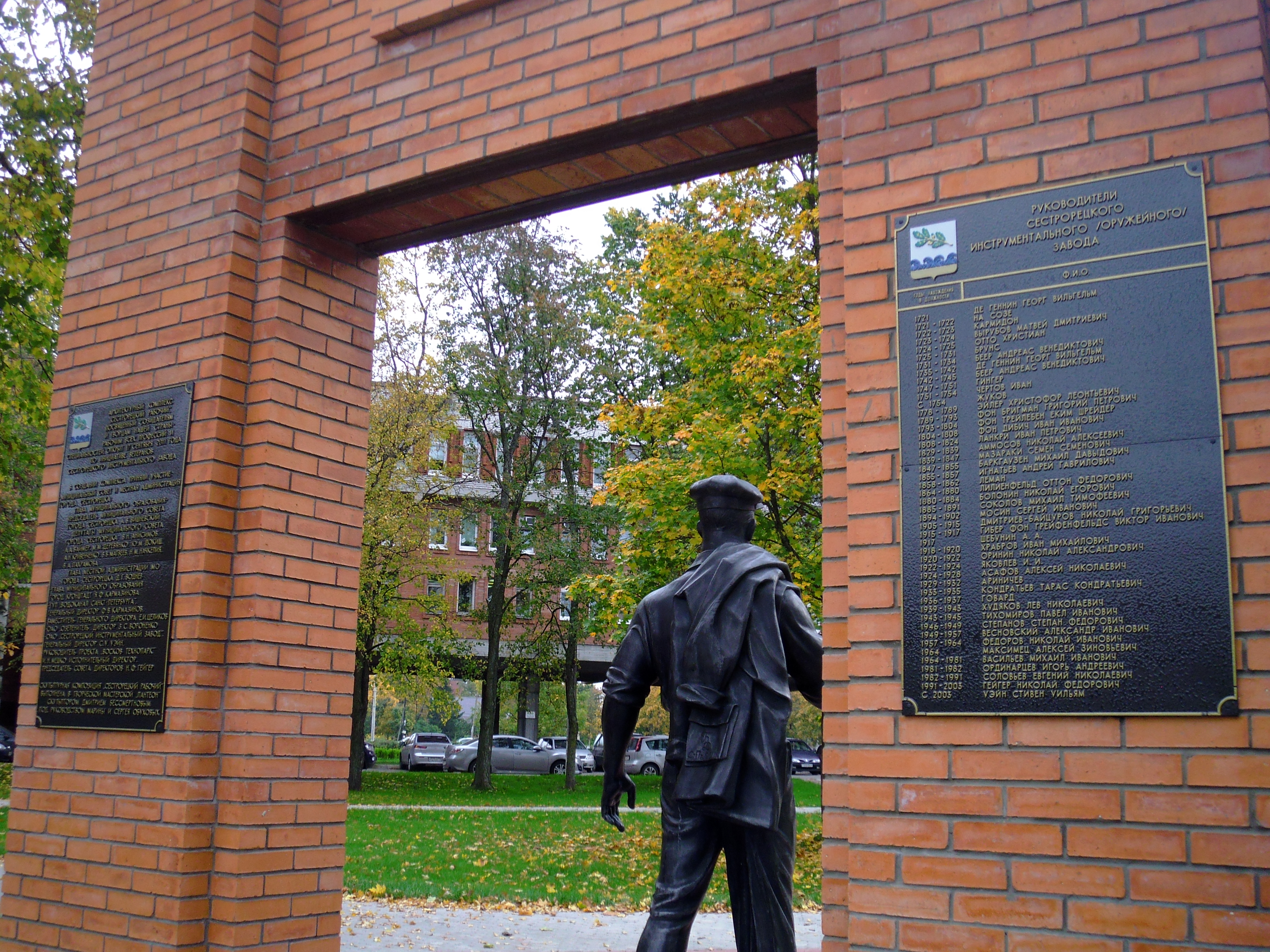
Памятные доски на памятнике рабочему СИЗ

2016 год — по состоянию на 2016 год основные площади завода сдаются в аренду. Осталось только одно производство под руководством Онишко Алексея Васильевича по изготовлению инструмента — в основном, фрезы для обработки колёсных пар, железной дороги и метрополитена. Развёрнуто производство синтетических алмазов до 50 карат. Оборудование — термопресс импортный от 1200000 долларов стоимостью для производства алмазов и пластин из кремния, 97 % продукции экспортируется в Китай.

## Руководители Сестрорецкого инструментального (оружейного) завода
- 1720 — Беэр, Венедикт с сыном.
- 1721, июнь—1723 — Георг Вильгельм де Геннин. (На Созе 1721—1722, Кармидон 1722—1723)
- 1723—1724 — Матвей Вырубов, полковник.
- 1724—1725 — Отто, Христиан Григорьевич[62]
- 1725—1731 — Брунс[63]
- 1731—1734 — Беэр, Андреас Бенедиктович[64].
- 1735—1742 — Георг Вильгельм де Геннин, приставку «де» стал добавлять после награждения орденом Святой Екатерины.
- 1742—1745 — Беэр, Андреас Бенедиктович
- 1747—1751 — Гингер
- 1751—1754 — Чёртов Иван
- с 1754 — Жуков
- 1778, июль —1789, июль — Эйлер, Христофор Леонтьевич назначается командиром завода
- 1789, июль —1793, ноябрь — фон Бригман, Григорий Петрович, генерал-поручик[65] Бригман фон Григорий Петрович (род. в 1740 году, датский дворянин, принят из датской королевской в чине майора, знал французский, латынь, немецкий языки, в период русско-турецкой войны 1768—1774 г.г. был в Крыму и на Кубани, брал Бендеры в качестве артиллериста, в 1778 году служил с Суворовым, в 1789 году воевал со шведами[66]) — генерал-поручик артиллерии; в 1778—1779 гг. полковник артиллерии 1-го канонерского полка, командовал Крымским корпусом в отсутствие Суворова[67].

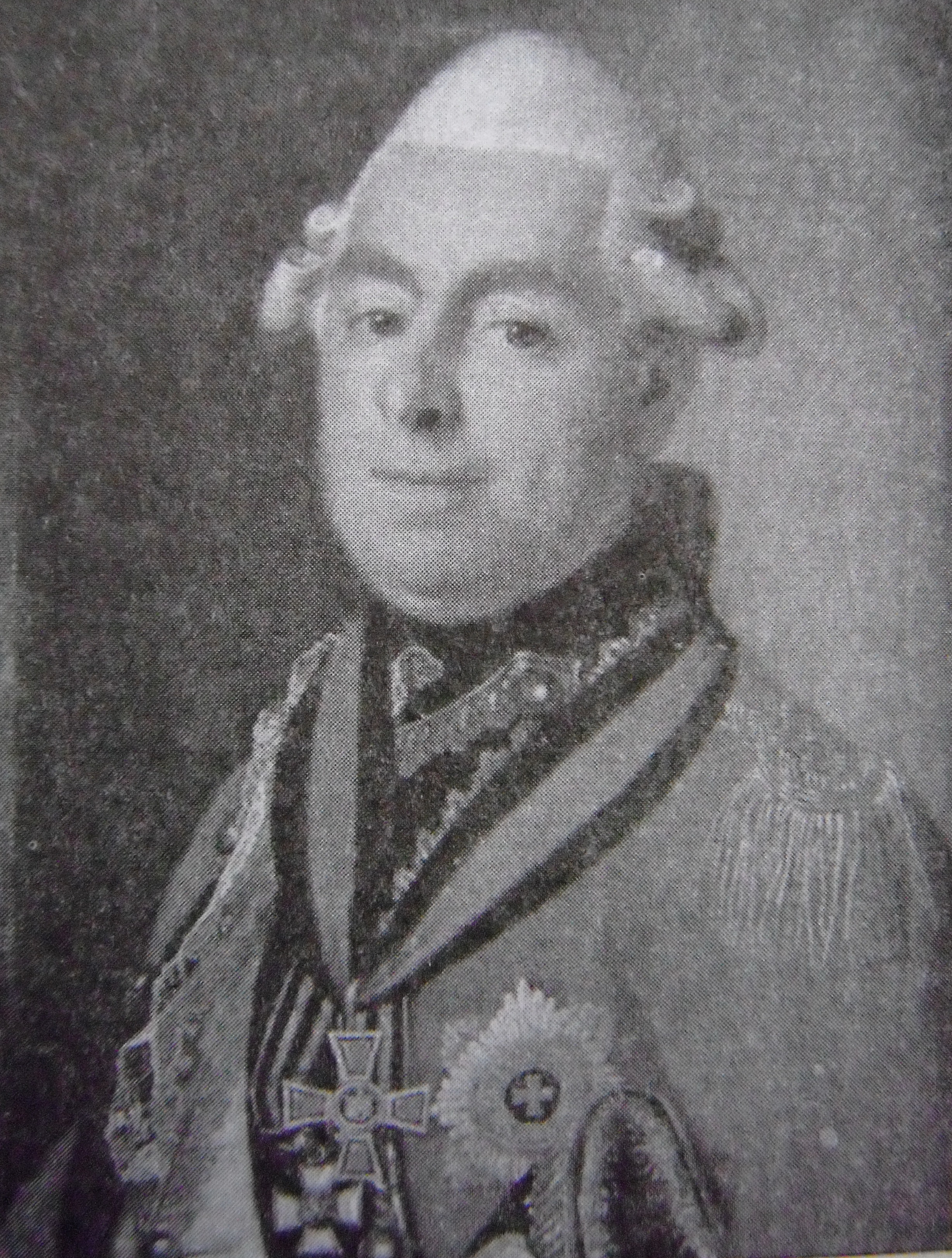
Бригман Г. П.

- 1793, 16 мая —1804, февраль — Еким Ефимович Шрейдер фон Трейлебен (1752 года рождения, из австрийских дворян, вечно подданный России, учился в сухопутном шляхетском кадетском корпусе, участвовал в походах на Кавказ 1770 году, и в русско-турецкой войне 1787—1791 годах[68]), генерал-майор
- 1804, 20 июня —1808, 12 июня — Дибич, Иван Иванович из древнего баронского рода Богемии, учился в Берлинском кадетском корпусе, в 1798 году приглашён на военную службу Павлом I, генерал-майор[69]
- 1808, 12 марта — 1824, 31 января — Ланкри, Иван Петрович, подполковник. При нём была произведена реконструкция завода[70]
- 1829—1839 — Аммосов, Николай Алексеевич
- 1839—1847 (1829 год?, 28 февраля) — Мазараки, Семён Семёнович получил чин генерал-майора и назначен на должность командира Сестрорецкого оружейного завода. В 1837 году награждён орденом св. Станислава 2-й степени со звездой. В 1845 году произведён в генерал-лейтенанты. Во время управления Мазараки Сестрорецким заводом на заводе была устроена особая мастерская для выделки образцов различного вооружения и лекал, по которым на других оружейных заводах делались серийные изделия, и были проведены первые опыты по изготовлению нарезных ружей. Скончался в Санкт-Петербурге 8 октября 1854 года, похоронен на Лазаревском кладбище Александро-Невской лавры.

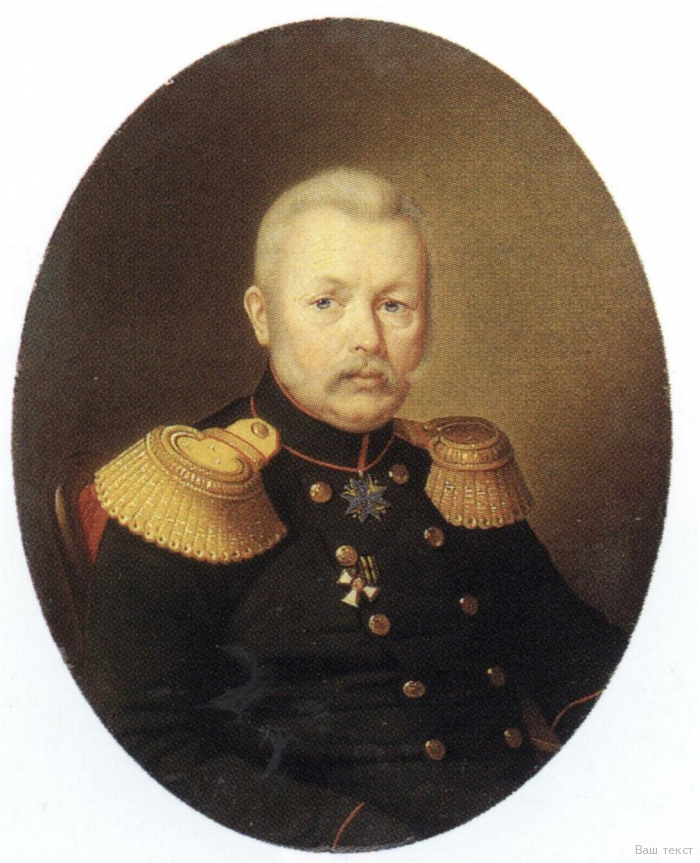
Мазараки С. С.

- 1847—1855 — генерал-майон Баркгаузен, Михаил Давыдович отмечен тем, что соорудил образ иконы арх. Михаила, на полотне в деревянном позолоченном киоте, в память великого князя Михаила Павловича. Икона была достопримечательностью Петропавловской церкви Сестрорецка[71].
- 1855, 20 апреля — 1857 — Игнатьев, Андрей Гаврилович назначается командиром завода
- 1858—1862 — Леман
- 1864—1880 — Лилиенфельд, Отто Фридрих, полковник.
- 1880—1884 — Болонин, Николай Егорович, полковник
- 1885—1891 — Соколов, Михаил Тимофеевич
- 1894—1902 — Мосин, Сергей Иванович
- 1905—1913 — Дмитриев-Байцуров, Николай Григорьевич, генерал-майор[72][73]
- 1913—1915 — Залюбовский, Анатолий Петрович, генерал-майор, бывший при С. И. Мосине заместителем начальника завода
- 1915—1917 — Гибер, фон Грейфенфельдс Виктор Иванович, генерал-майор, начальник завода, был арестован вооружёнными рабочими[74] 1917, март[75][76].
- 1917 — Шебунин А. А. назначен начальником завода
- 1917, май — Восков, Семён Петрович, председатель завкома, заводом руководит демократический Совет.
- 1918—1920 — первым демократическим[уточнить] директором завода был назначен военный инженер-технолог Храбров, Иван Михайлович, его товарищем (помощником по технической части) — инженер-механик Коновалов В. П.[77]
- 1920—1922 — Оринин, Николай Александрович
- 1922—1924 — Яковлев, И. И., управляющий заводом[78]
- 1924—1928 — Асафов, Алексей Николаевич, главный инженер
- 1929—1932 — Ариничев
- 1933—1935 — Кондратьев, Николай Петрович[79][80] (Тарас Кондратьевич)[81]
- 1935—1937 — Говард, репрессирован.
- 1939—1943 — Худяков, Лев Николаевич[82], эвакуировавший в 1941 году завод в Новосибирск.
- 1943—1945 — Тихомиров, Павел Иванович[83]
- 1946—1949 — Степанов, Степан Фёдорович. Главный инженер Варбанец И. Е.[84]
- 1949—1957 — Весновский, Александр Иванович[85] по 1957[86]. Главный инженер Иванов Николай Иванович.
- 1957—1964 — Фёдоров, Николай Иванович
- 1964 — Максимец, Алексей Зиновьевич
- 1964—1981 — Васильев, Михаил Иванович
- 1981—1982 — Ординарцев, Игорь Андреевич. С 1983 1-й заместитель министра станкостроительной промышленности. Умер в 2010 году[87].
- 1982—1991 — Соловьёв, Евгений Николаевич[88]
- 1991—2003 — Гейгер, Николай Фёдорович[89]
- С 2003 — Уэйн, Стивен Уильям, (Гейгер Н. Ф.- исполнительный директор).

## Герои Отечества сестрорецкого инструментального завода (СИЗ), до 1922г (СОЗ)
Кавалеры Ордена Георгия Победоносца и кавалеры Георгиевского Креста:
- Екатерина II.
- Эйлер, Христофор Леонтьевич.
- фон Бригман, Григорий Петрович.
- Суворов А. В..
- Де Воллан, Франц Павлович.
- Аммосов, Николай Алексеевич.
- Карачинский, Иван Васильевич.
- Мазараки, Семён Семёнович.
- Глинка-Маврин, Борис Григорьевич.
- Яковлев, Григорий Кузьмич.
- Паншин, Аркадий Семёнович.
- Пивоваров, Виктор Васильевич.

Герои Труда:
- Анцус, Иоган Карлович (1859—1930) — конструктор Сестрорецкого оружейного и инструментального заводов, получил звание Героя 11 июня 1928 года.
- Кондратьев, Пётр Андреевич (1864—1938) — заведующий инструментальной мастерской СИЗ, звание Героя получил 4 февраля 1929 года.
- Сафронов, Николай Антонович (1872—1932) — зав. инструментальной мастерской СИЗ, звание Героя получил 4 февраля 1929 года.
- Фёдоров, Владимир Григорьевич (1874—1966) — работал на СОЗ, затем в артиллерийском комитете. Звание Героя получил в 1928 году.
- Токарев, Фёдор Васильевич (1871—1968) — с 1908 по 1914 гг, работал на СОЗ над автоматическим оружием, звание Героя получил в 1933 году.

Герои Социалистического Труда:
- Дегтярёв, Василий Алексеевич (1879—1949) — медаль № 2 в 1940 году за разработку автоматического оружия. До 1918 года работал на СОЗ, разрабатывая автоматическое оружие под руководством Фёдорова В. Г.
- Токарев, Фёдор Васильевич (1871—1968) Герой с 1940 года, за разработку автоматического оружия, до 1921 года работал на СОЗ с 1908 года. Участник 1й мировой войны.

Герои Советского Союза:
- Борисов, Леонид Николаевич — работал слесарем на в Сестрорецке на заводе имени С. П. Воскова. Указом Президиума Верховного Совета СССР от 27 июня 1945 года Л. Н. Борисову было посмертно присвоено звание Героя Советского Союза.
- Шмельков, Николай Иванович — советский военный лётчик, участник Гражданской войны в Испании, Советско-финской и Великой Отечественной войн, Герой Советского Союза (1936). Учился в школе ФЗУ в Нижнеудинске. Затем работал учеником токаря на Сестрорецком инструментальном заводе.
- Макаров, Георгий Васильевич — Указом Президиума Верховного Совета СССР от 24 марта 1945 года гвардии младший лейтенант Георгий Макаров был удостоен высокого звания Героя Советского Союза. В 1941 году эвакуирован с СИЗ в Новосибирск, откуда призван в действующую армию
- Чистяков, Фёдор Фёдорович — до войны работал слесарем на Сестрорецком инструментальном заводе, в 1942 году представлен к званию Героя Советского Союза.

## Дом культуры им. В. И. Ленина
По инициативе рабочих и энтузиастов художественной самодеятельности в 1920-е годы был поднят вопрос о создании при заводе рабочего клуба, где можно было бы проводить свободное от работы время по интересам. В 1924 году заводской клуб был открыт, ему было присвоено имя В. И. Ленина. Он разместился в бывшем здании дома начальника завода с прилегающим садом.
После войны при ремесленном училище были созданы хоровой и танцевальный коллективы. Руководили ими специалисты из Ленинградских театров. Из воспоминаний А. С. Алимова, записанные в марте 2010 года:

«Ансамбль танца ПТУ № 1 был организован в 1946 году, а уже в декабре 1947 года ансамбль выступал на 4-м смотре самодеятельности Трудовых резервов в Кремлёвском зале Москвы. Репетиций было много, и я очень уставал. Главным балетмейстером был Е. Ф. Павловский, он жил на современной улице Володарского в Сестрорецке. Популярной среди ремесленников песней была „Мы Сталина питомцы — резервы трудовые и славные бойцы труда“. На Сестрорецком заводе им. Воскова почти в каждом цехе была своя художественная самодеятельность. Хоры всегда выступали в цехах и на различных площадках. Позднее хорами руководили Л. А. Минаева, Е. П. Перевозчиков, Л. А. Никитин»

1964 год — под опекой профсоюзного завкома более 150 человек занимаются в кружках сольного пения, духовых инструментов, кино-фото, хоровом, драматическом, акробатическом и хореографическом при клубе завода им. Воскова. Спортивной работой клуба руководит отдел физкультуры и спорта завода и Дома пионеров.

## Хор Сестрорецкого инструментального завода

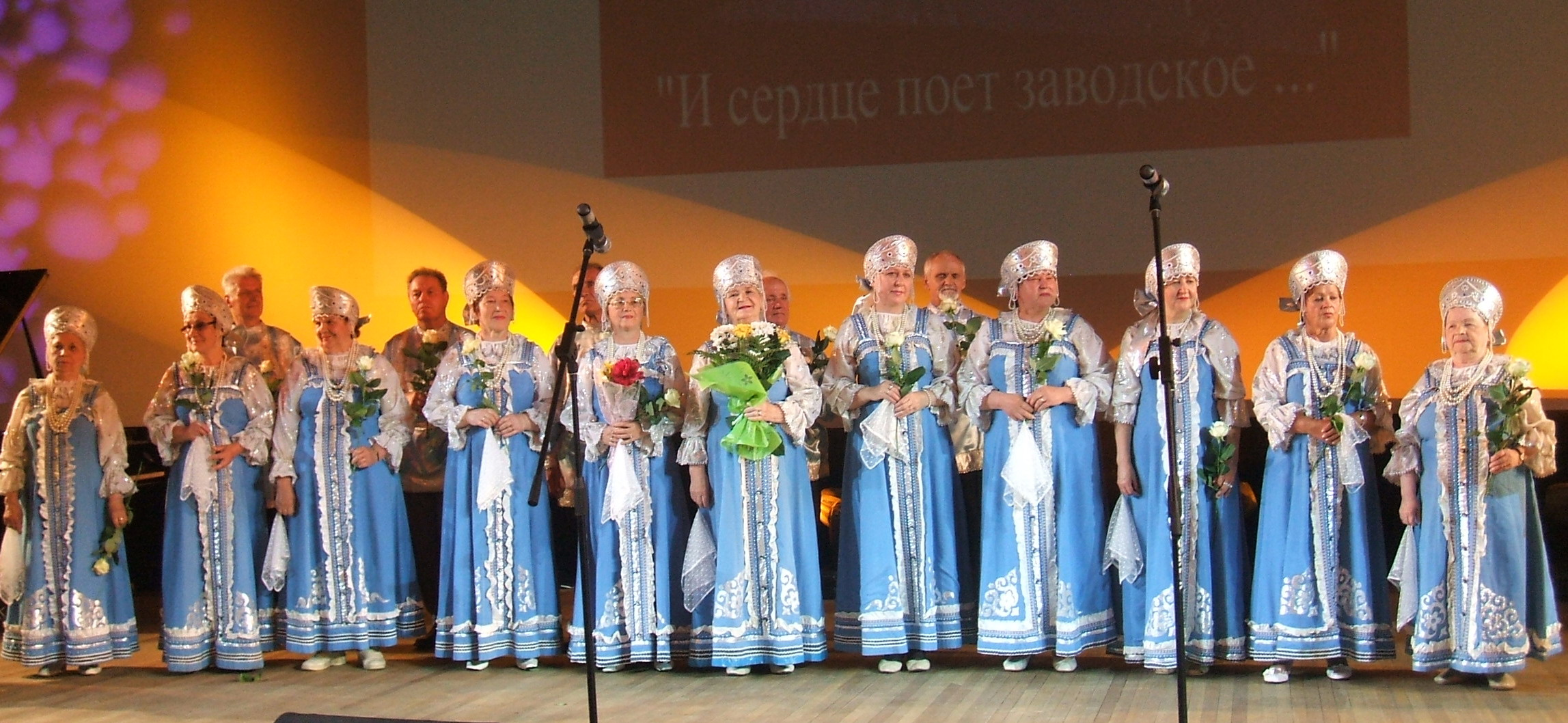
Хор «Русская песня»

За 37 лет[каких?] хор дал около 800 концертов. В его репертуаре более 100 произведений. Хор СИЗ «Русская песня» — лауреат Всесоюзных и Всероссийских конкурсов 1976, 1985 и 1995 годов. Дипломат 1-го Всесоюзного фестиваля художественного творчества трудящихся 1976 года. Постоянный участник фестиваля «Сестрорецкое подворье» и традиционных праздников русской песни. В фольклорном фестивале «Пою тебе, Россия», проводимом в городе Пушкине, хор неизменно занимает призовые места.
Состав хора за эти годы постепенно менялся, но основа из женщин, которых в 1971 году, перед празднованием 250-летия завода, собрала Е. П. Перевозчикова — художественный руководитель клуба — сохранилась. .

### Виктор Николаевич Гаврилин
С сентября 1974 года В. Н. Гаврилин начинает работать с хором клуба завода имени Воскова. Первый концерт хора под его руководством был дан 20 ноября 1974 года в музее завода. Скончался 20 ноября 2012 года.

## В искусстве
Никола де Куртейль — картина «Кузница Сестрорецкого завода».

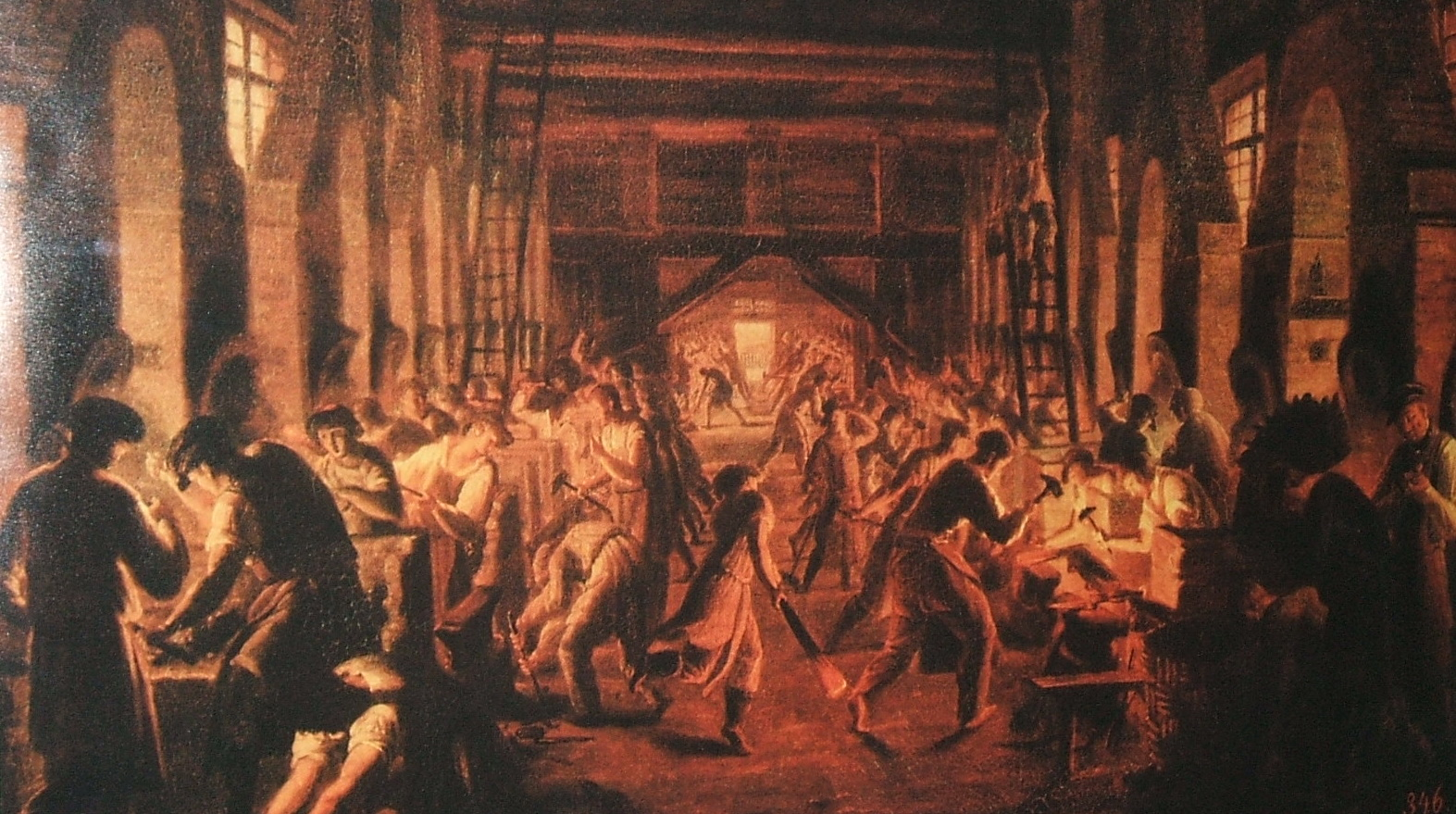
Кузница до 1850 года худ. Н. Куртейль.

## Фотогалерея

Исторические фотографии Сестрорецкого оружейного завода
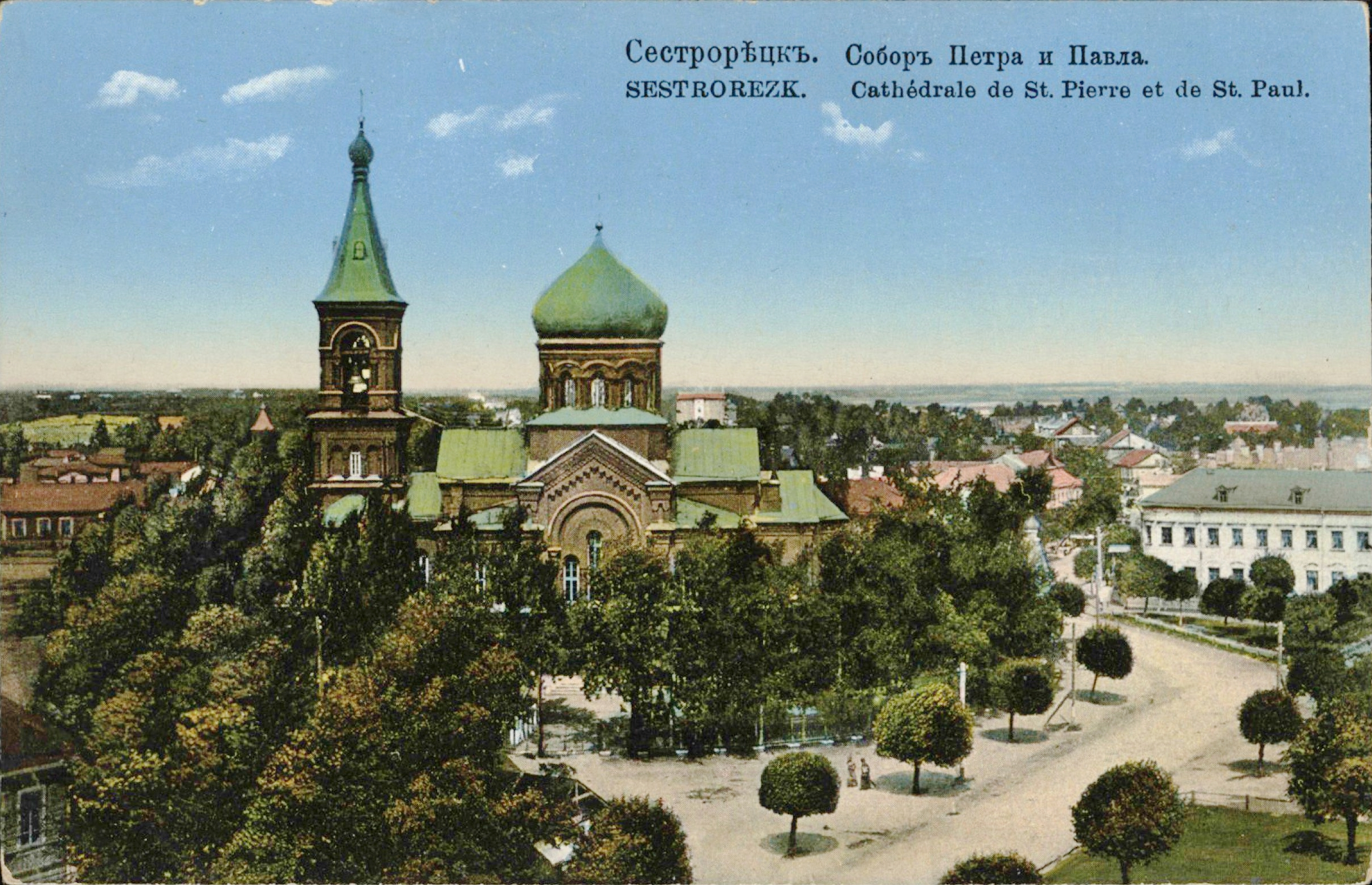
Собор Петра и Павла
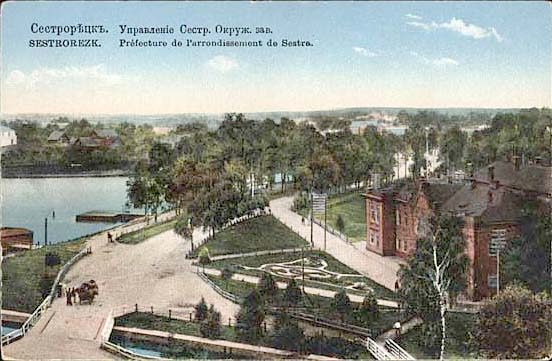
Правление завода
Внутренний двор
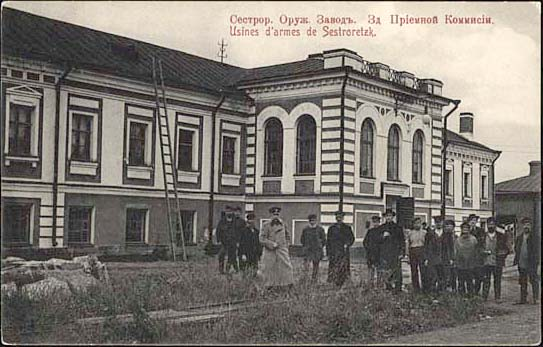
Приёмная комиссия
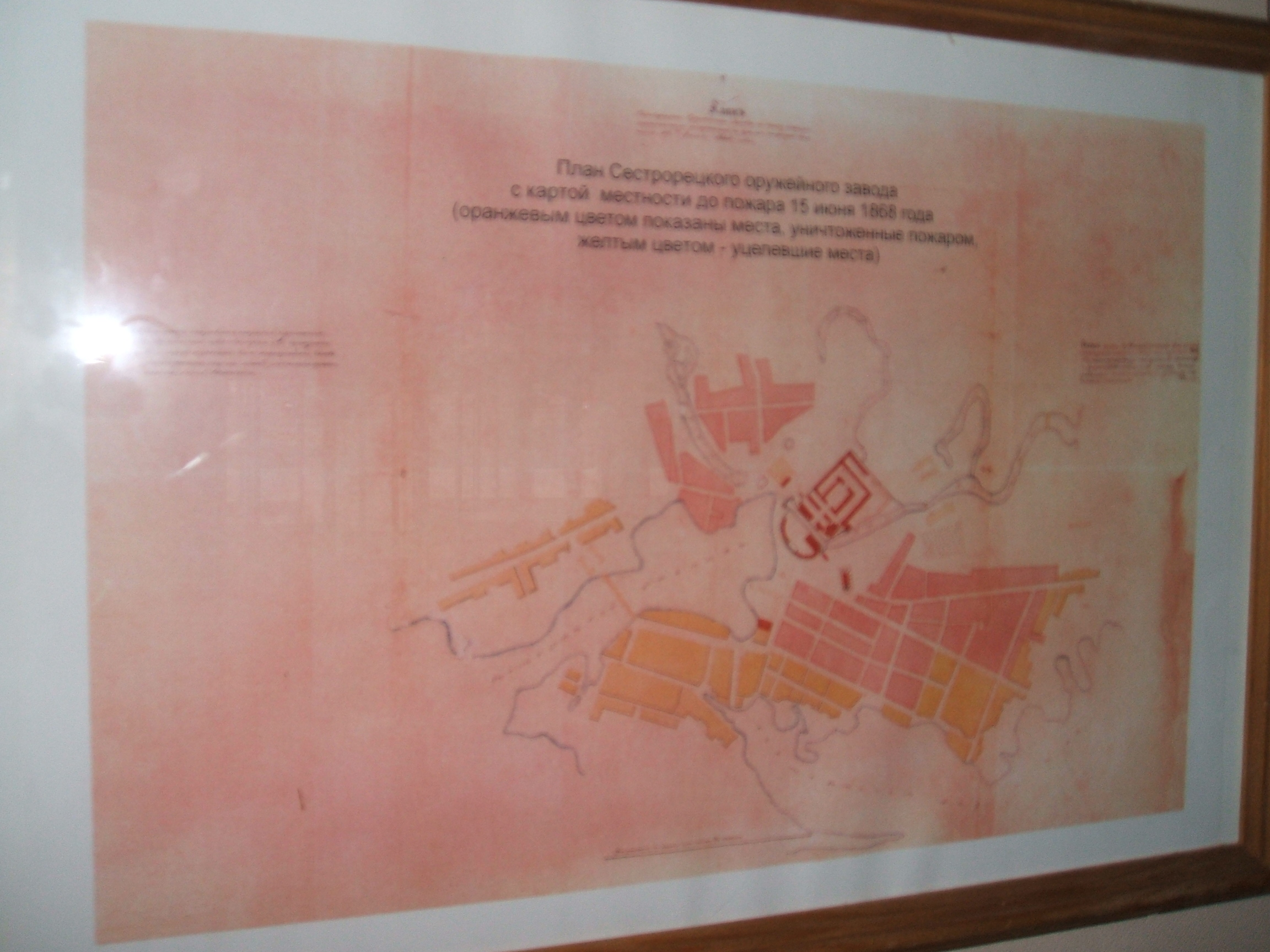
План завода до 1869 года
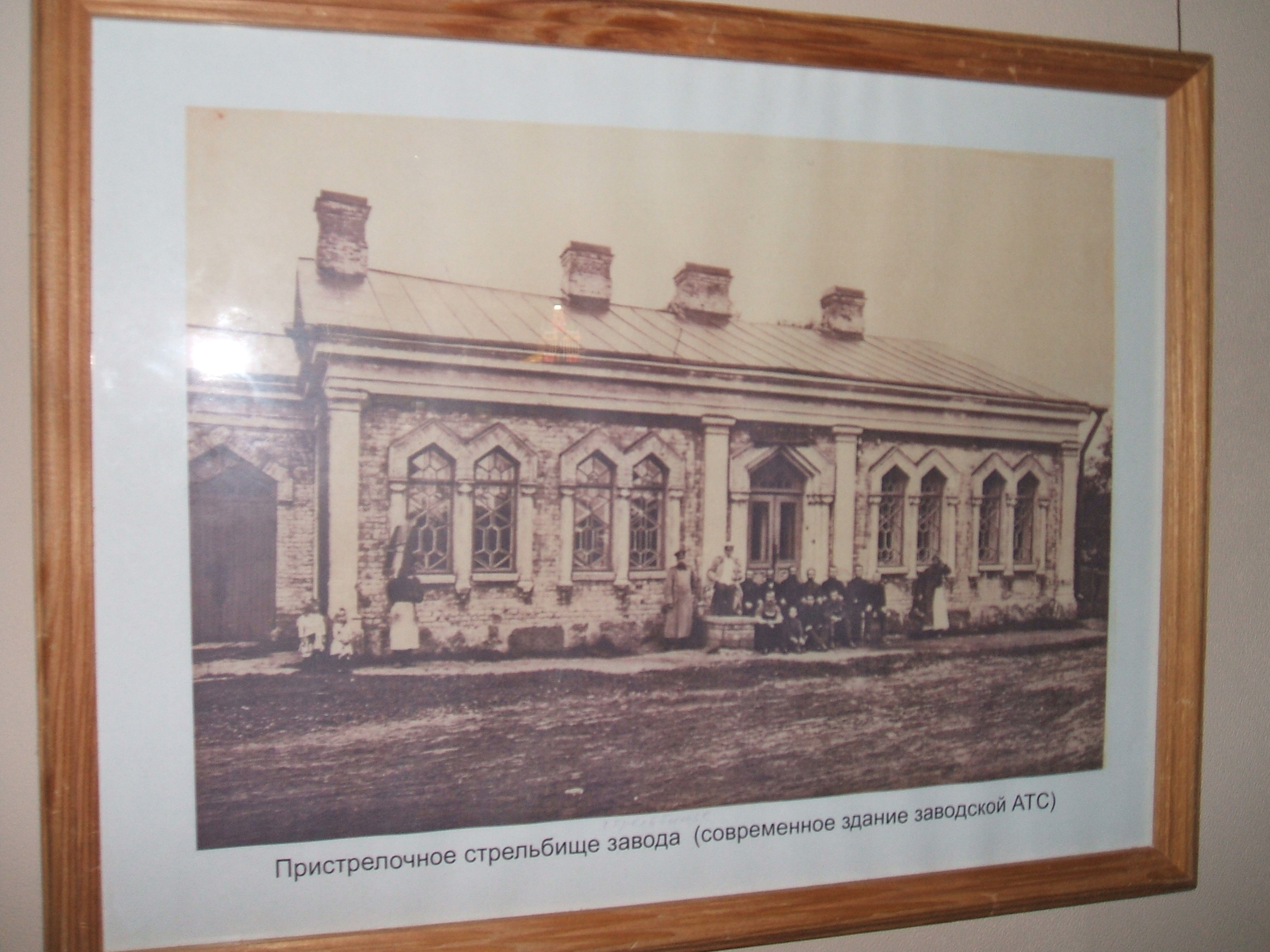
Пристрелочное стрельбище
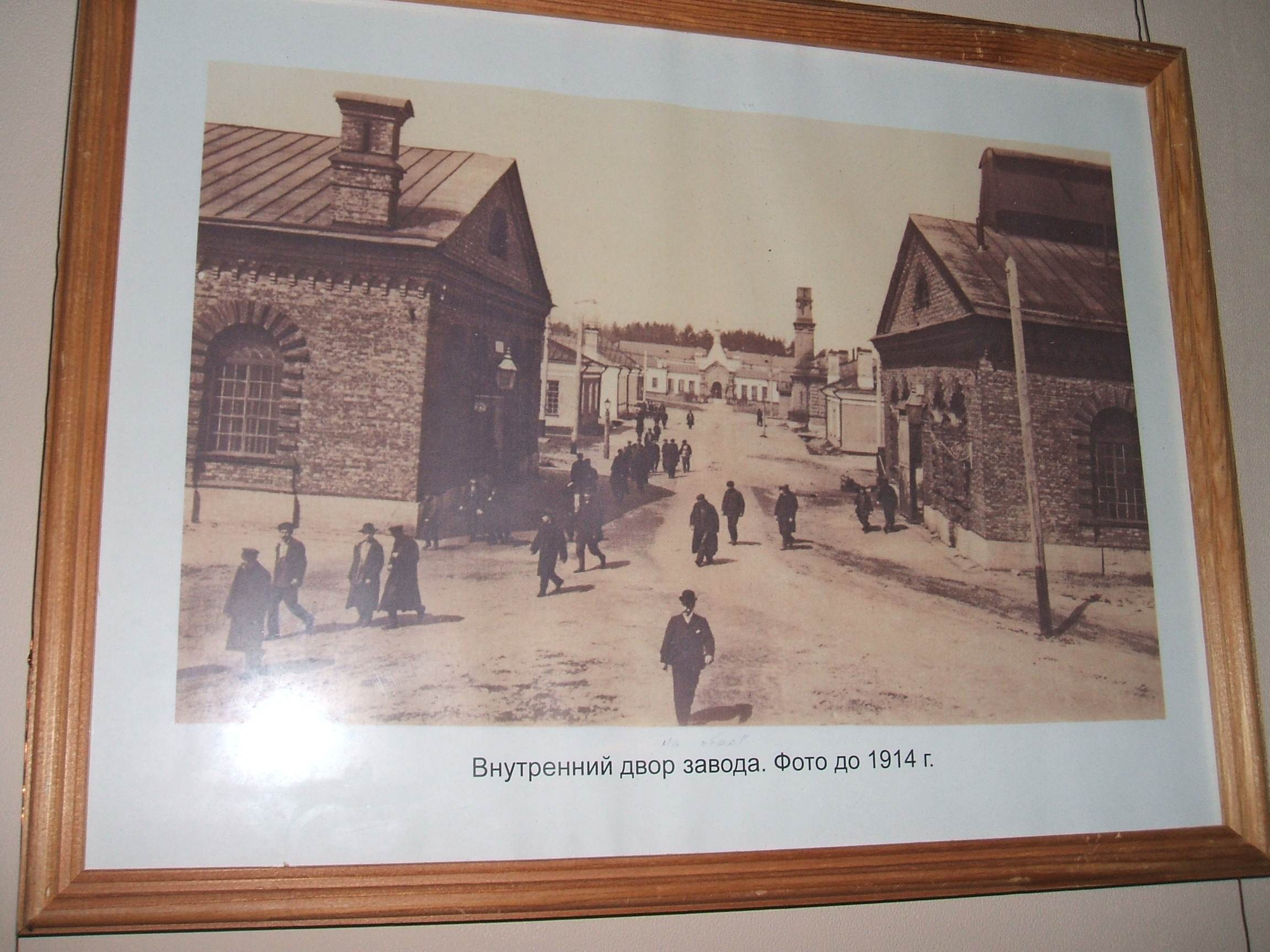
Внутренний двор Сестрорецкого завода в 1914 году
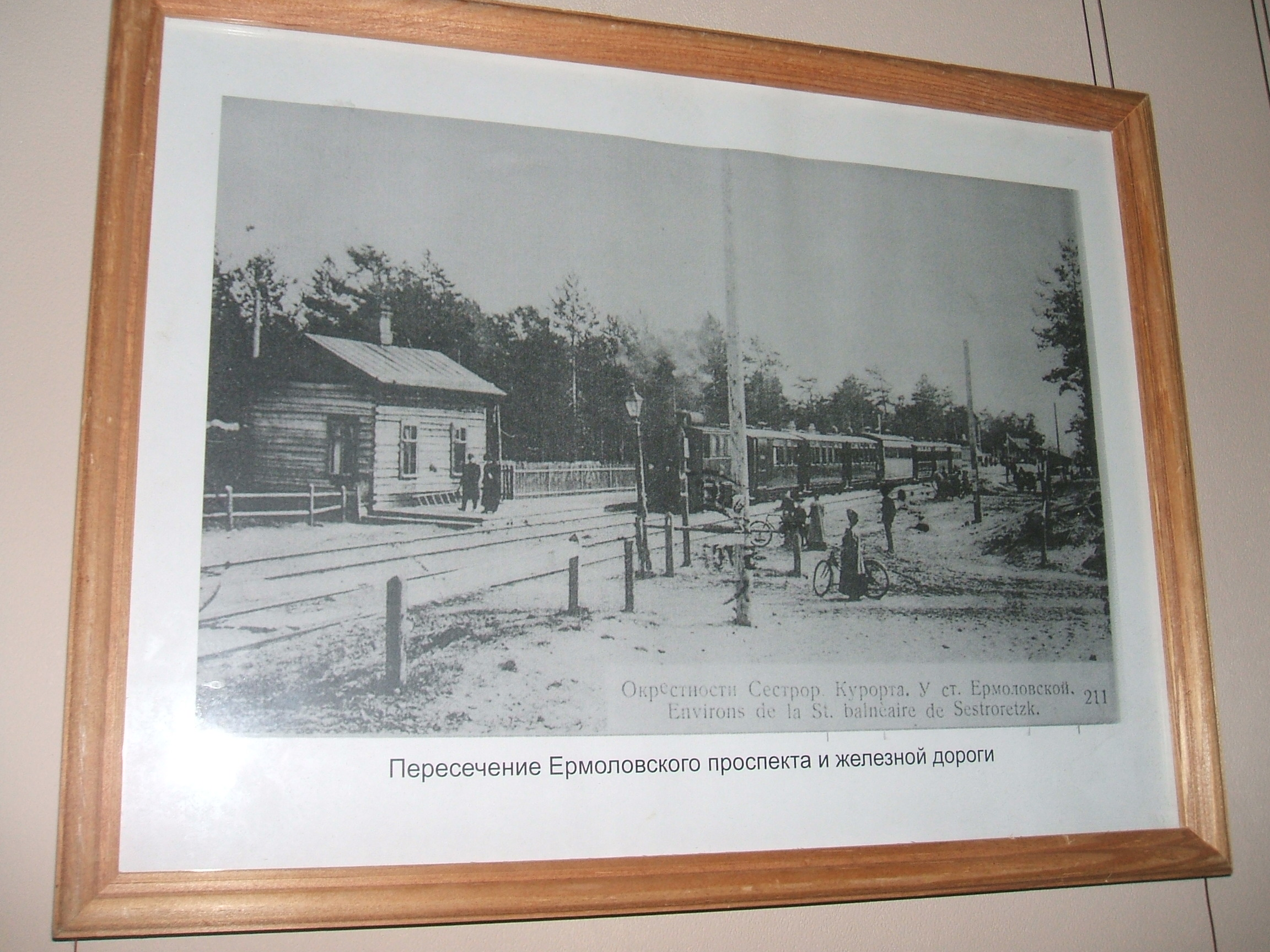
Станция Ермоловская
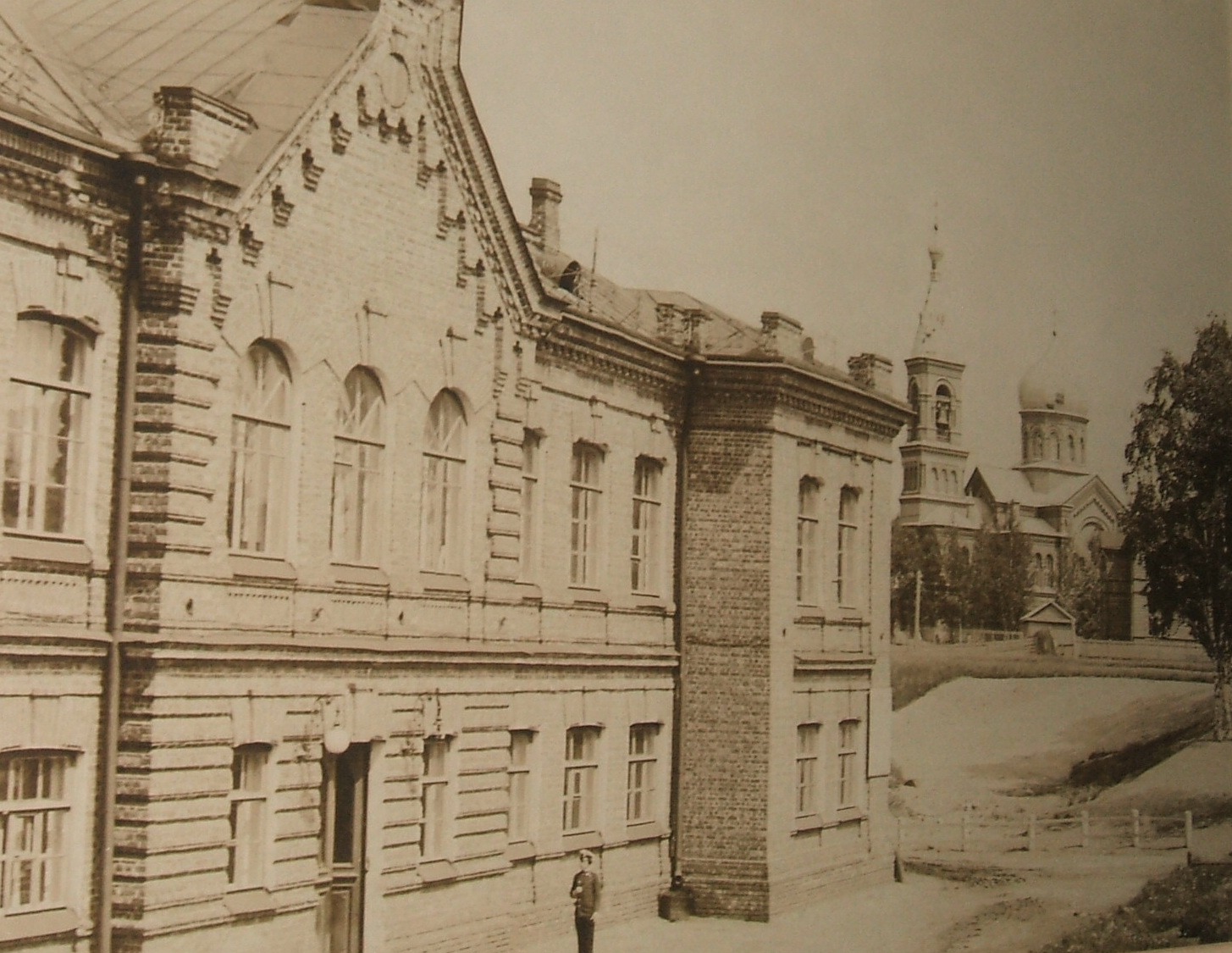
СОЗ без сливного канала ГЭС
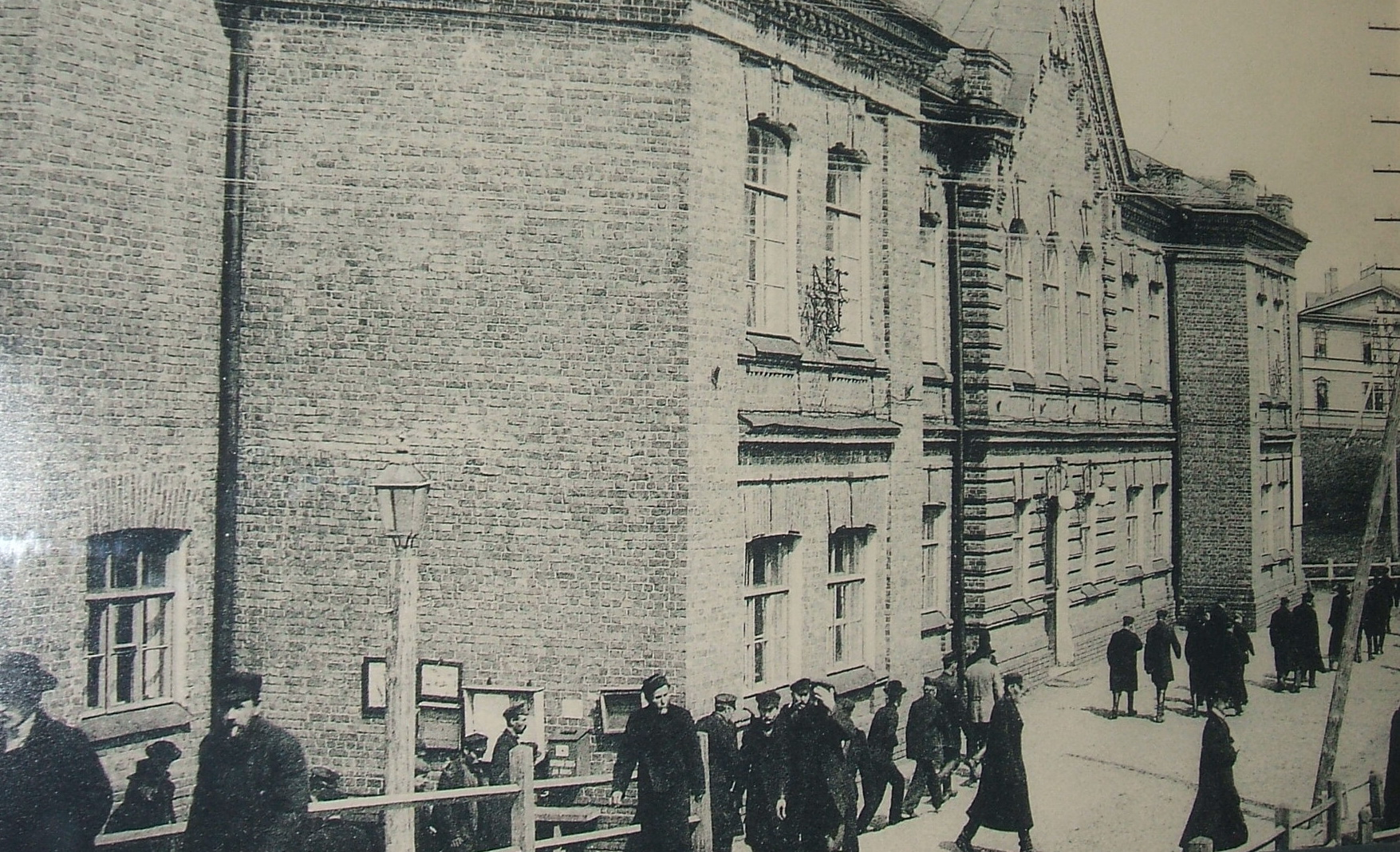
Заводоуправление
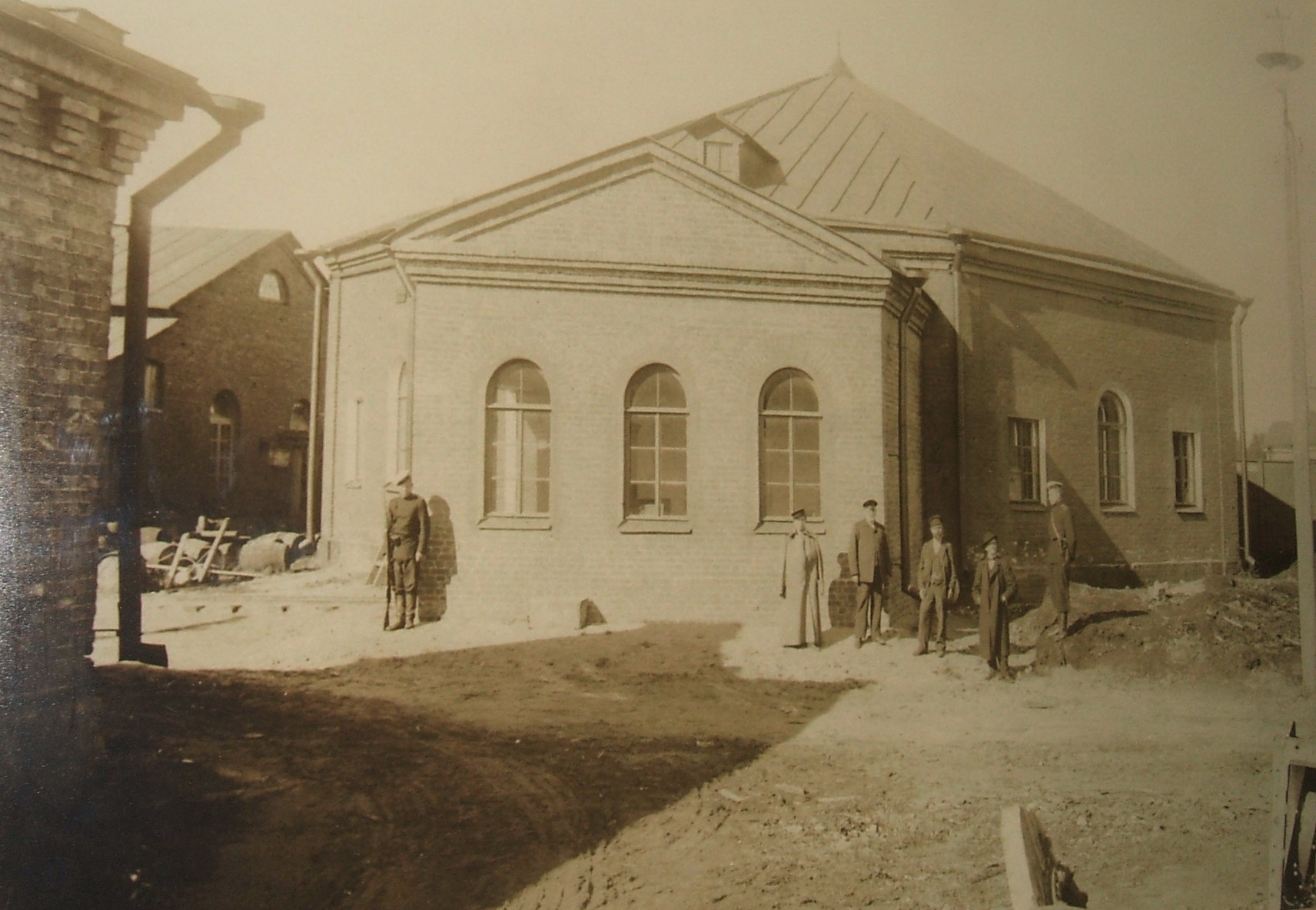
Корпуса
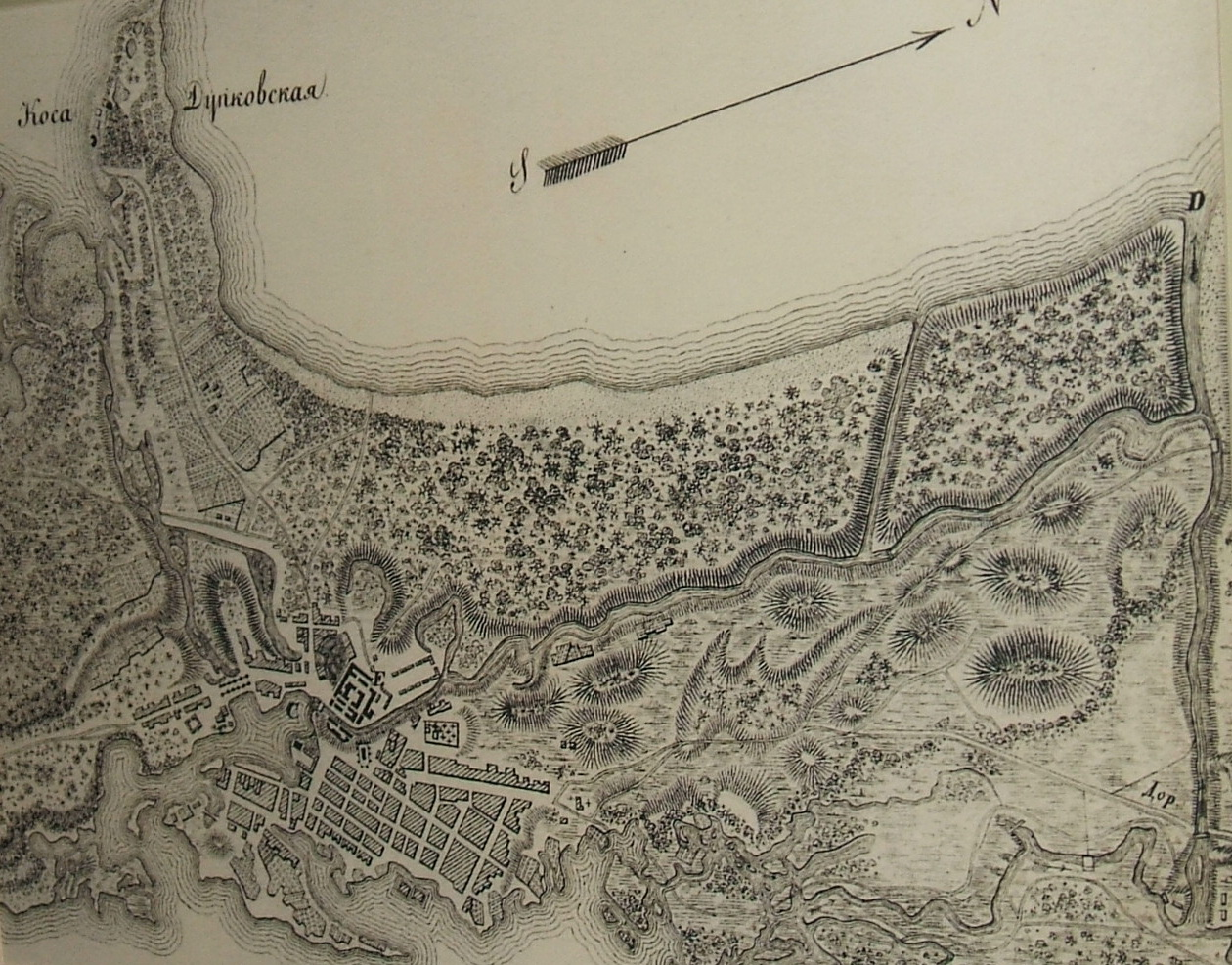
План местности 1842 год
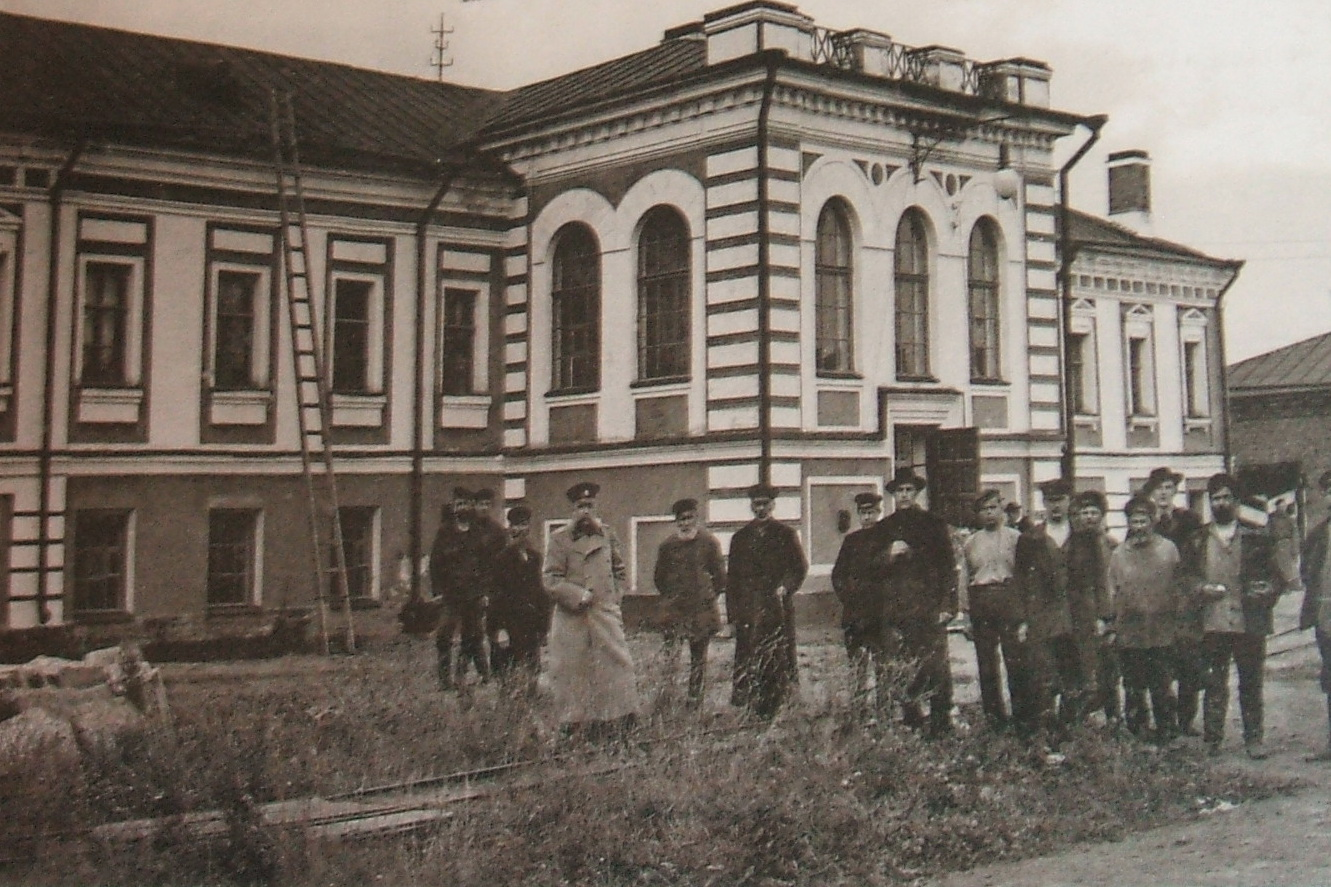
Здание приёмной комиссии
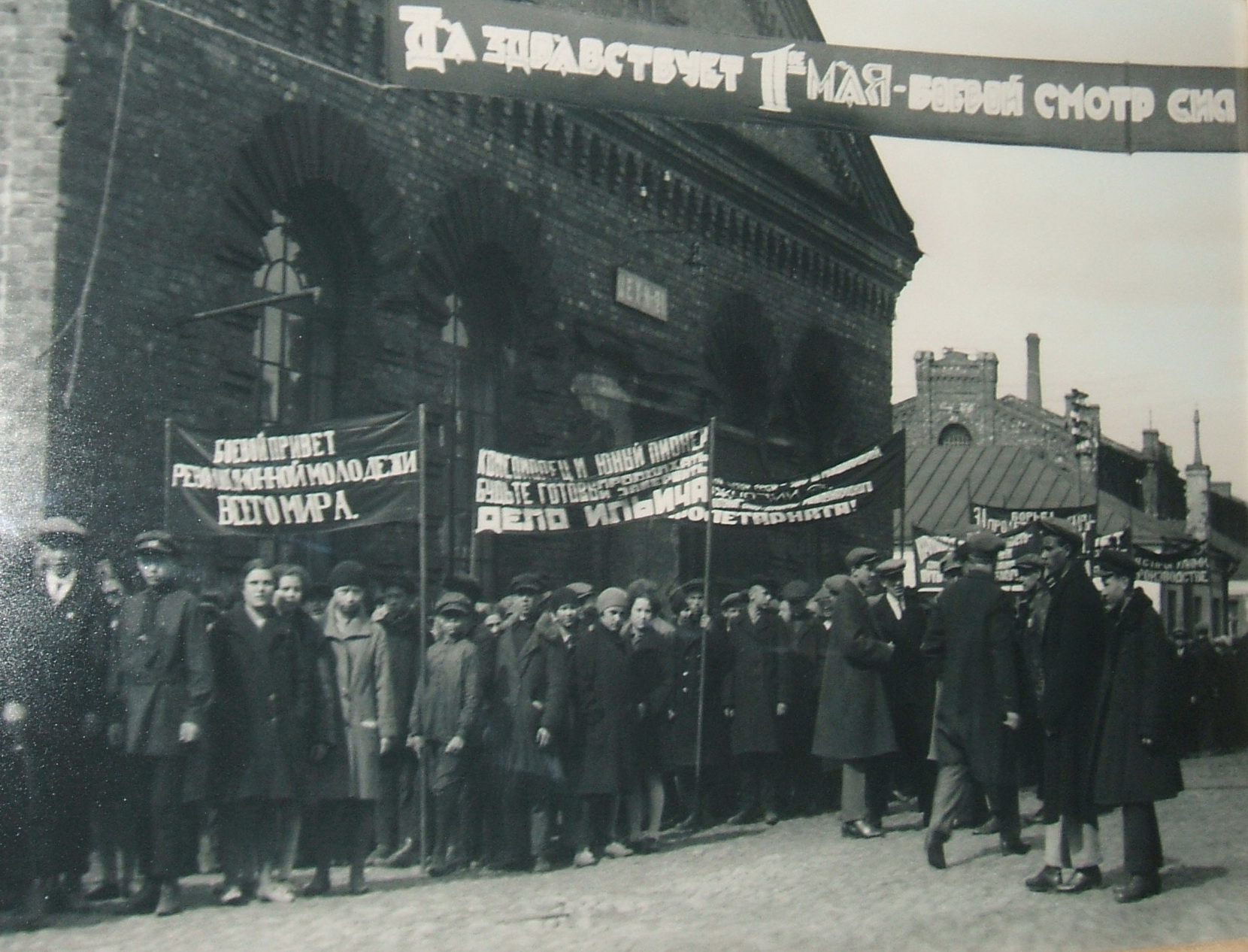
До 1930 года. 1 Мая
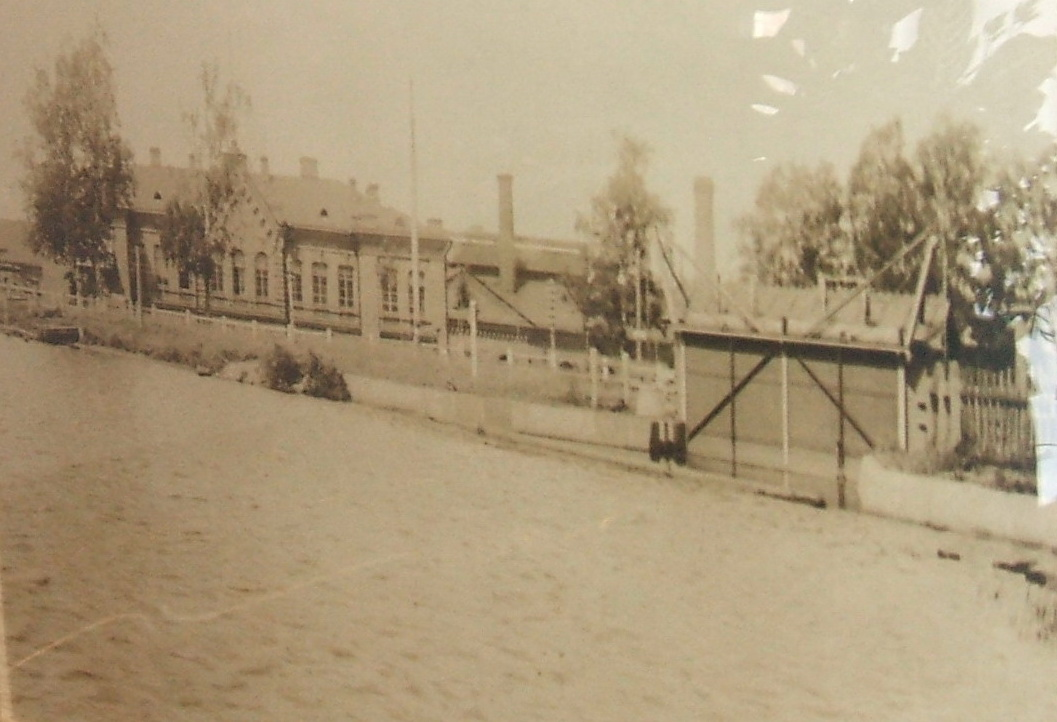
Первая плотина ГЭС
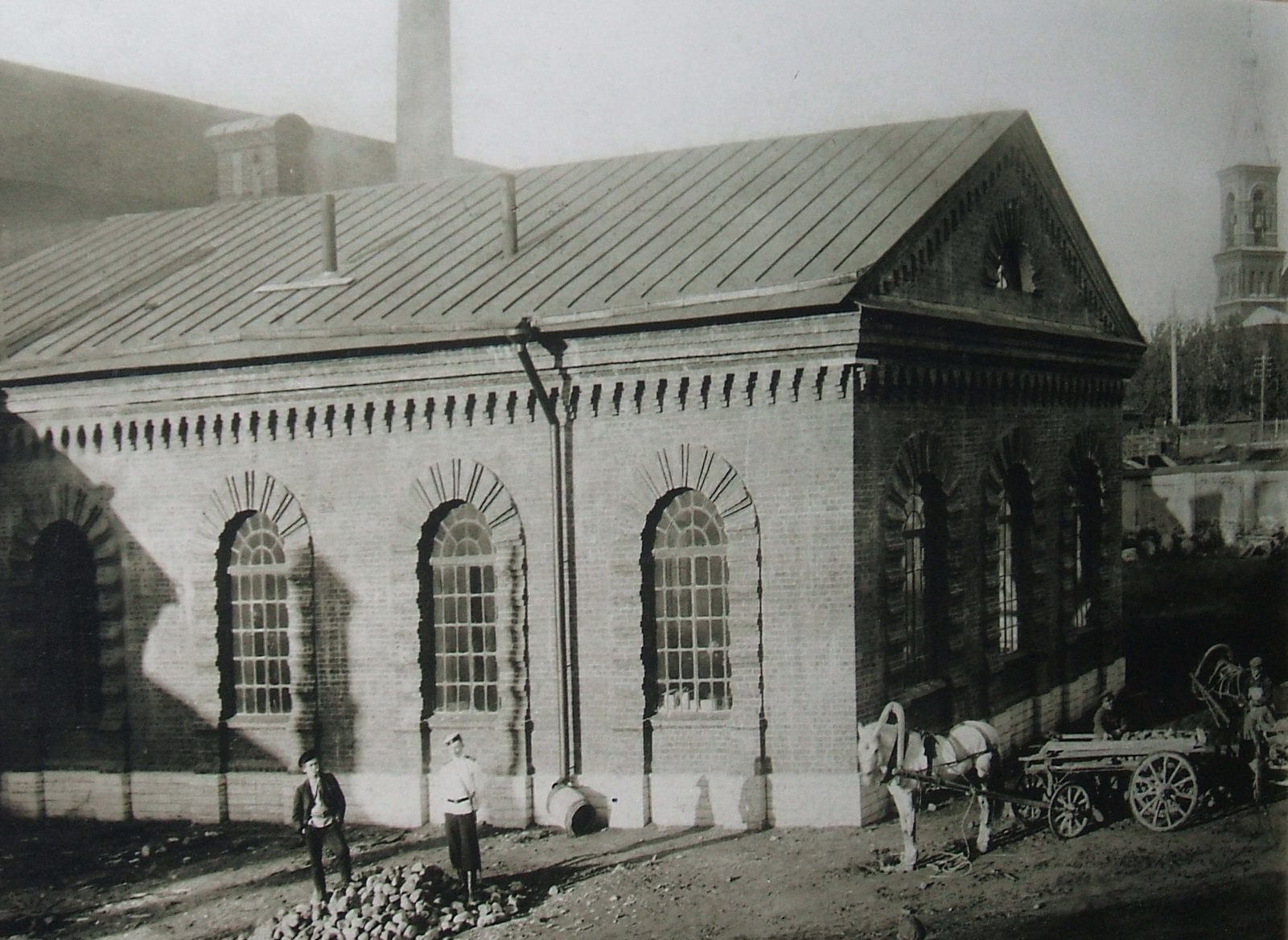
Мощение двора
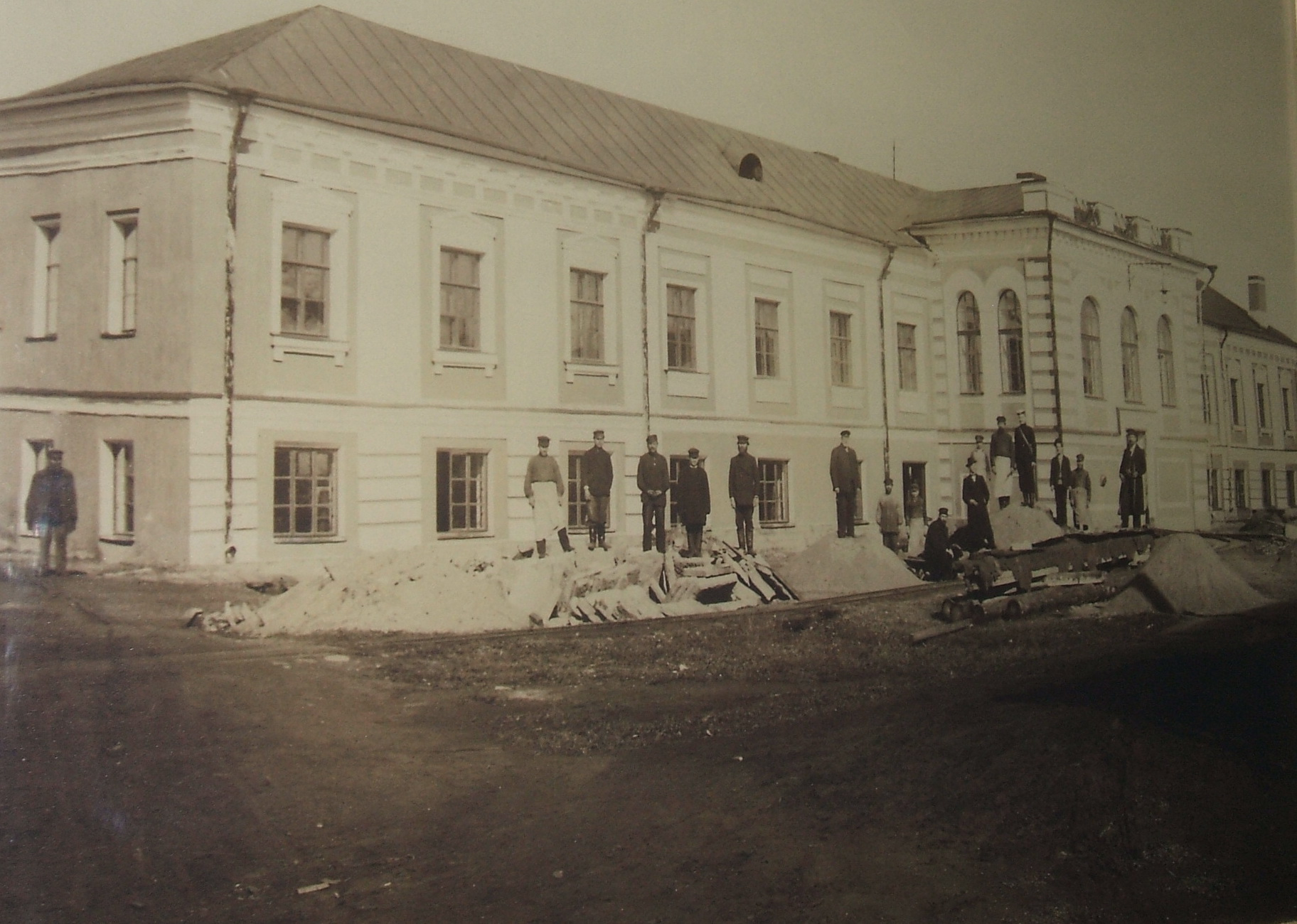
Здание приёмной комиссии
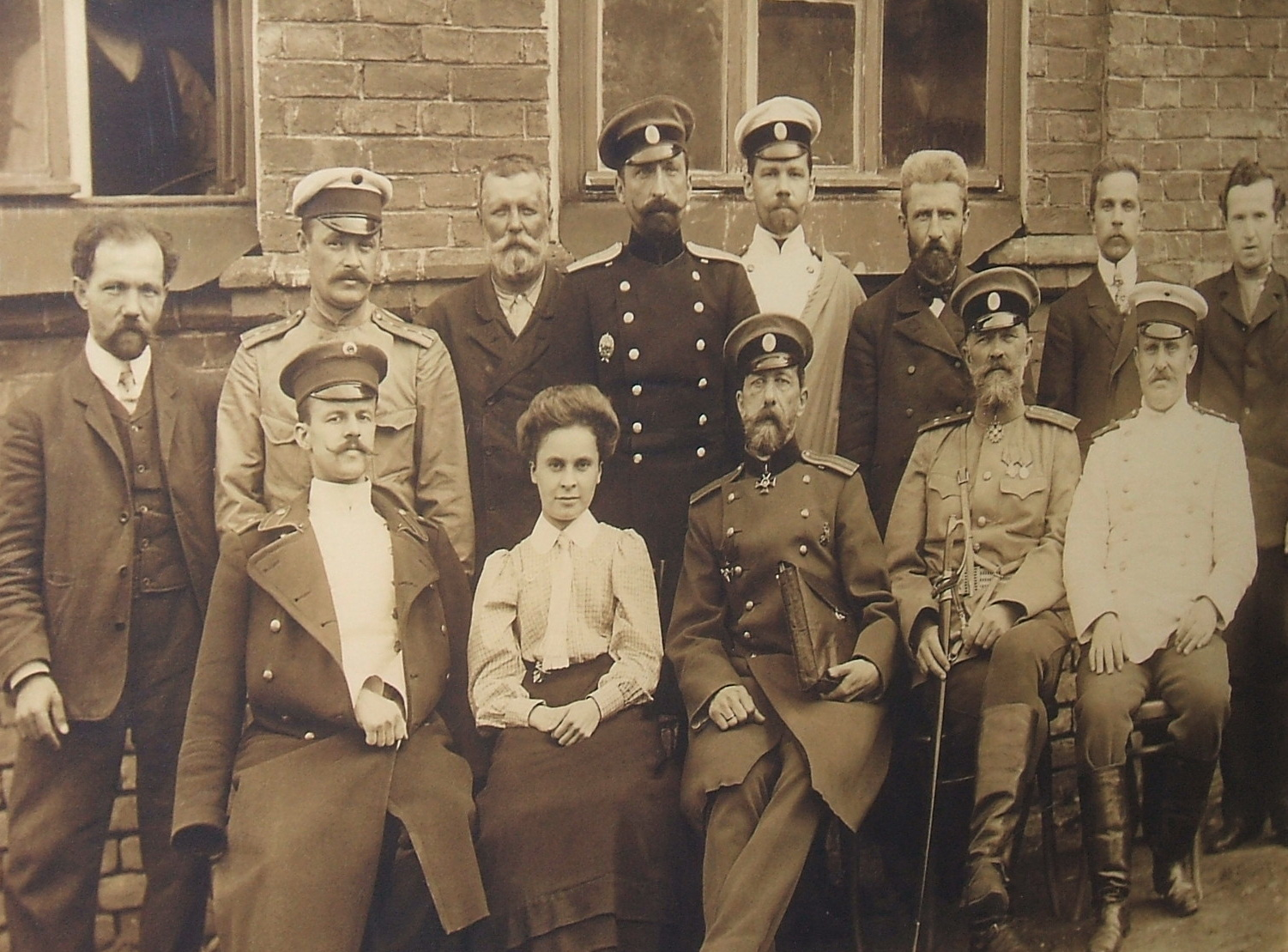
Чины управления. Стоит 4й слева подполковник Защук Всеволод Александрович - военный инженер, архитектор завода.
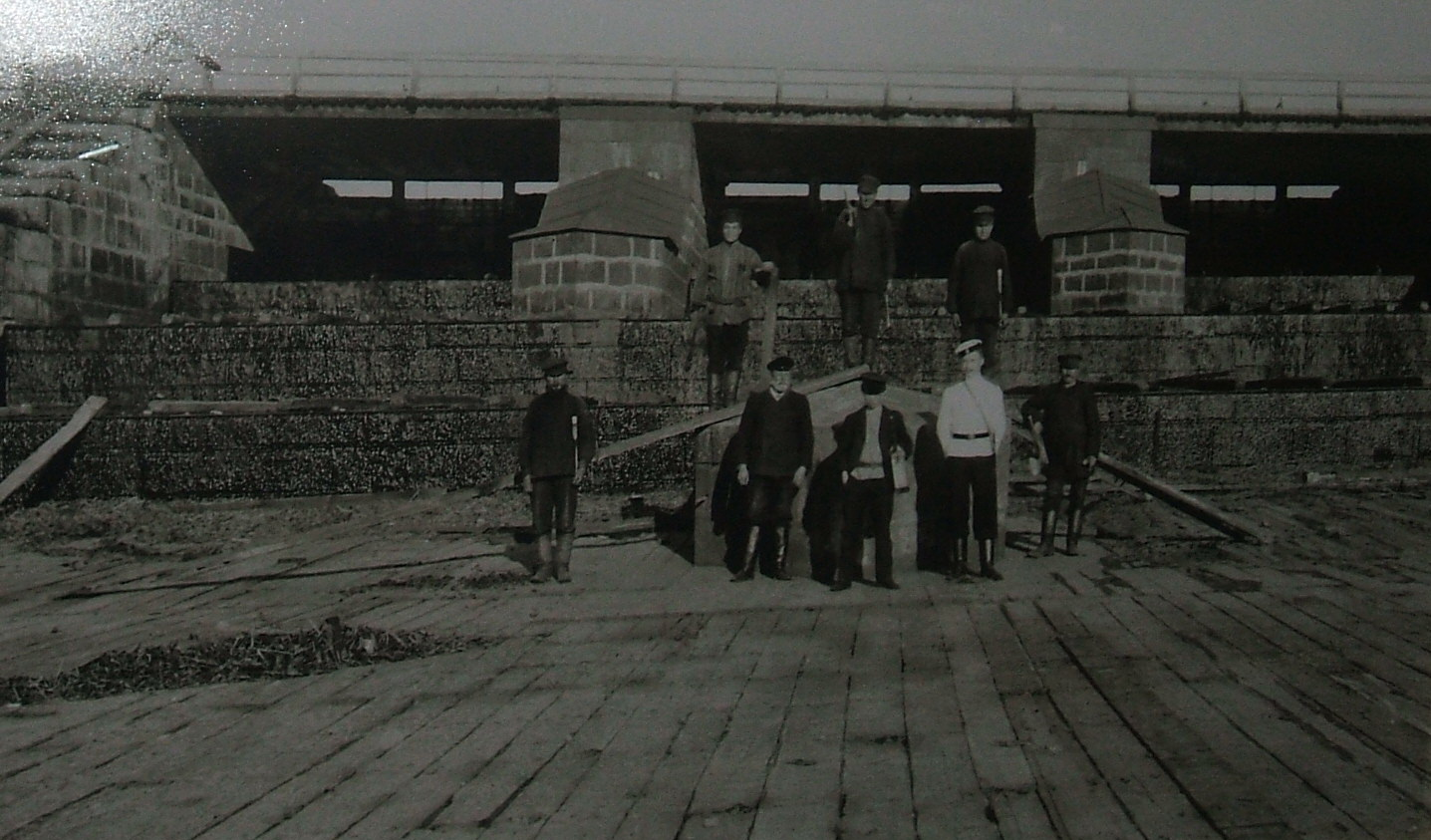
Ремонт плотины Гаусмана К.Ф.
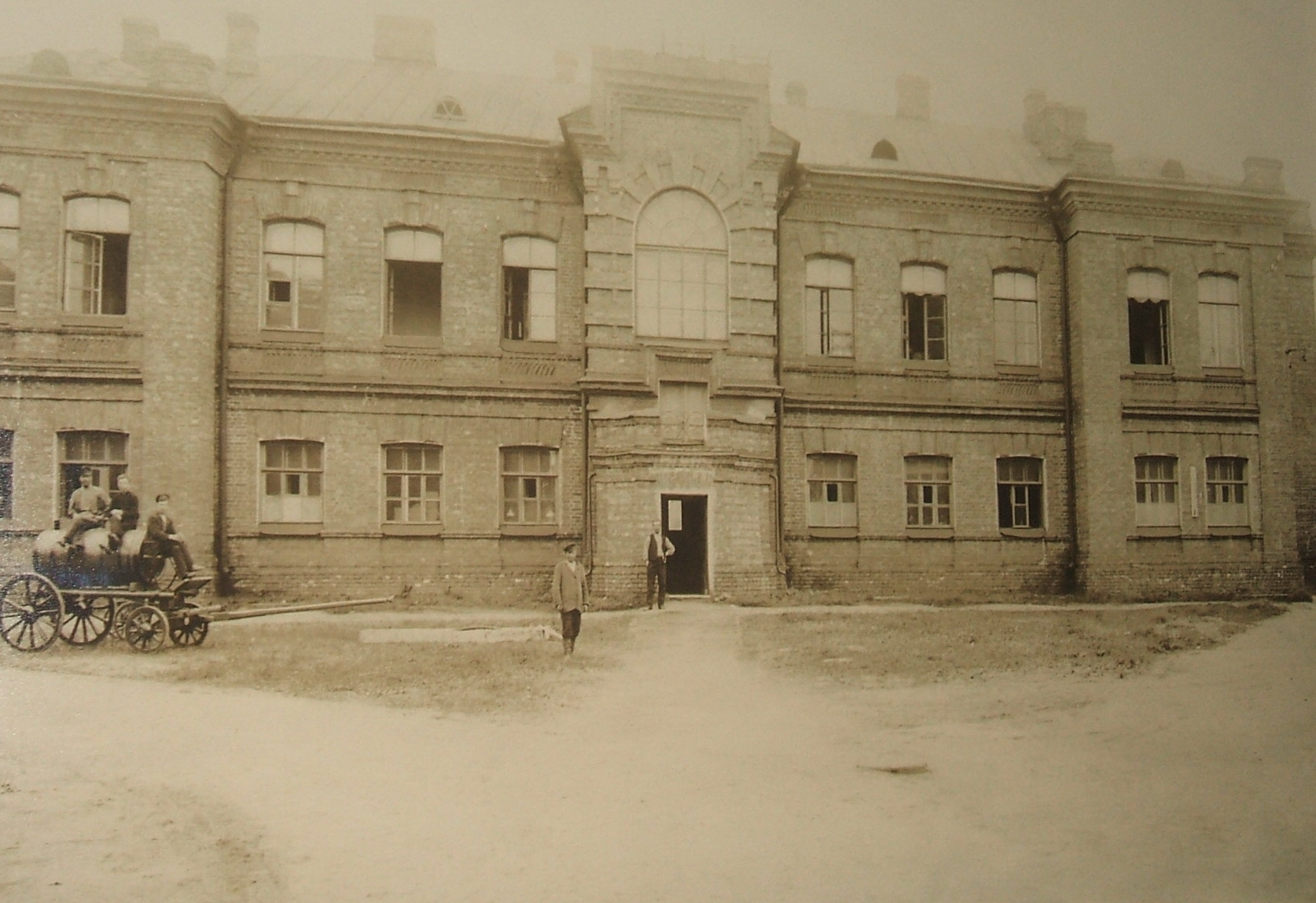
Управление, вид со двора
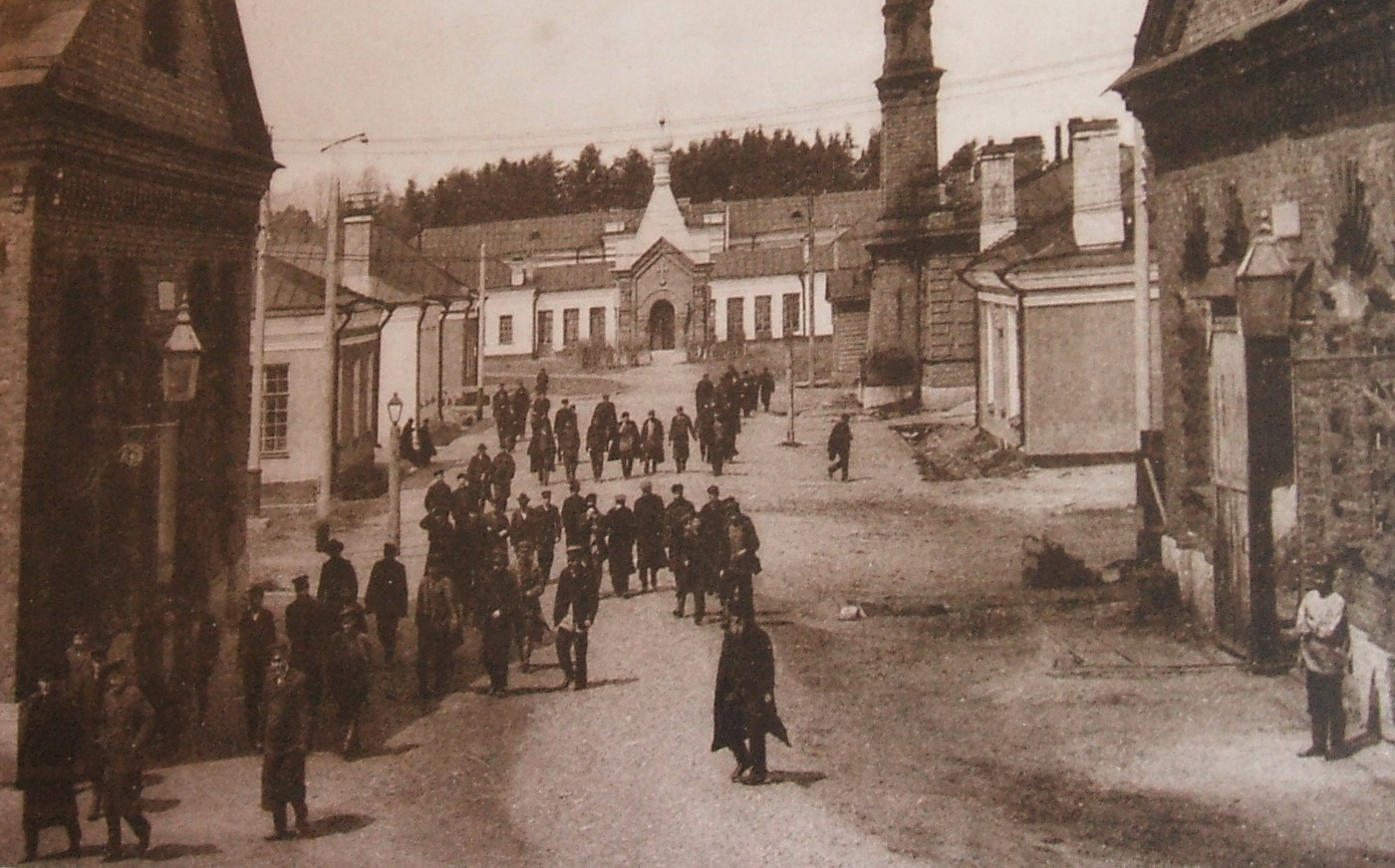
Вид на часовню Александра II

Фотографии Сестрорецкого оружейного завода до начавшейся в 2008 году реконструкции
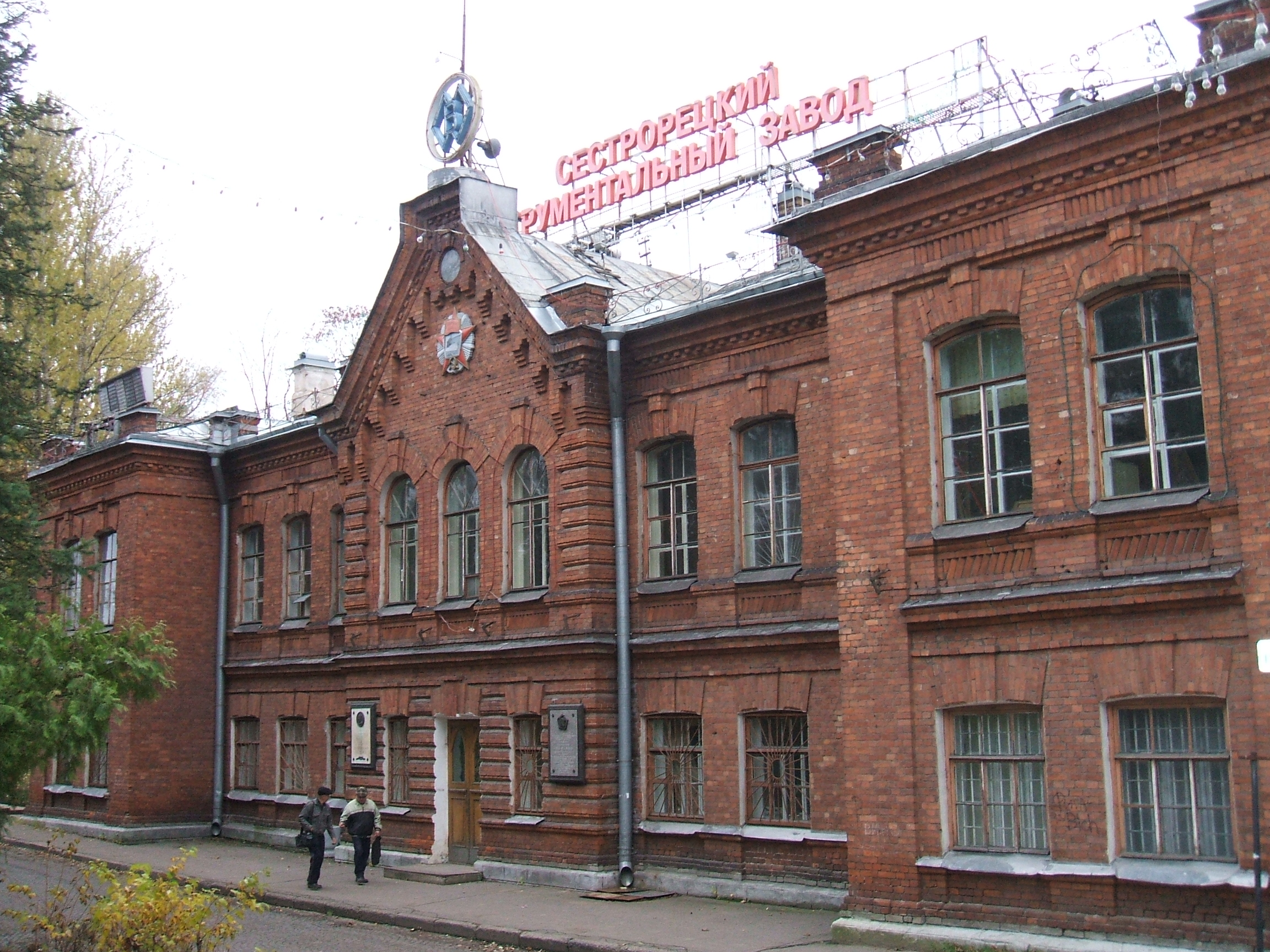
Заводоуправление
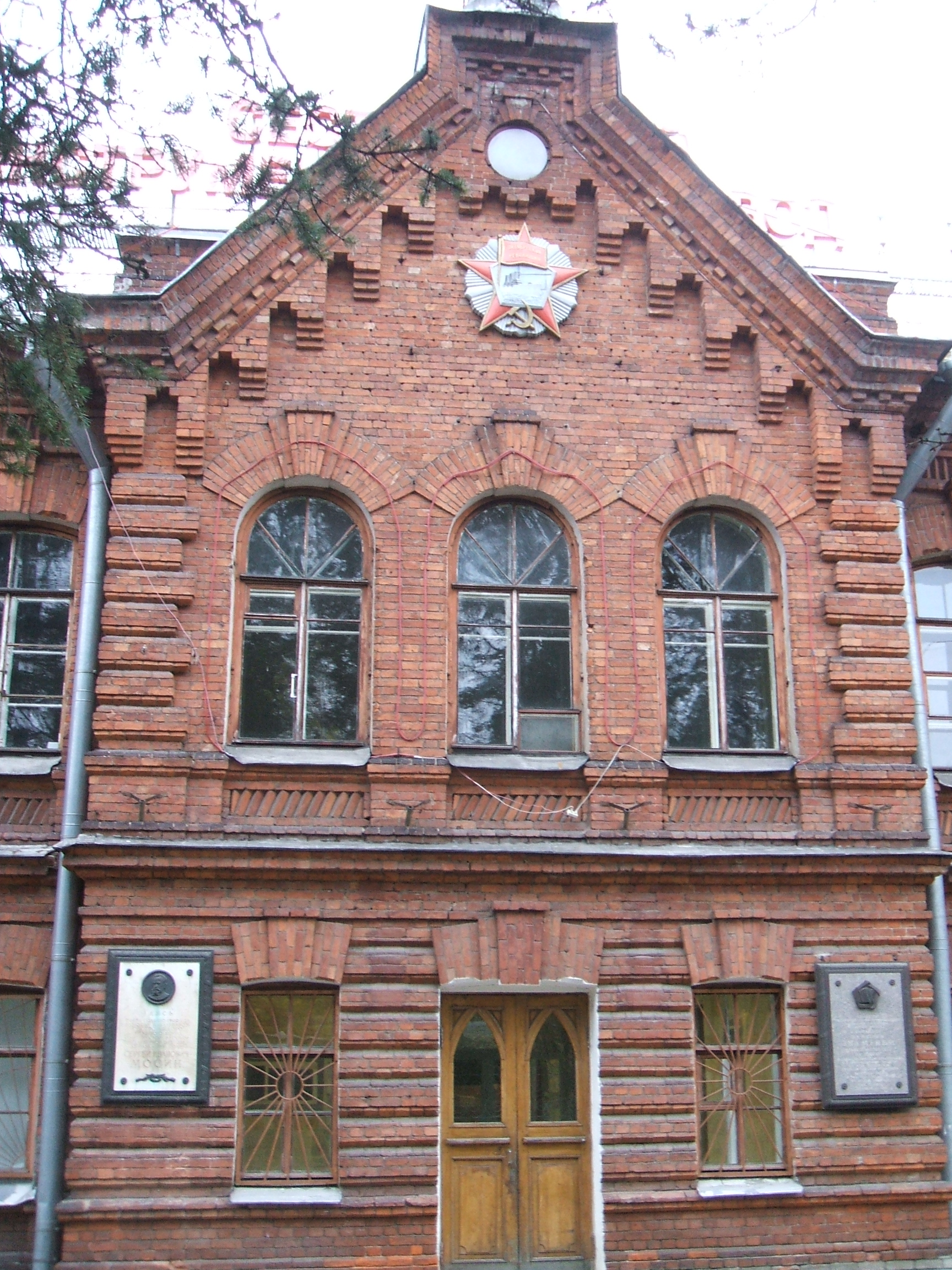
Вход на завод
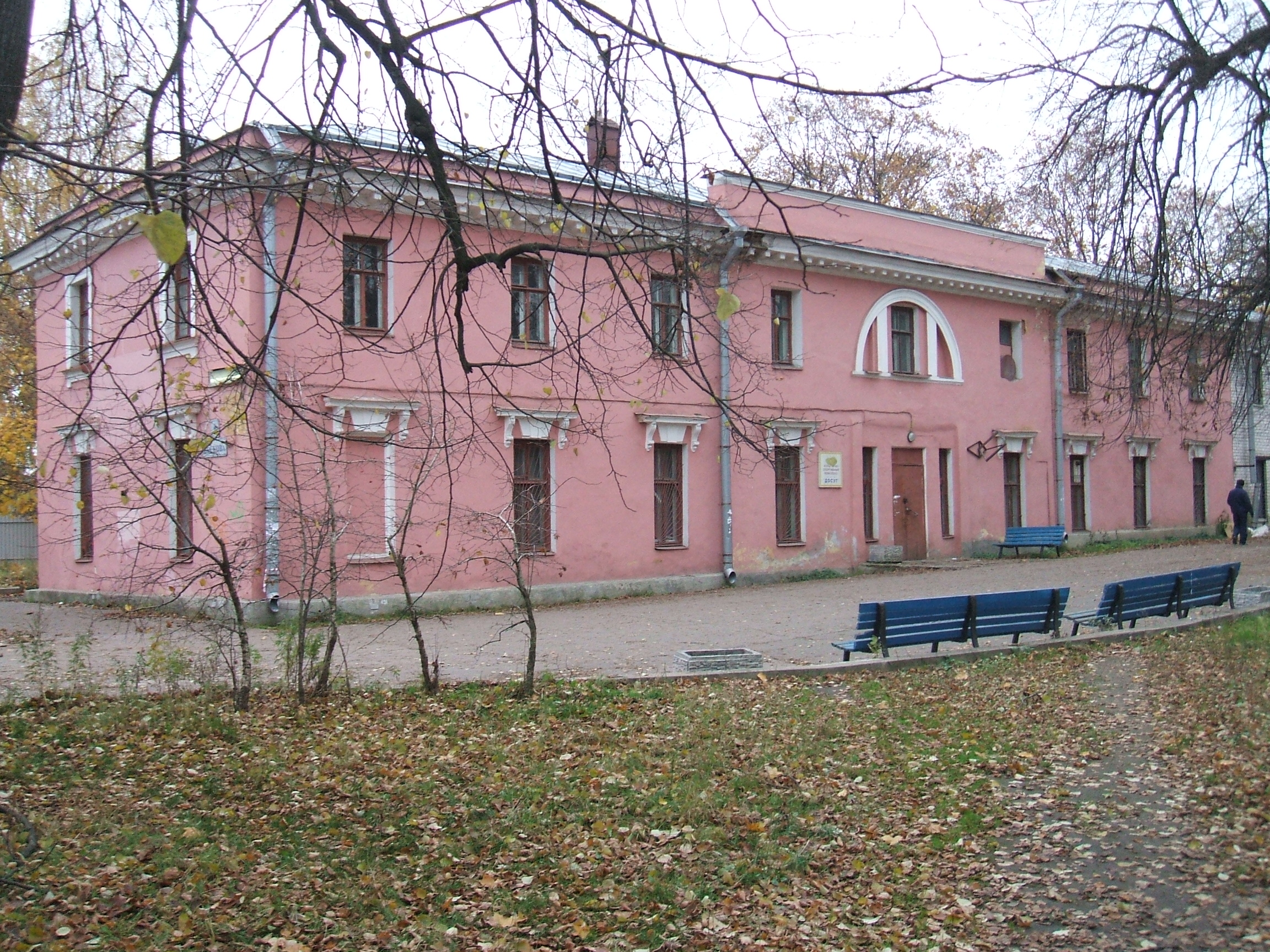
Дом командира завода
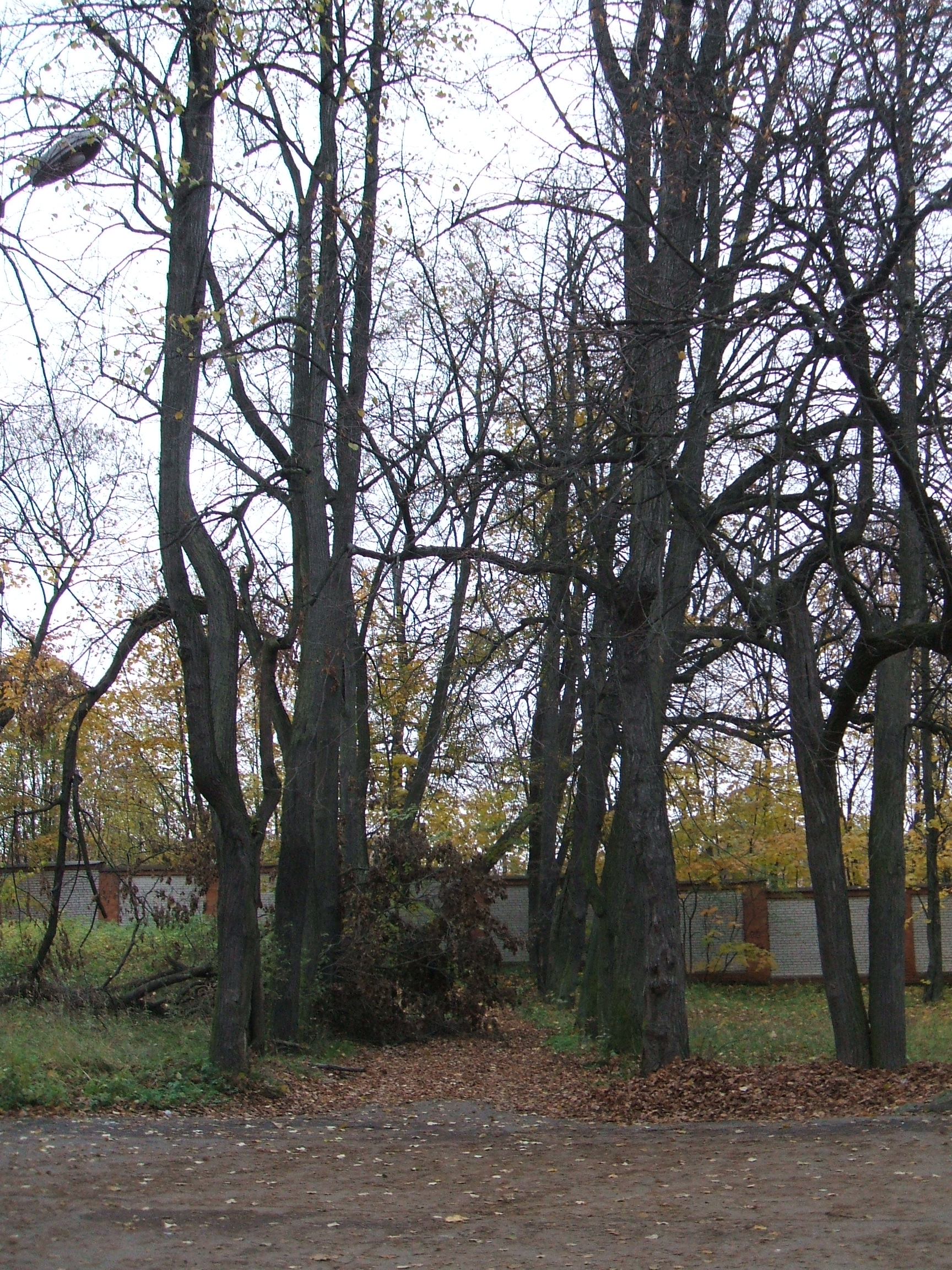
Аллея командира на завод
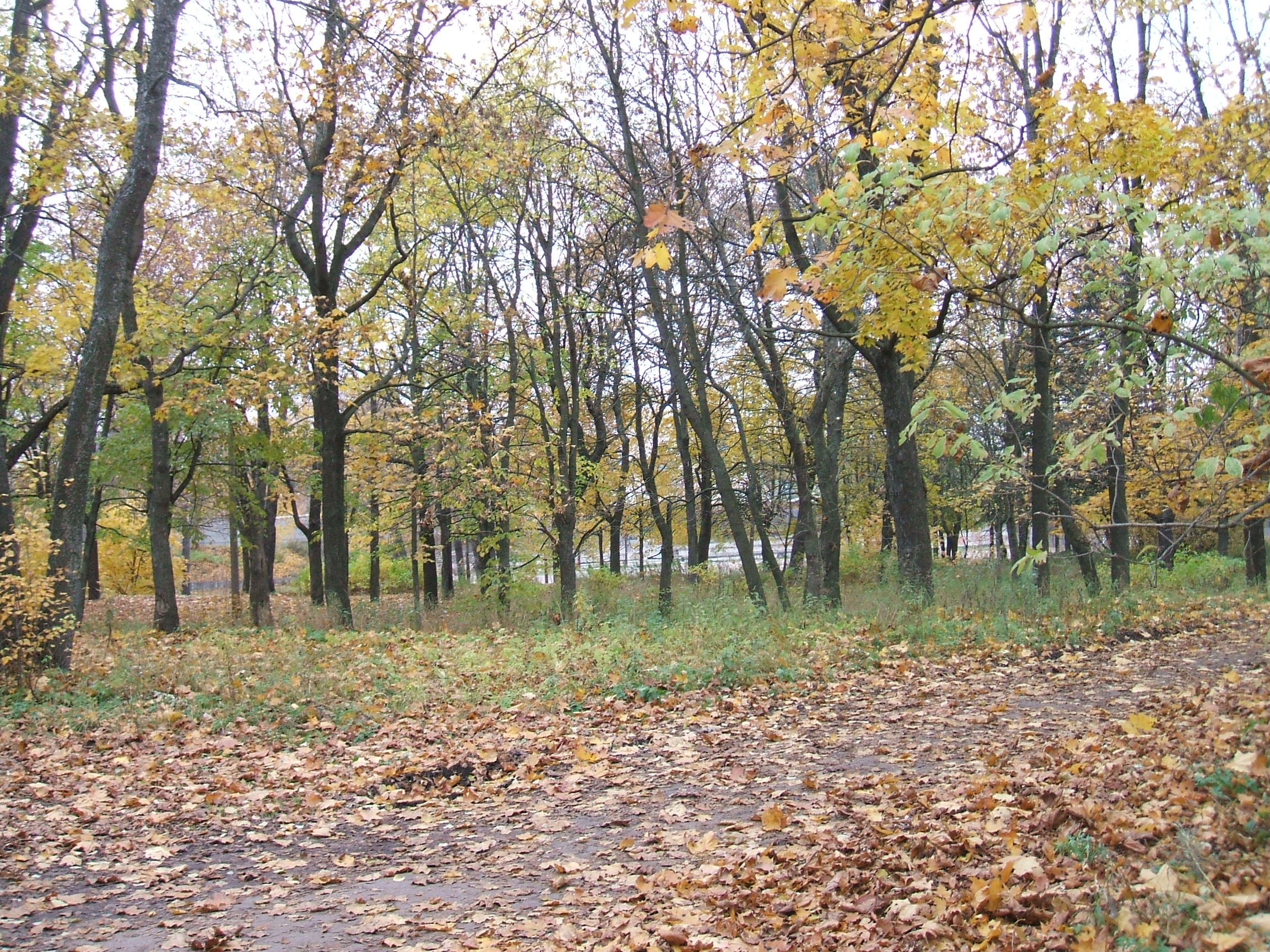
Сад командира завода
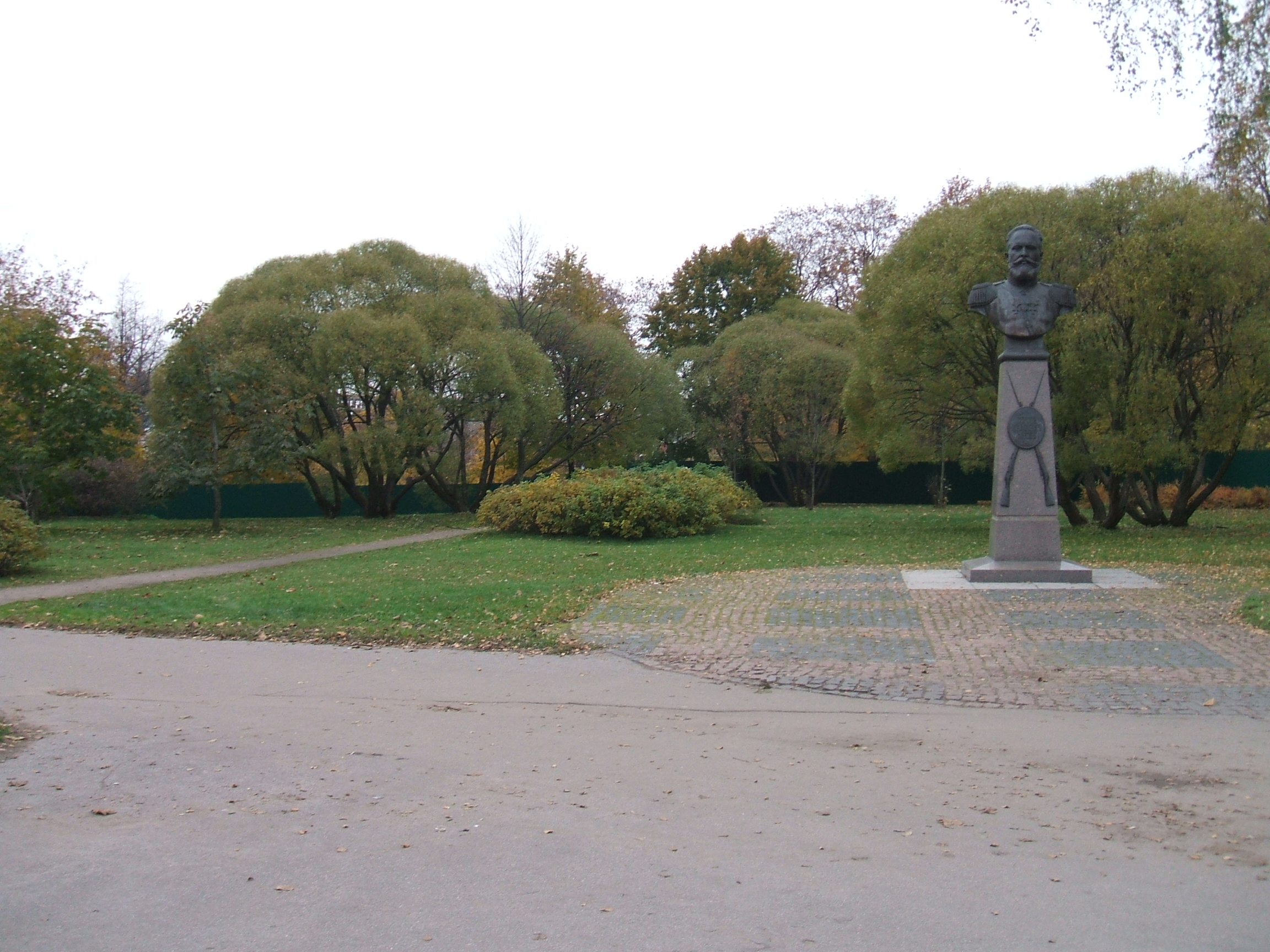
Верхняя часть сада. Памятник Мосину.
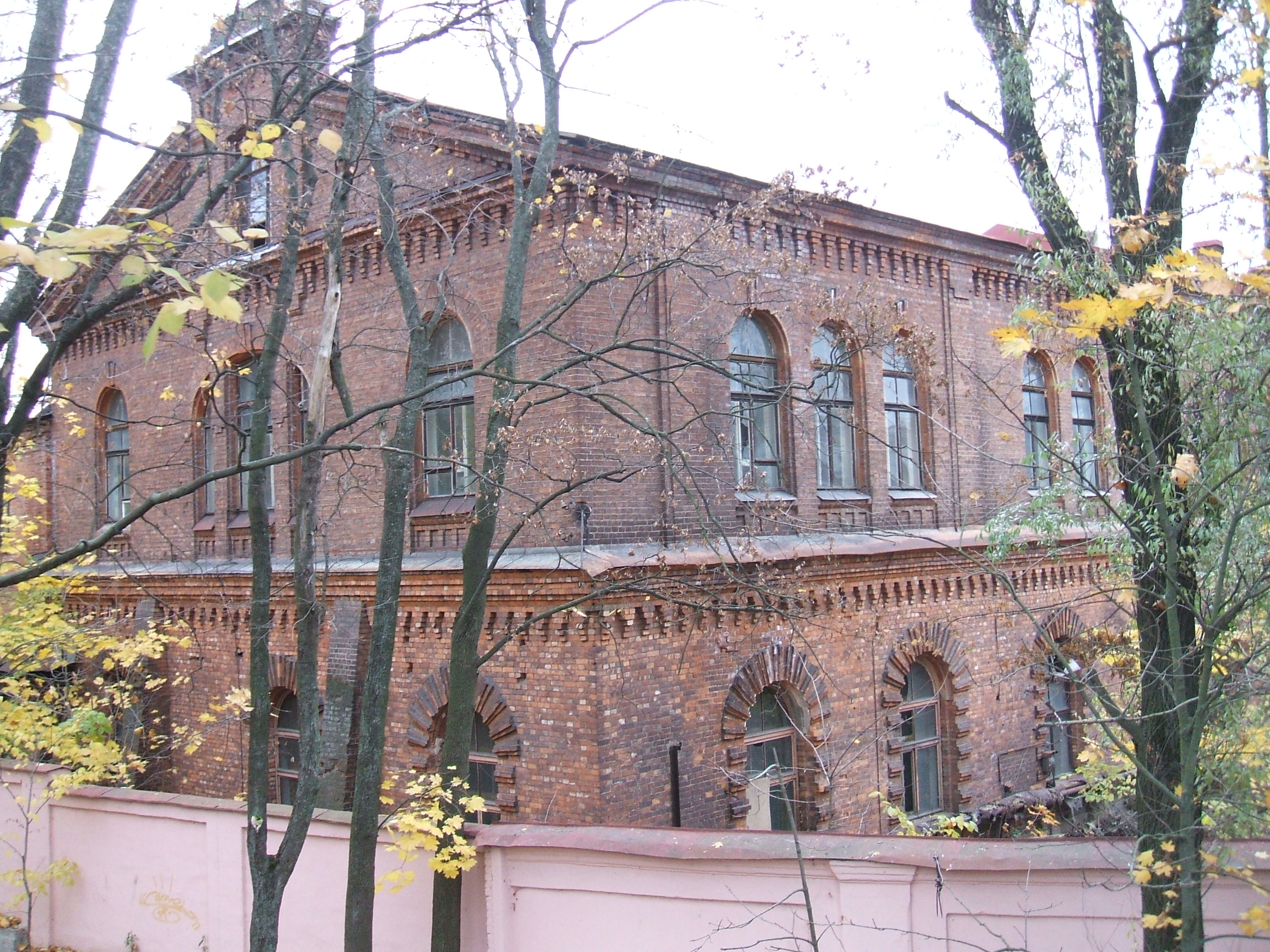
Оди из цехов завода
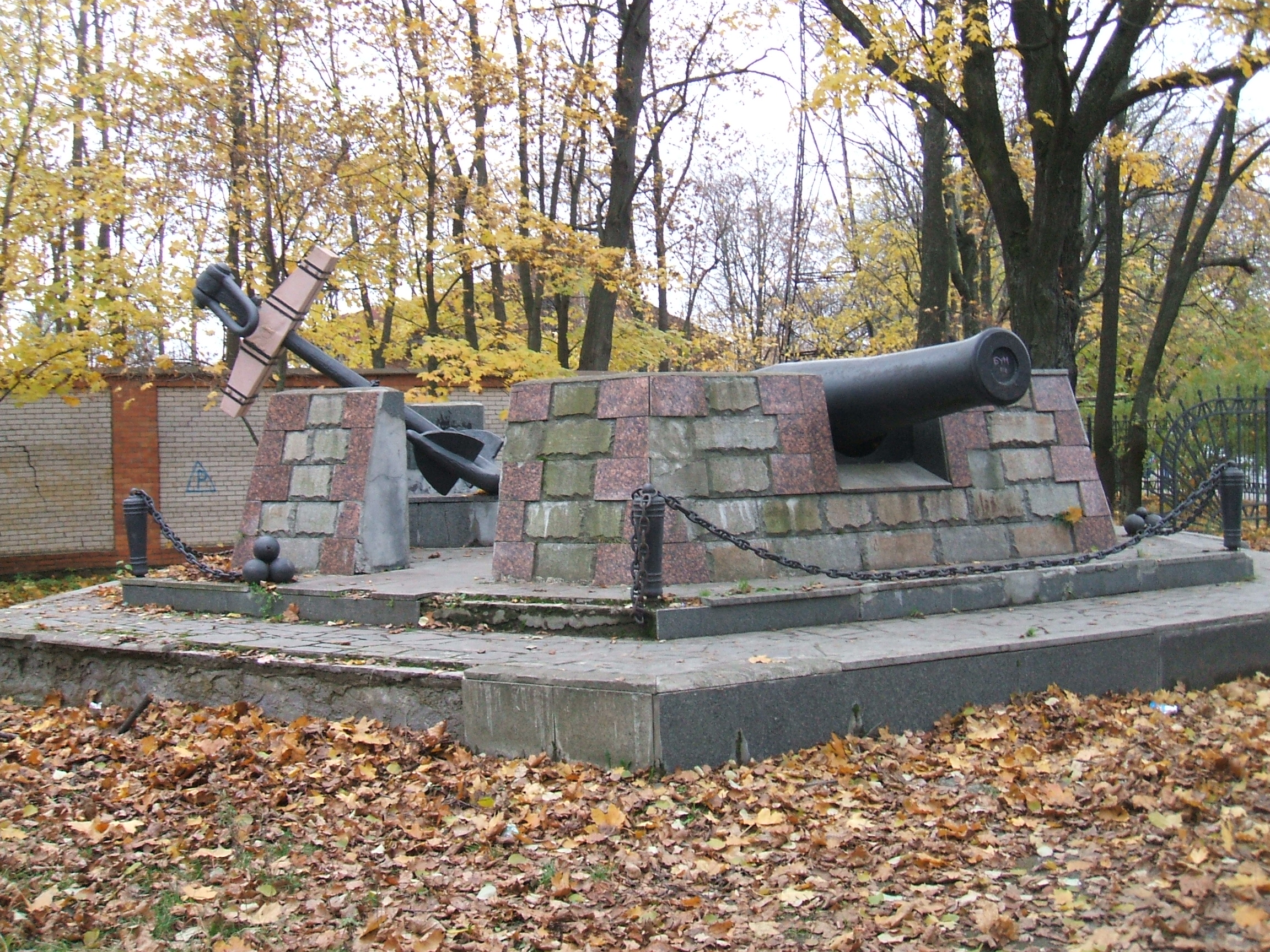
Памятник в честь создания завода
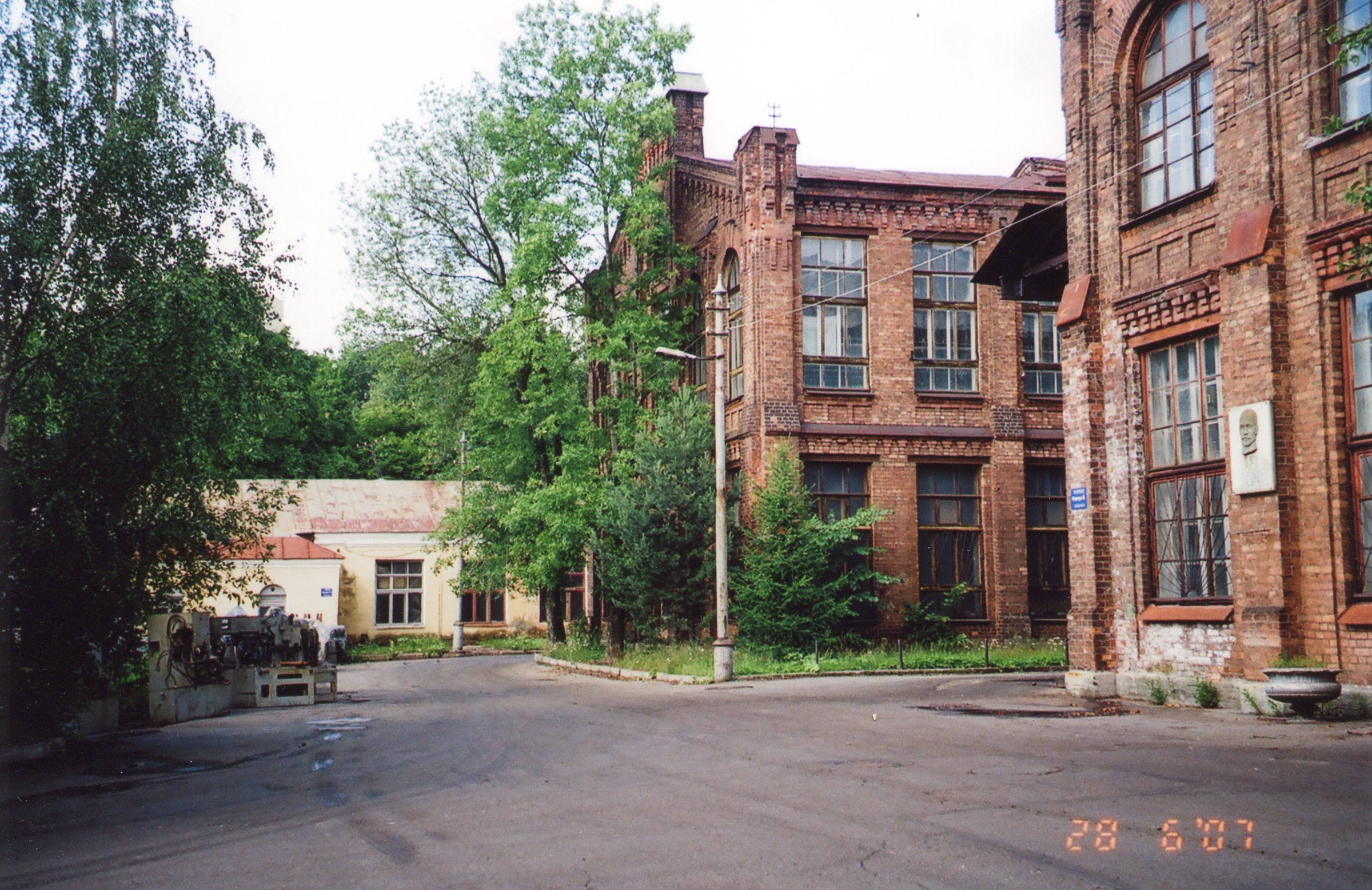
7 и 8 цеха
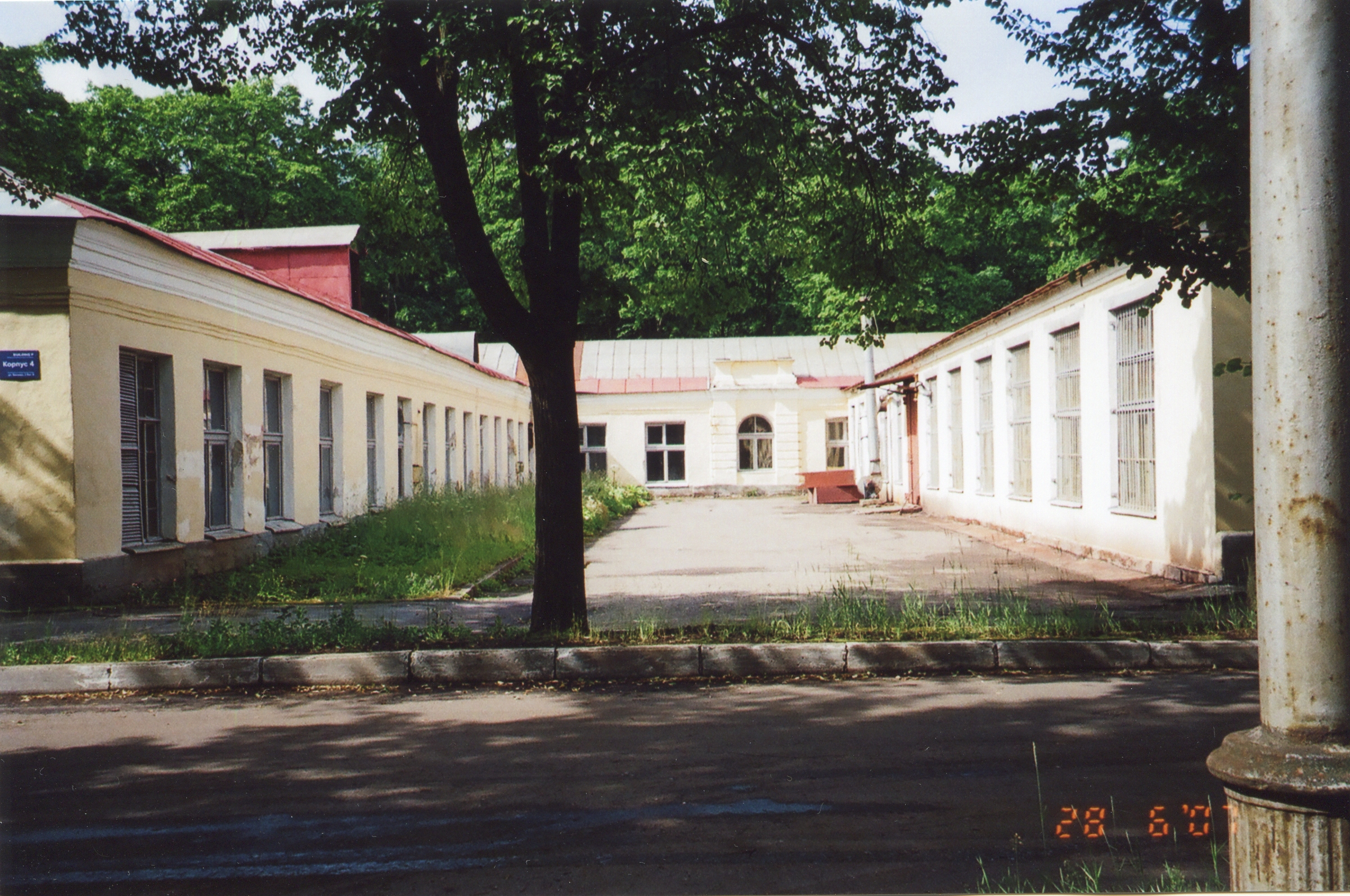
7цех
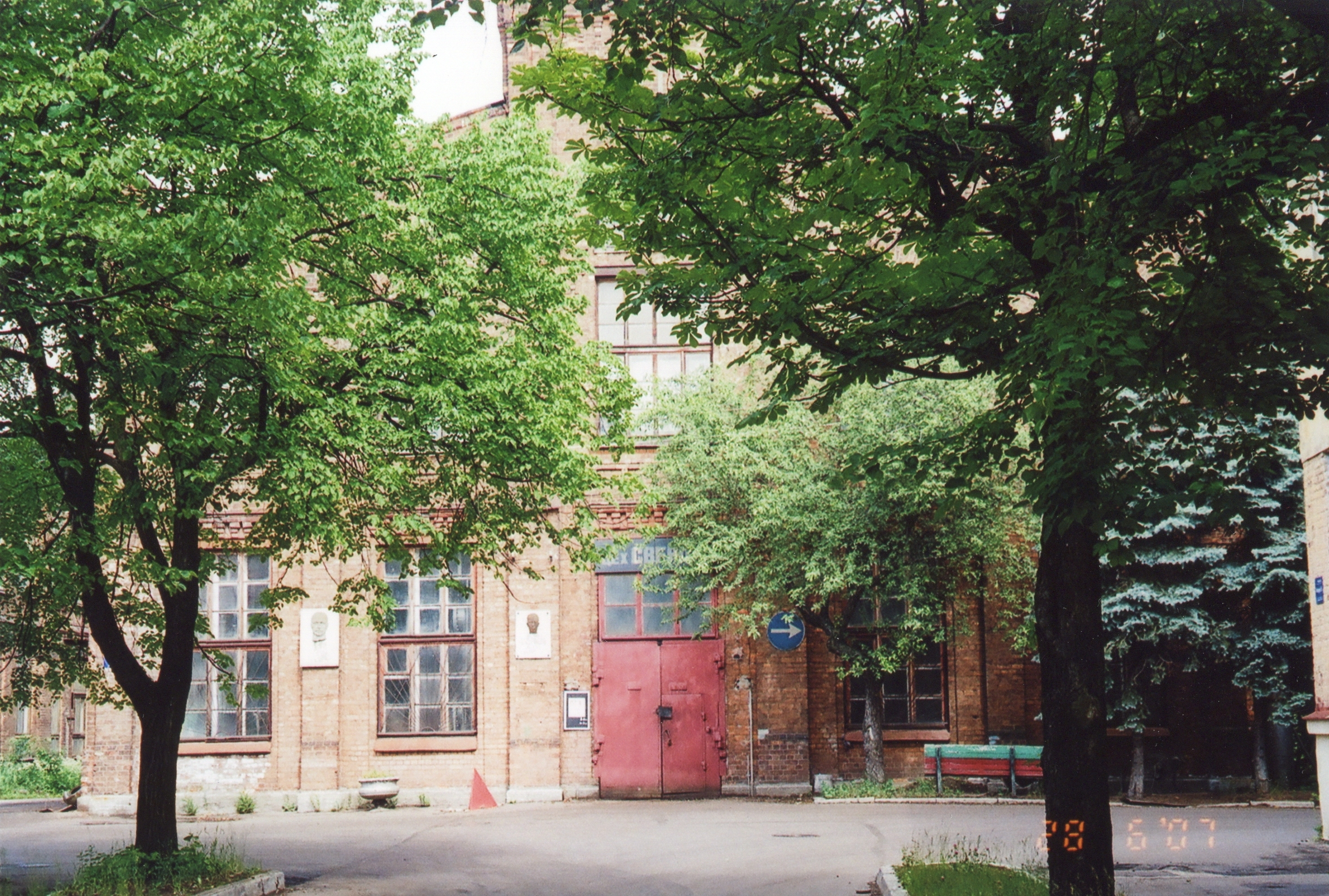
8 цех
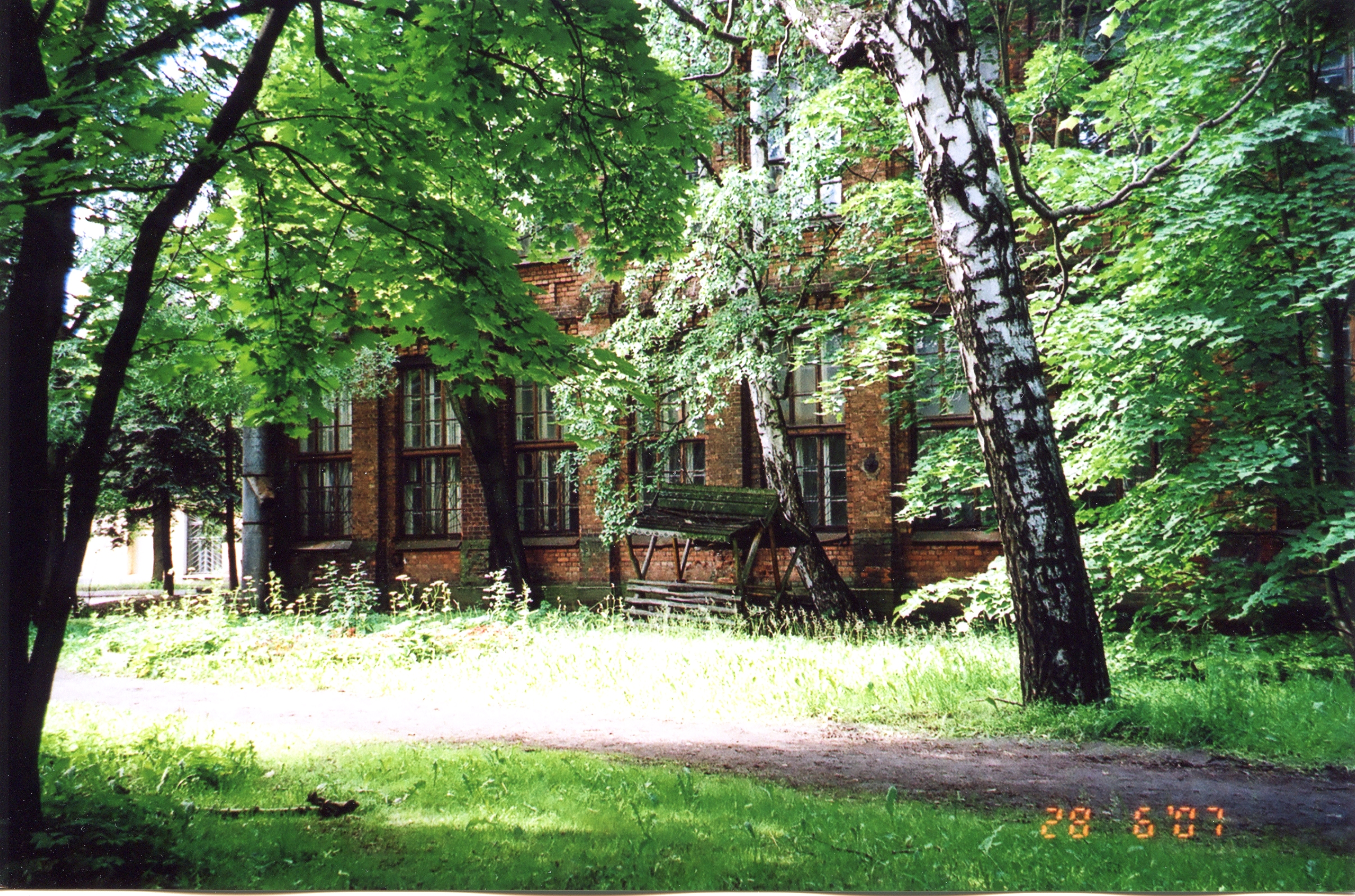
8 цех
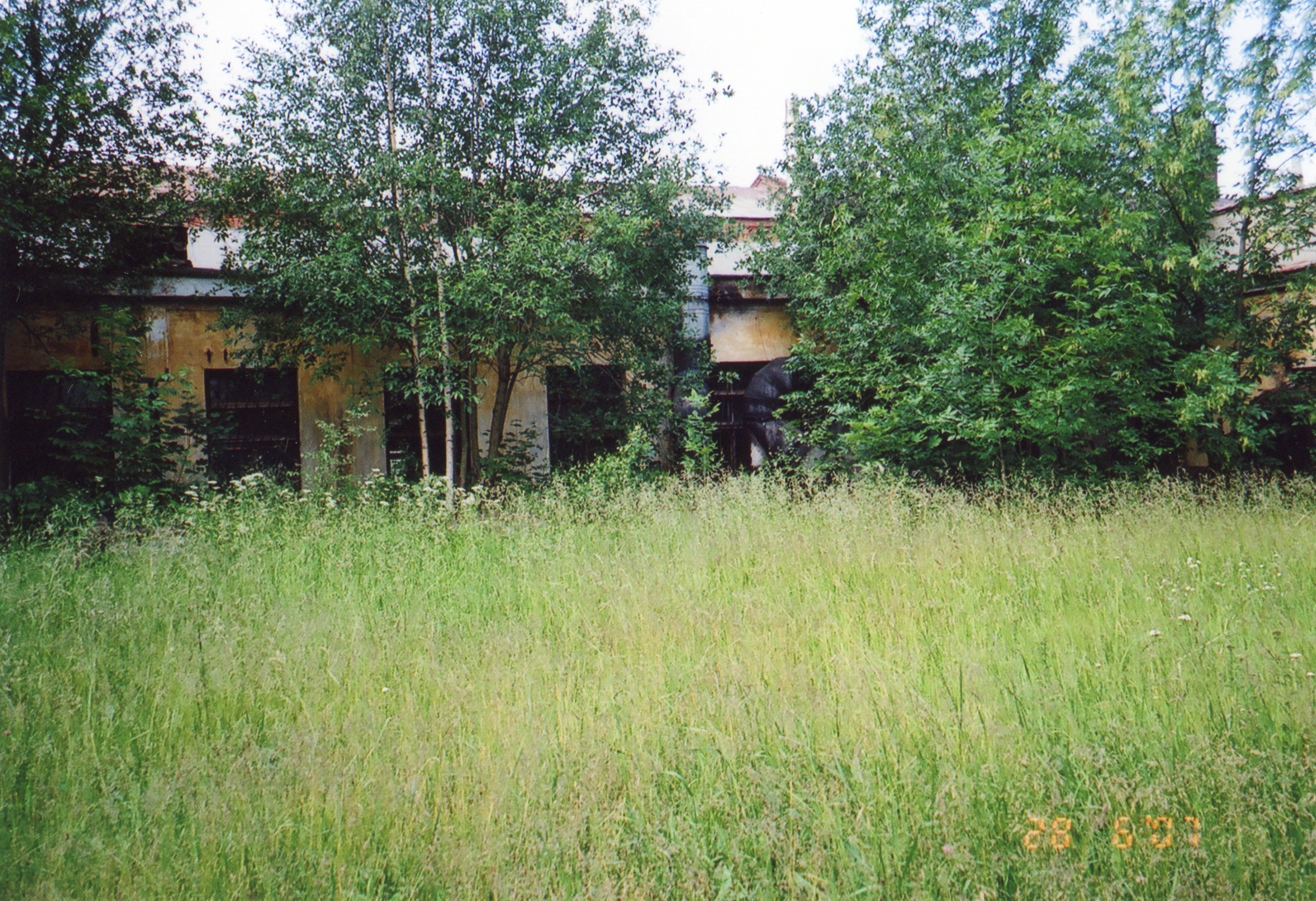
8 цех
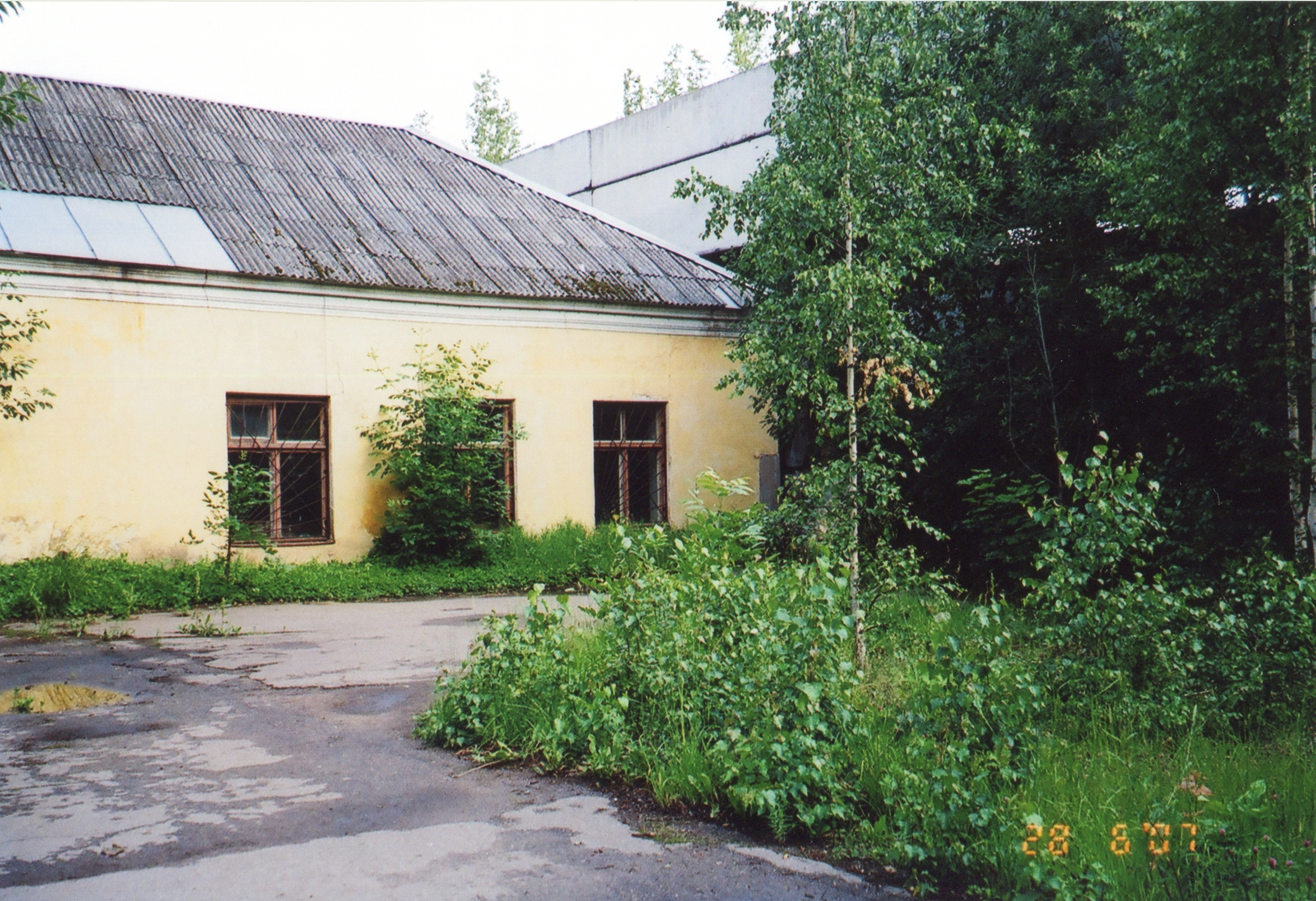
8 цех
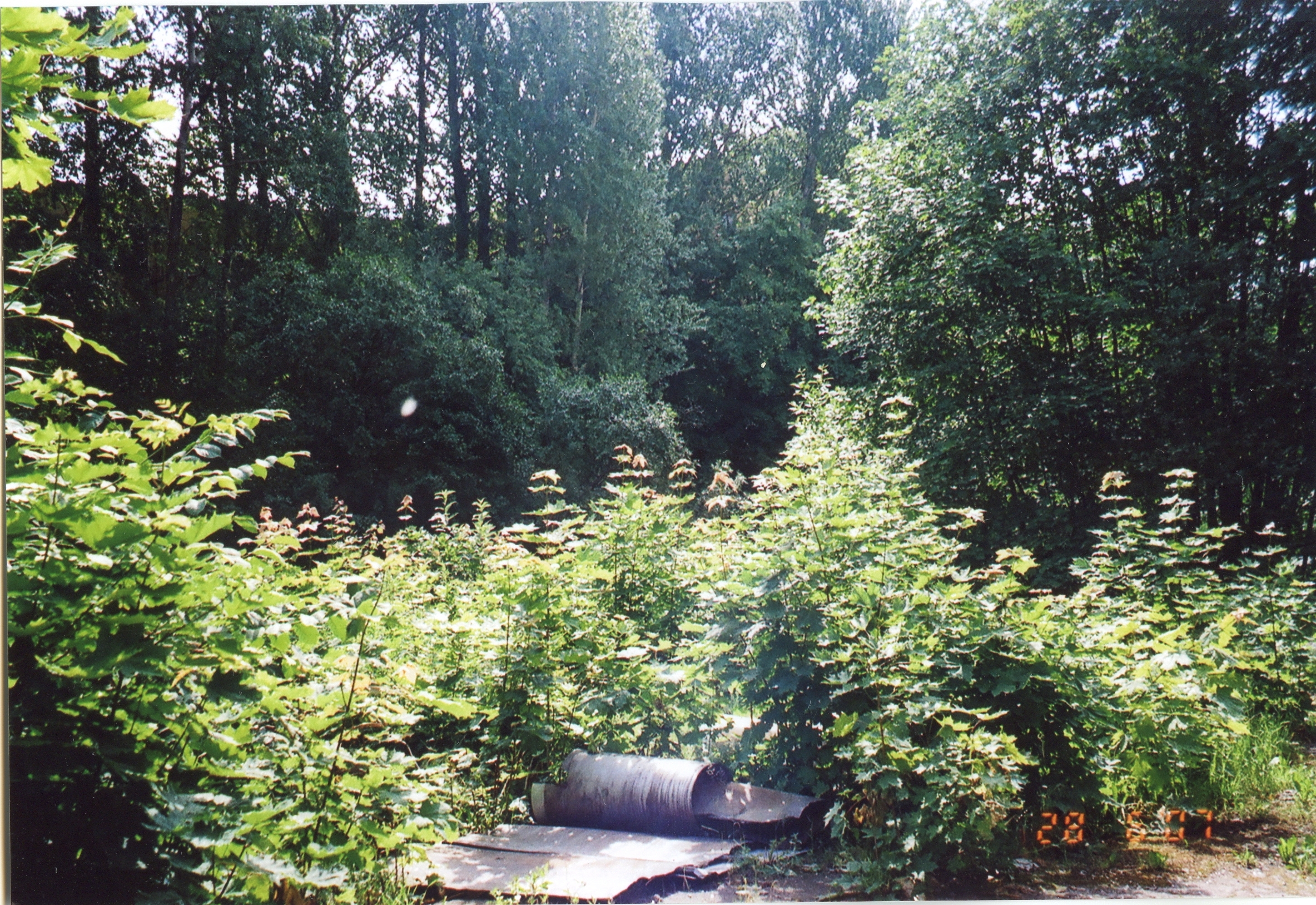
вид на канал
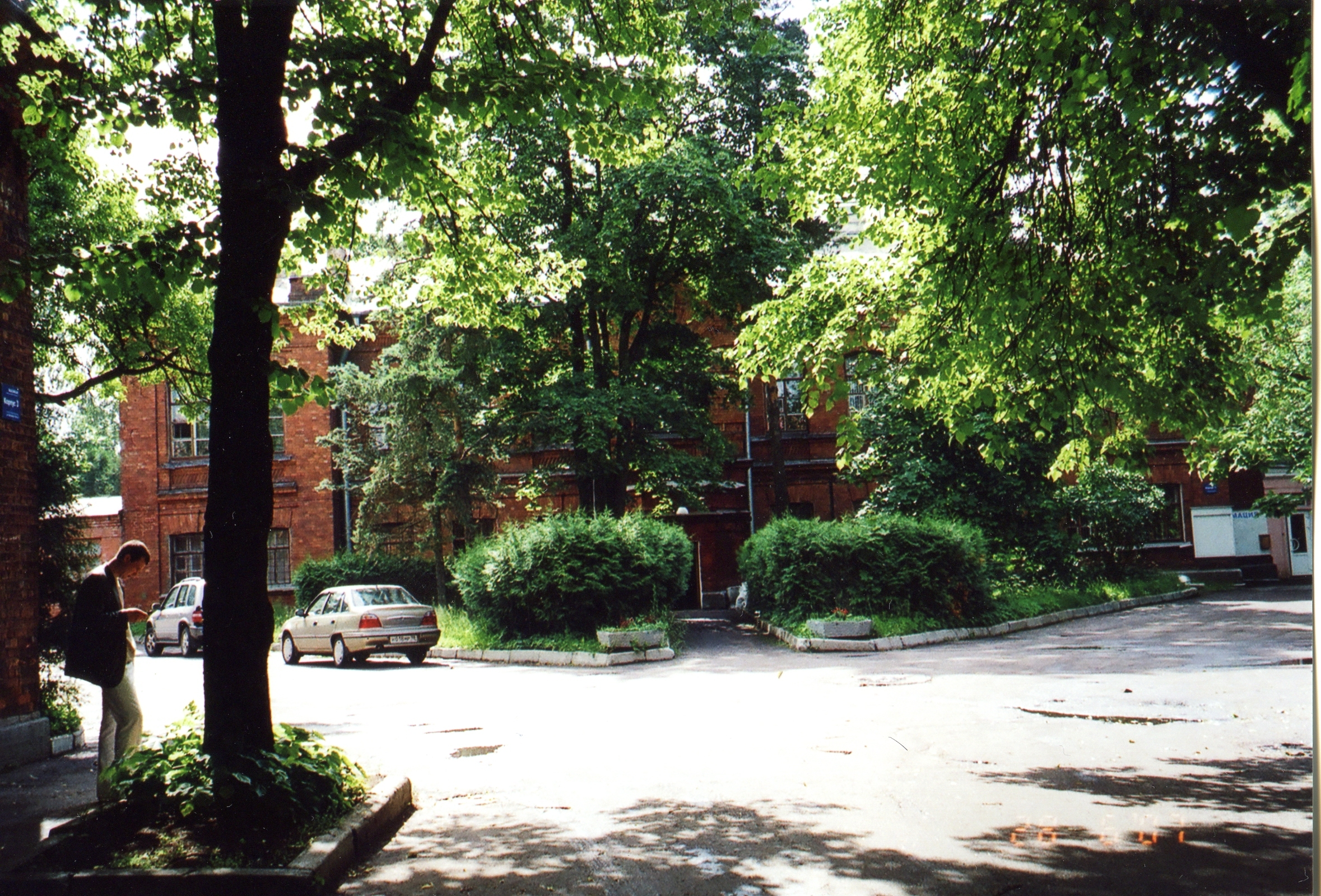
заводоуправление со стороны завода
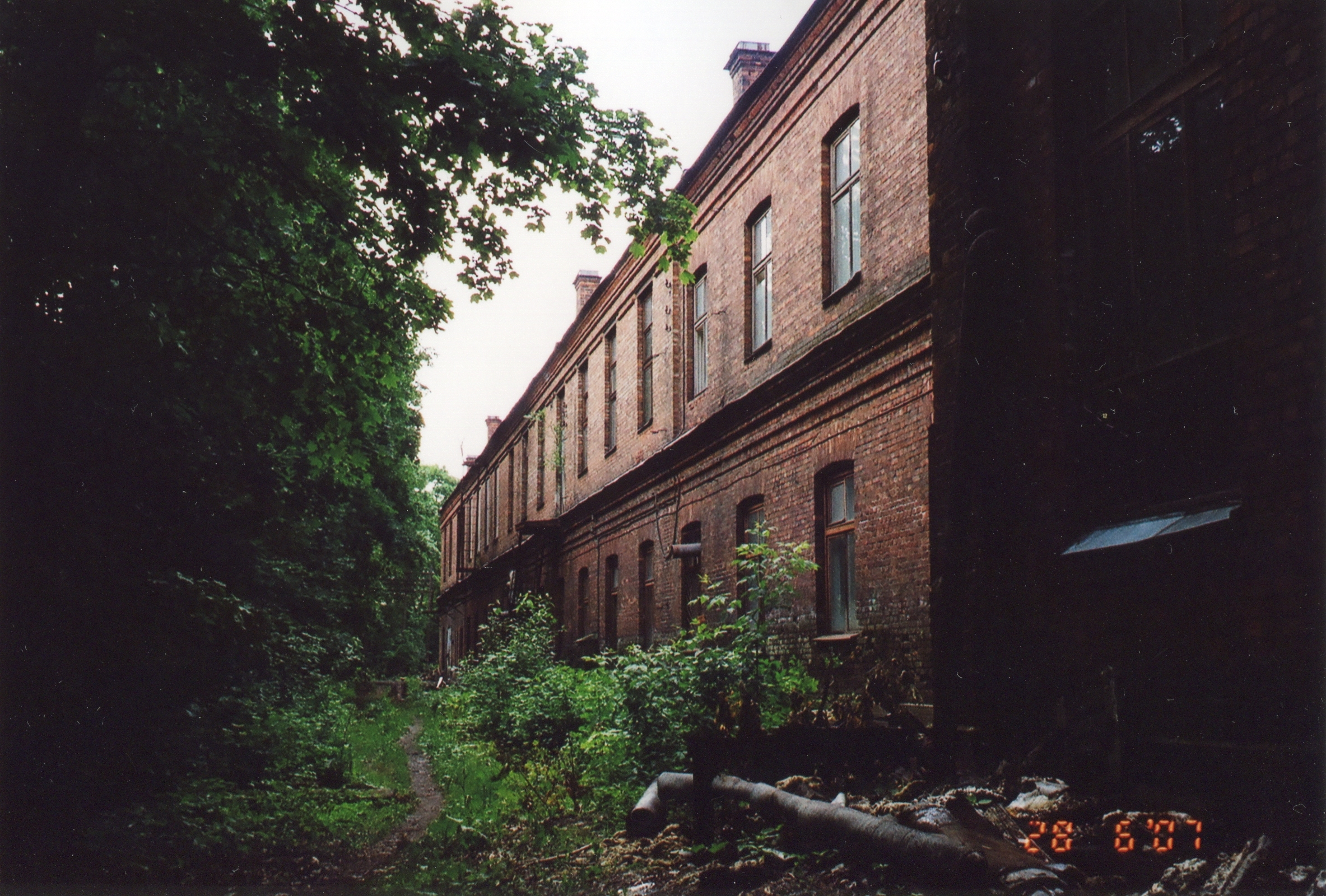
цех 2 музей вид от речки
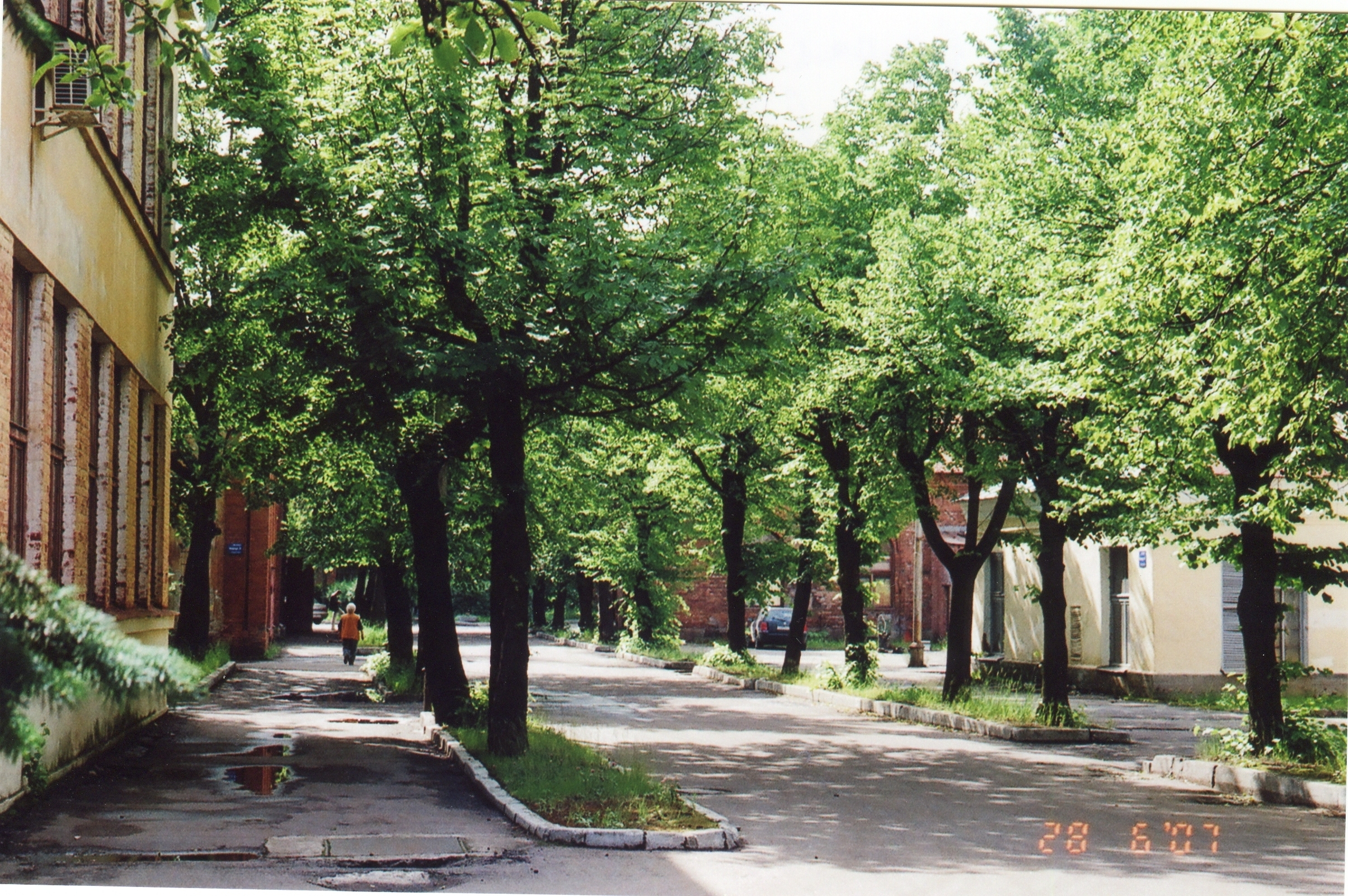
аллея вдоль технич. и ц.7 к заводоуправлению
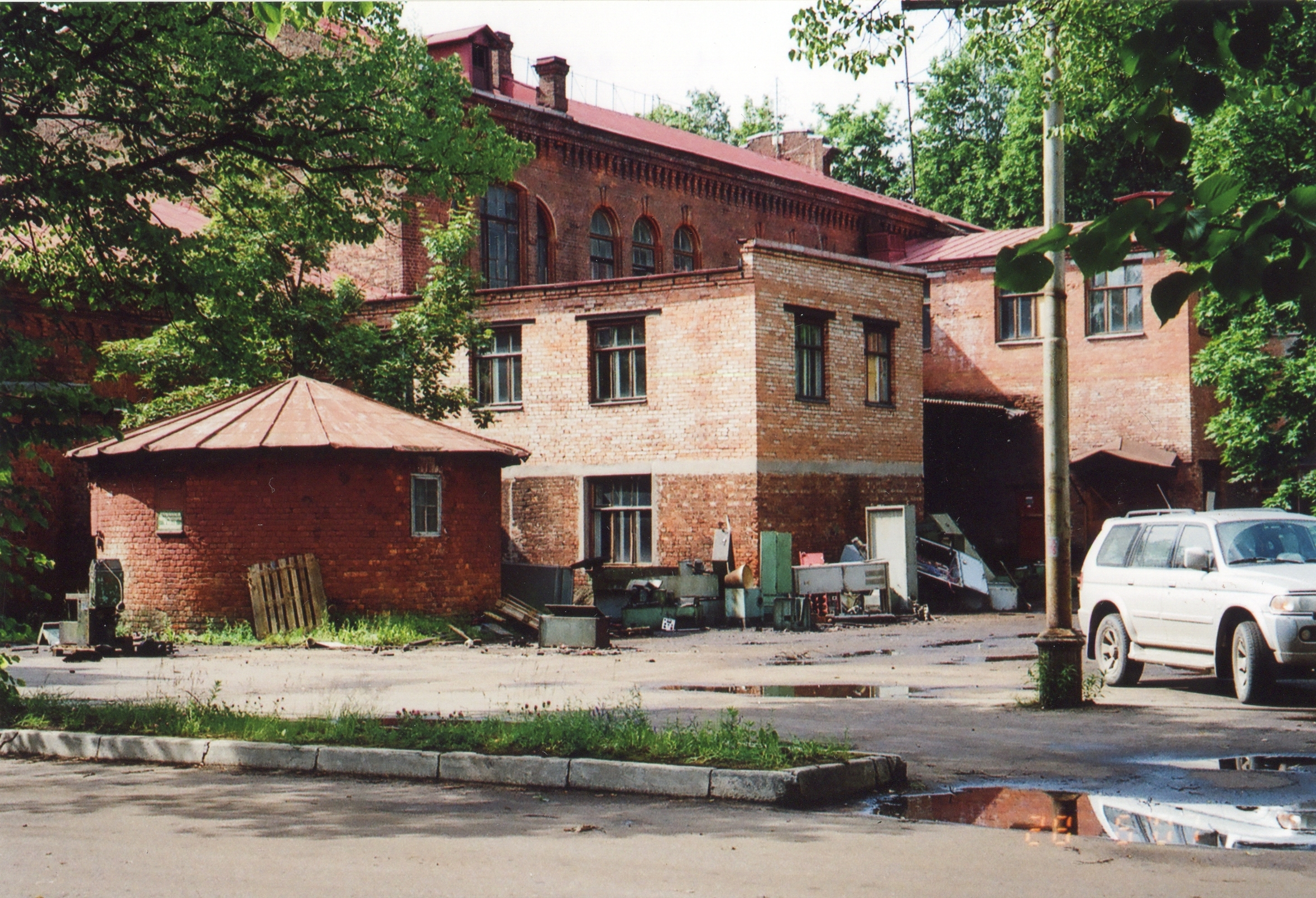
бывшее ЧПУ и цех фрез
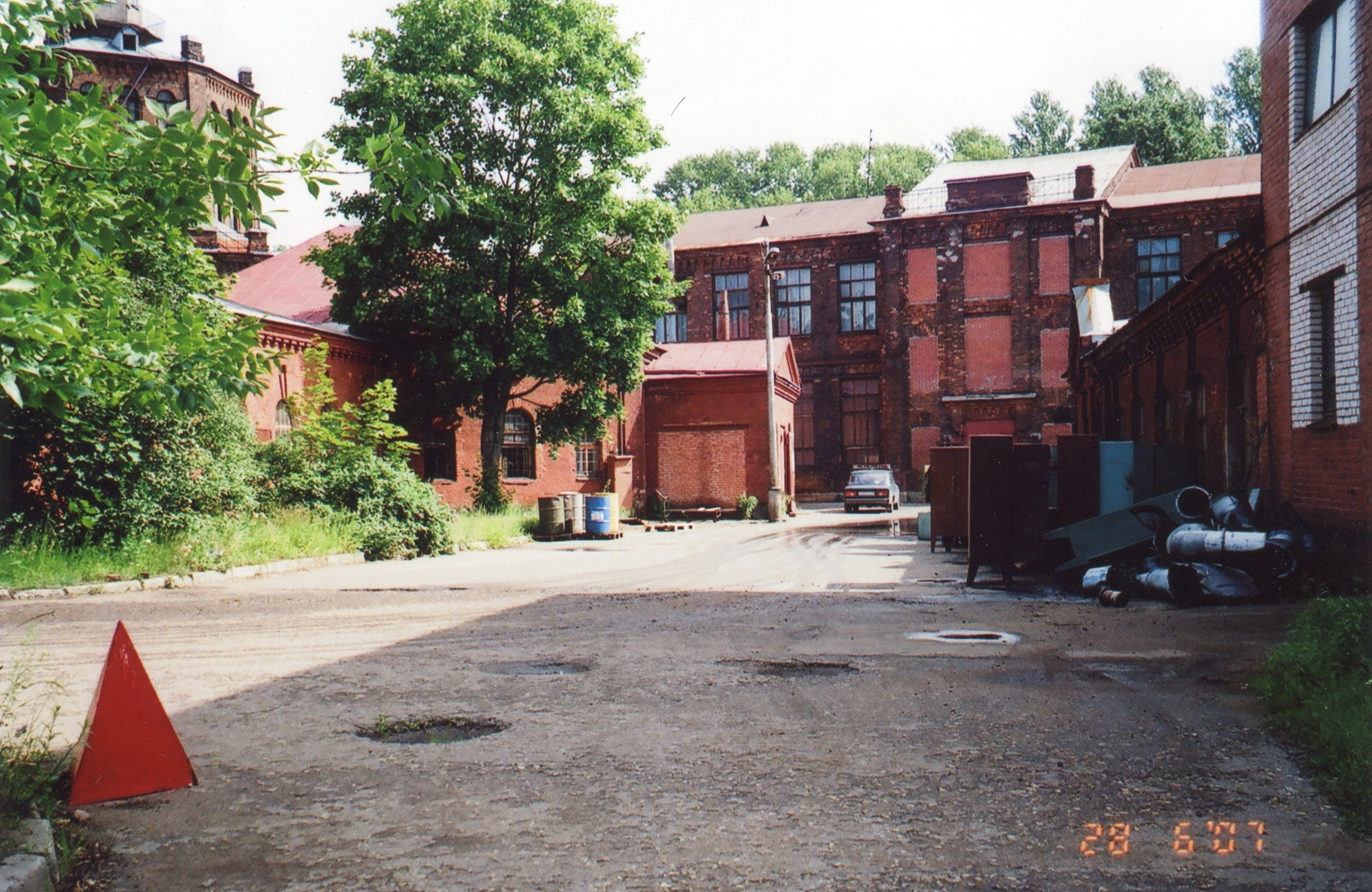
2 и 9 цех
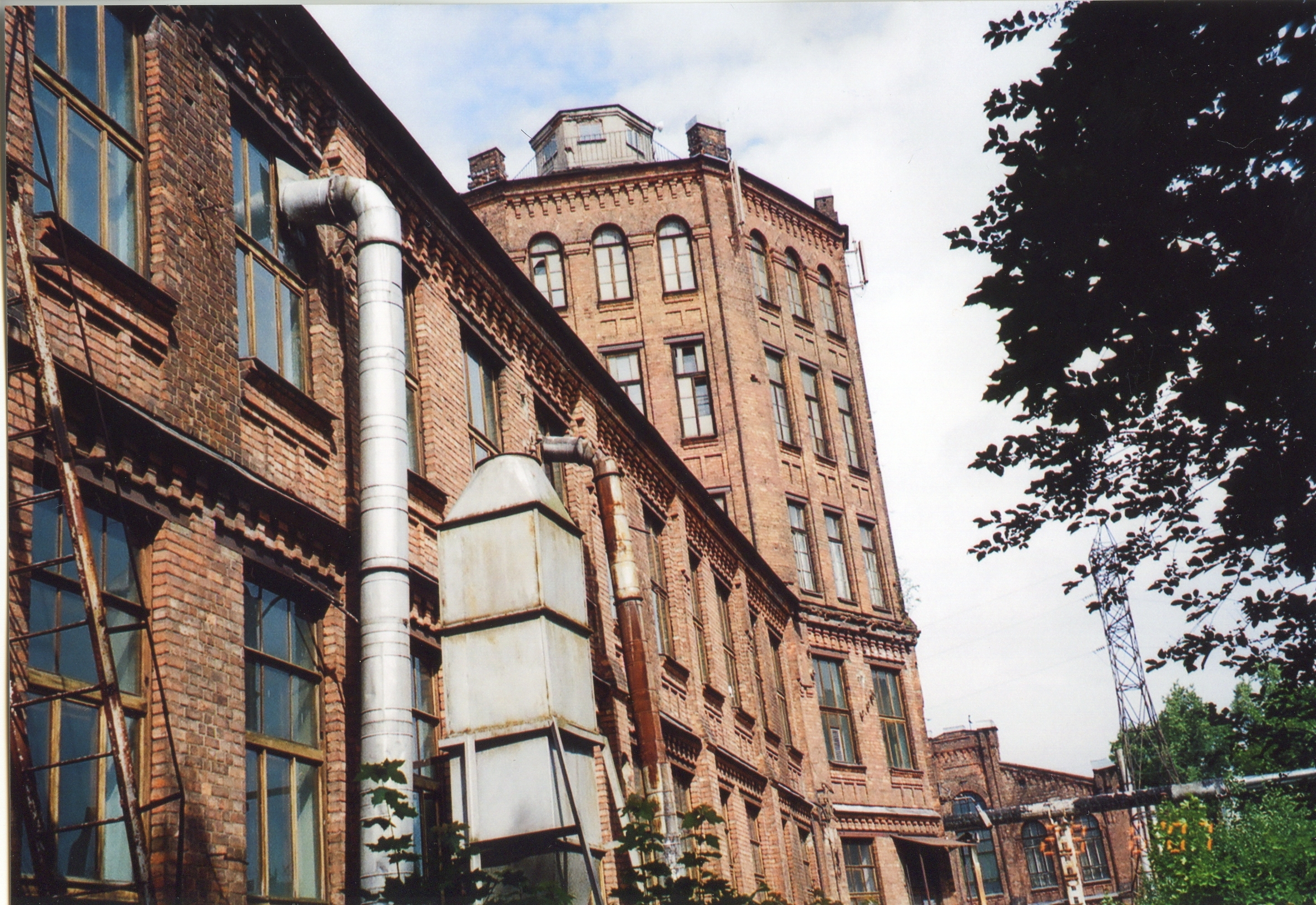
6 и 2 цех
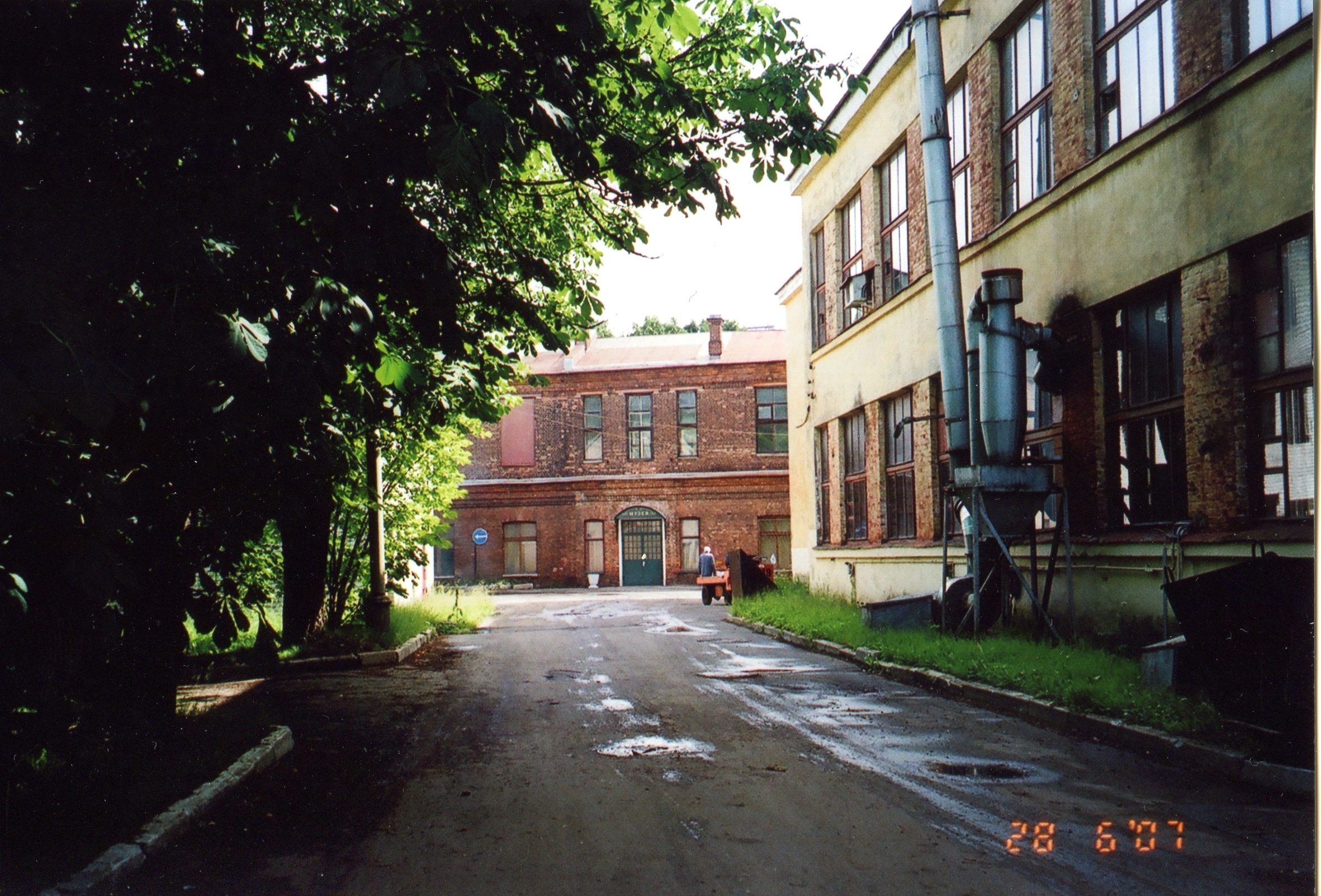
вид на музей и тех.отдел
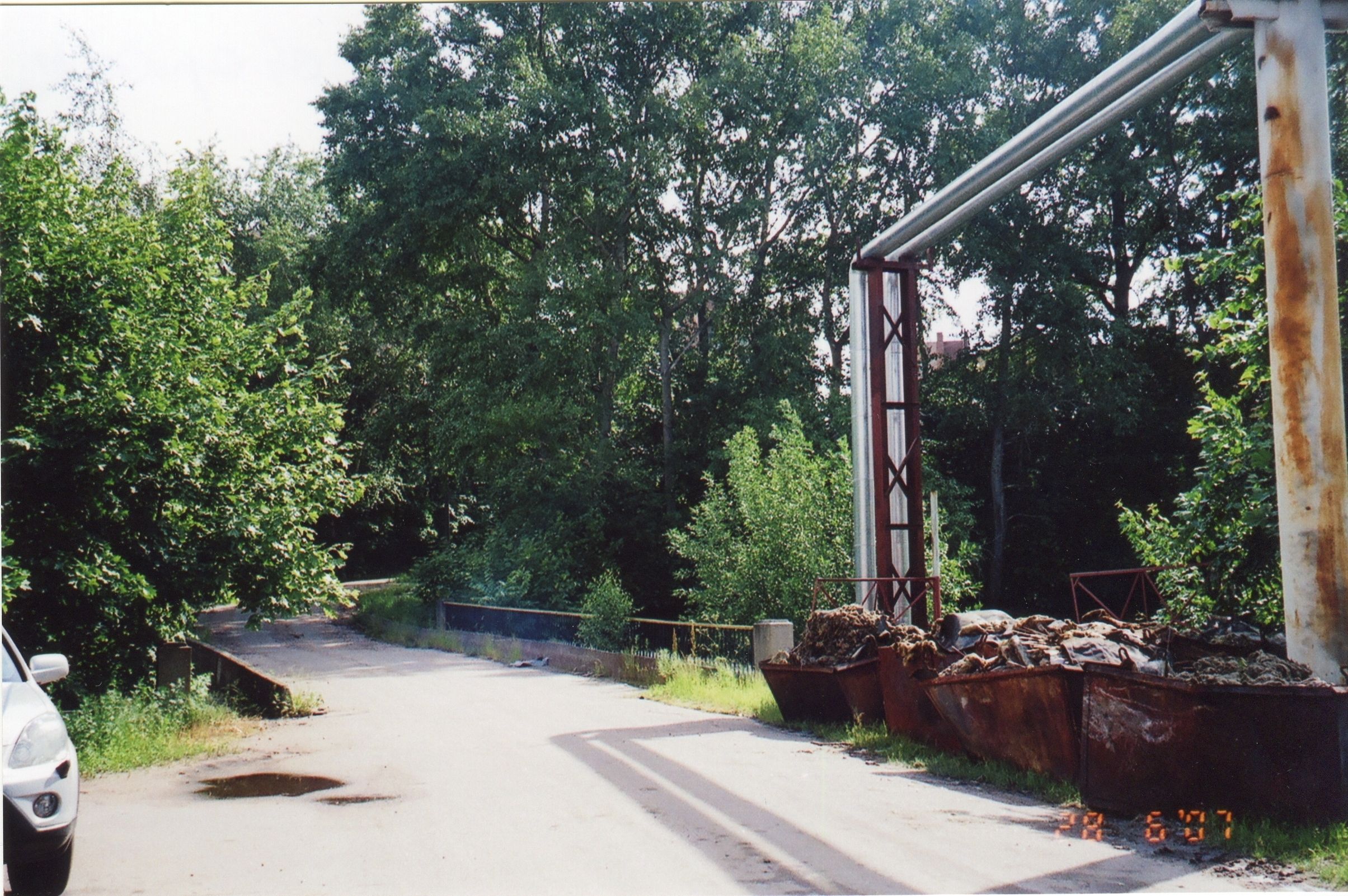
мост со стороны 6 цеха
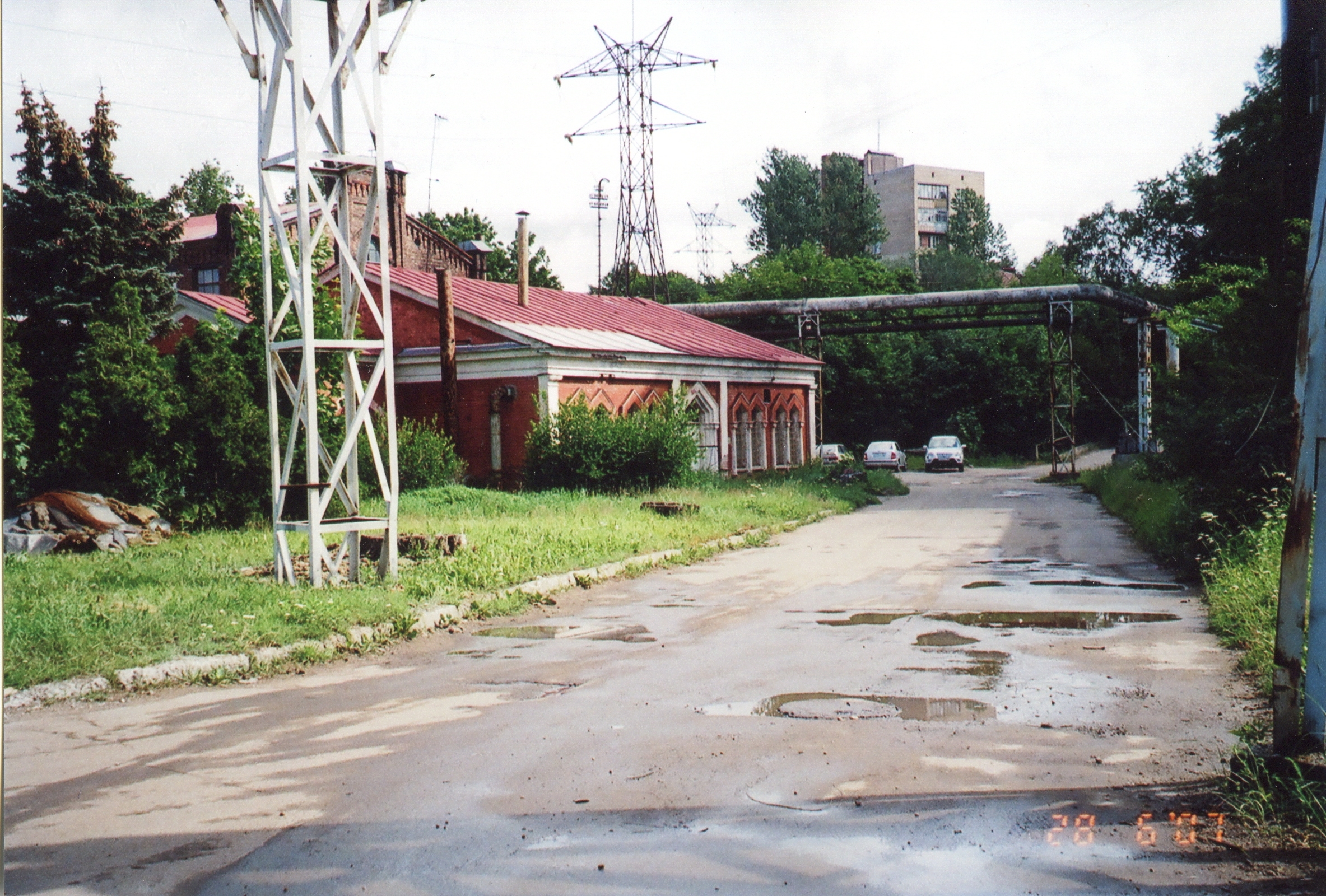
телефонная станция
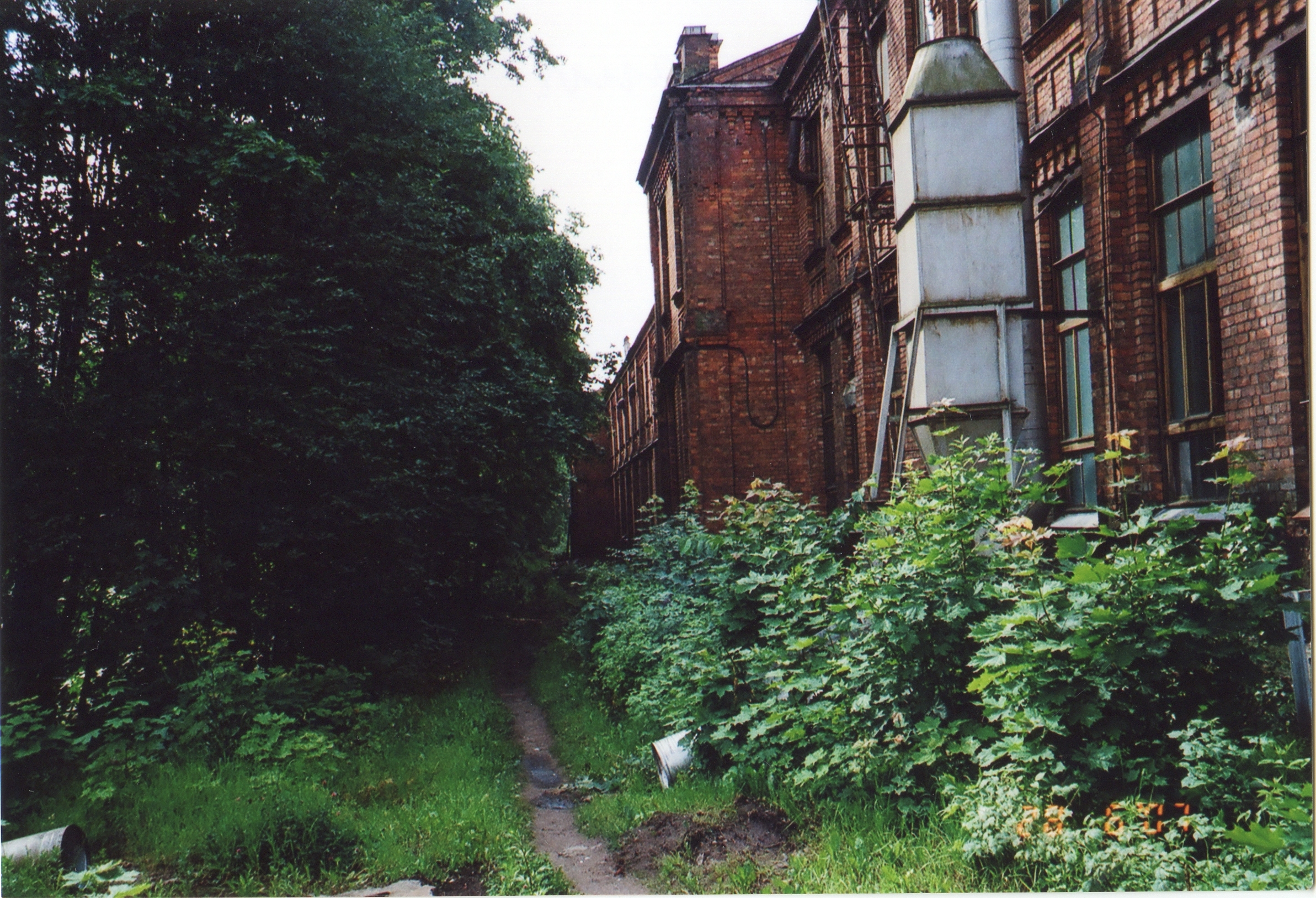
цех №2
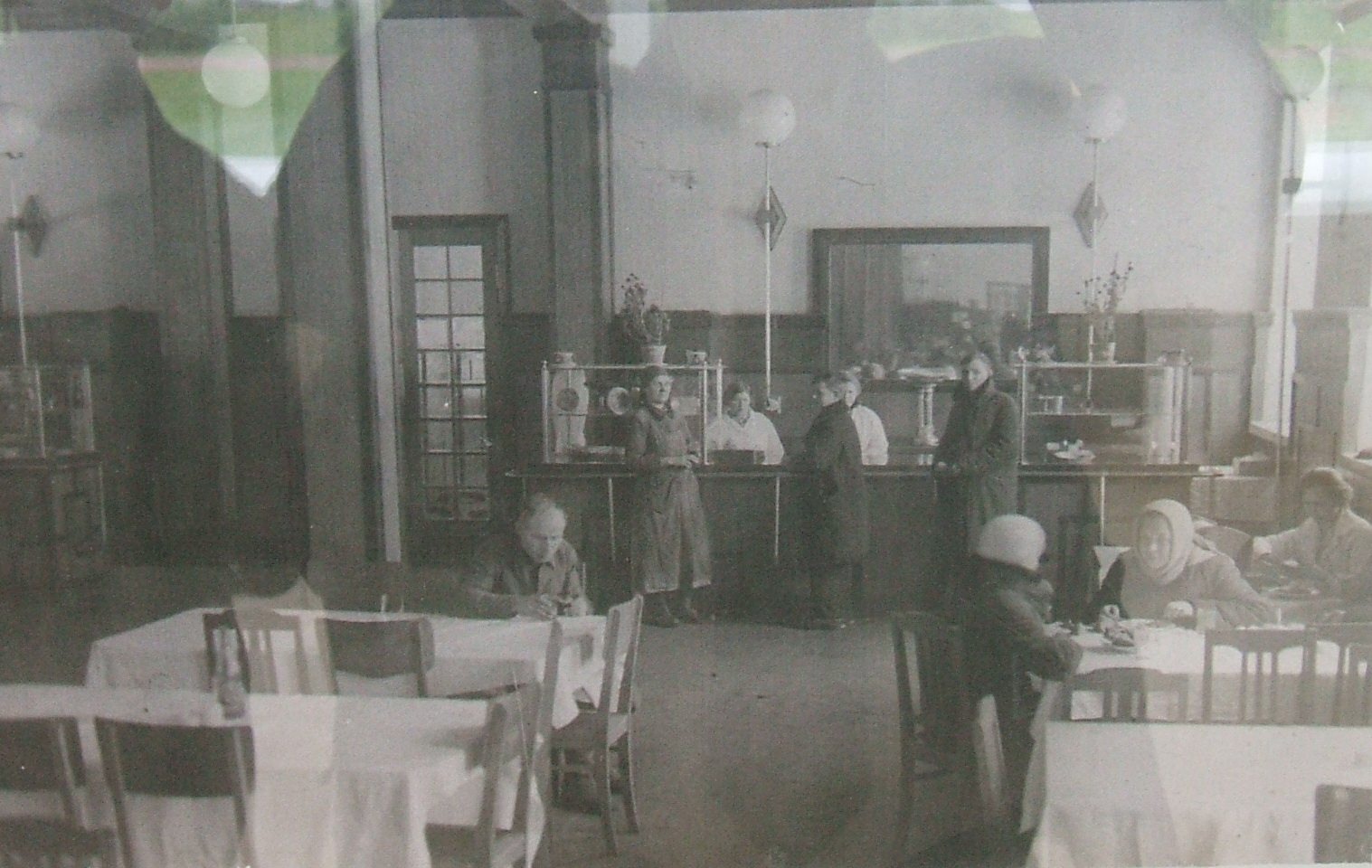
Столовая 1938 год

Памятник-бюст Сергею Ивановичу Мосину, конструктору трёхлинейной винтовки образца 1891 года. Скульптор Петров Б. А. Открыт 18 сентября 2001 года. Сестрорецк, улица Воскова.

После реставрации в 2009 году
Дом командира завода
после реставрации в 2009 году
Макет В. И. Чуркина: «Дом командира завода»
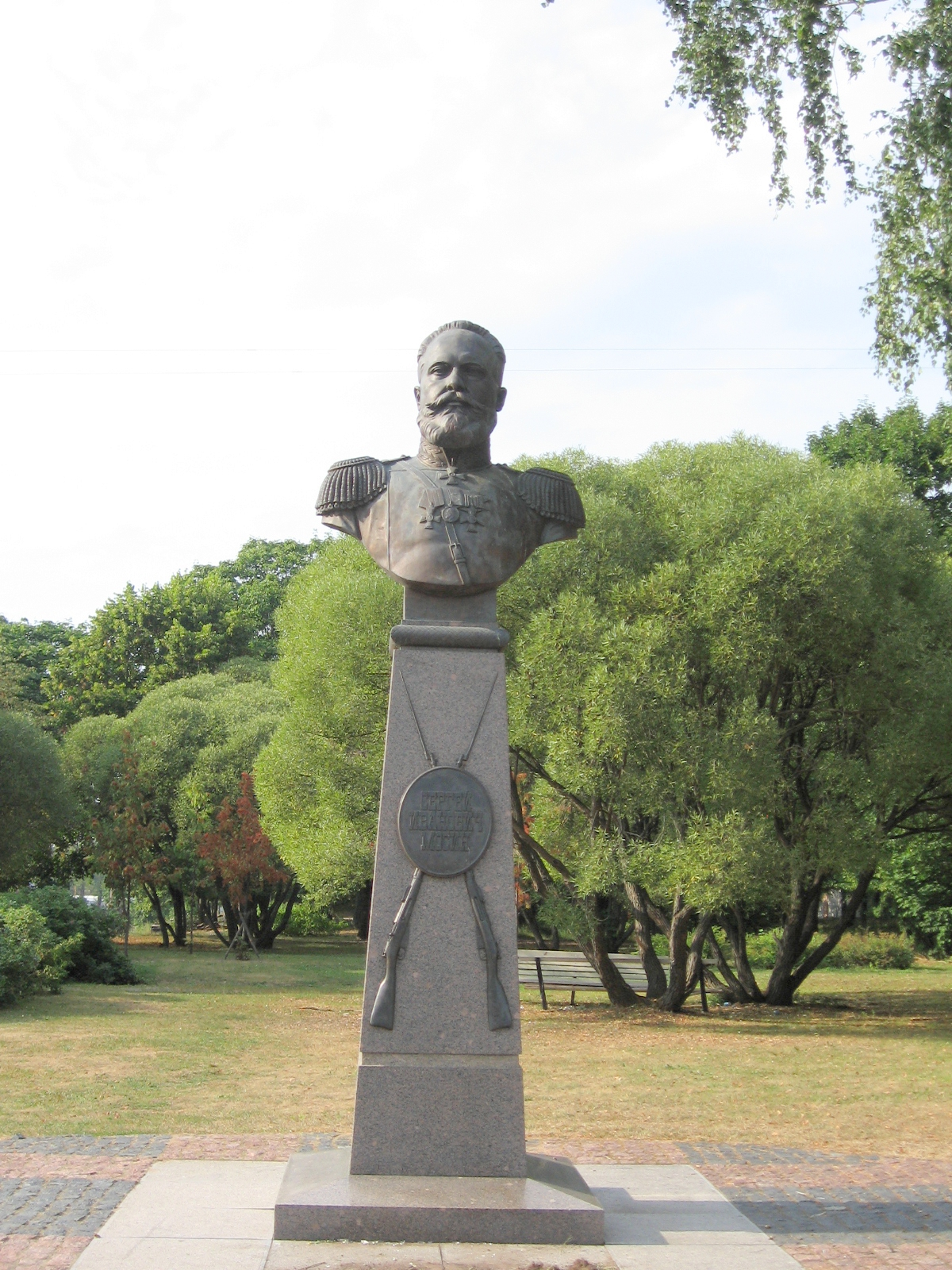
Памятник С. И. Мосину в сквере рядом с заводом
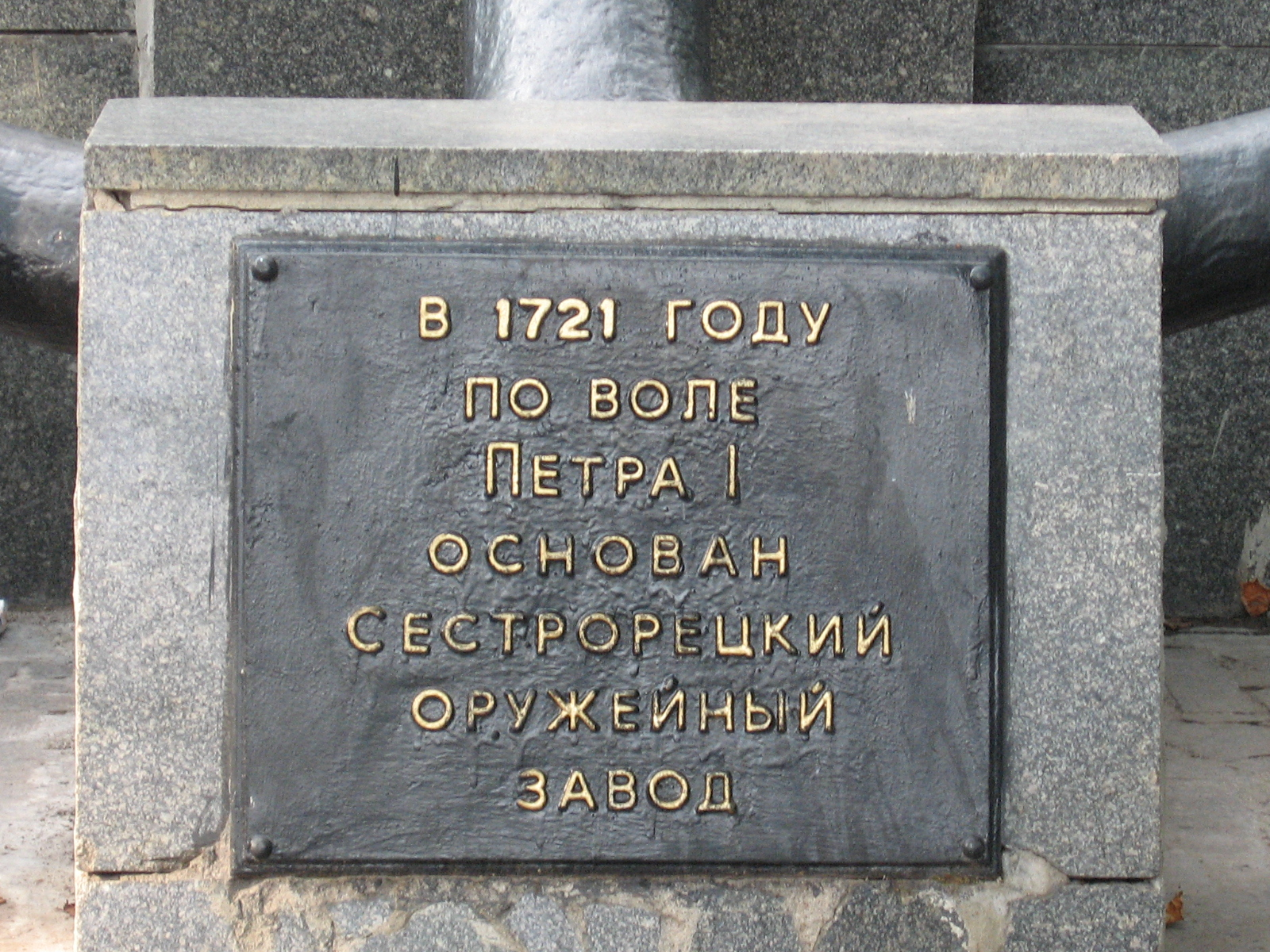
Памятная табличка перед зданием завода

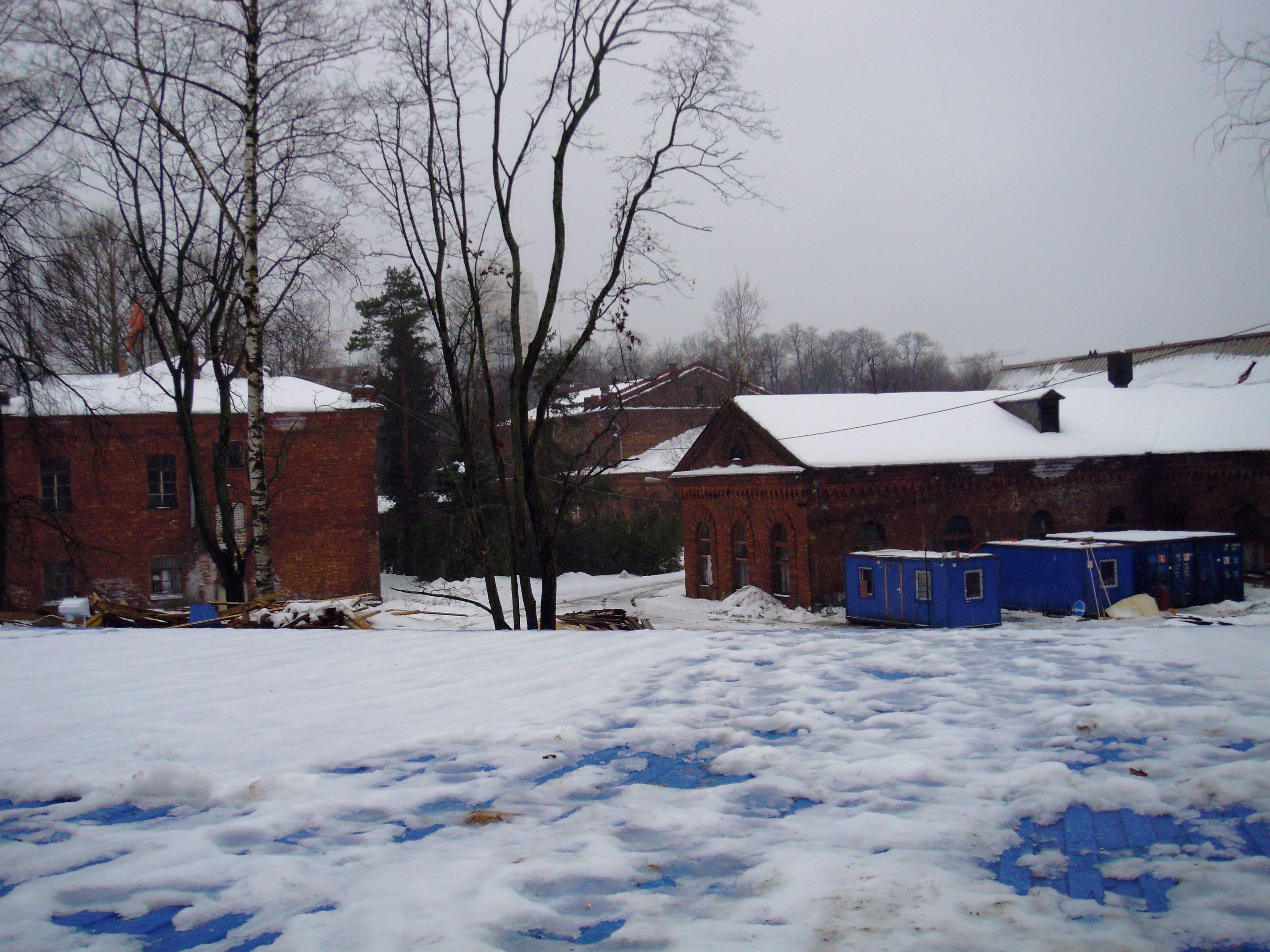
Цеха в 2013 году